# Nhà Tây Sơn
Nhà Tây Sơn (chữ Nôm: 家西山, chữ Hán: 西山朝 / Tây Sơn triều) là một triều đại quân chủ trong lịch sử Việt Nam tồn tại từ năm 1778 đến năm 1802, được thành lập trong bối cảnh tranh chấp quyền lực cuối thời Lê Trung hưng (1533–1789). Theo cách gọi của phần lớn sử gia, nhất là các sử gia hiện đại tại Việt Nam thì "nhà Tây Sơn" được dùng để gọi triều đại của anh em Nguyễn Nhạc, Nguyễn Lữ và Nguyễn Huệ để phân biệt với nhà Nguyễn của Nguyễn Ánh (vì cùng họ Nguyễn). Ngoài ra, "Tây Sơn" cũng chỉ các lãnh tụ và quân đội khởi nghĩa xuất thân từ ấp Tây Sơn; cũng được dùng làm tên cuộc chiến của Tây Sơn.
Người nắm quyền đầu tiên của nhà Tây Sơn là Nguyễn Nhạc, người anh cả, lên ngôi năm 1778. Tới năm 1788, Nguyễn Nhạc nhường ngôi cho em là Nguyễn Huệ, chính là Quang Trung hoàng đế.
Một trong những công tích lớn nhất của nhà Tây Sơn trong lịch sử dân tộc là đã tiến đến rất gần công cuộc thống nhất và mở rộng lãnh thổ đất nước sau hàng trăm năm Việt Nam bị chia cắt bởi các cuộc tranh giành quyền lực giữa các thế lực lớn Mạc –Trịnh – Nguyễn kể từ khi nhà Lê sơ (1428–1527) bị sụp đổ, đồng thời triều đại này đã 2 lần đánh bại quân xâm lược ngoại quốc (quân Xiêm La và quân nhà Thanh) bằng những chiến dịch quân sự thần tốc. Tuy nhiên, năm 1792, vua Quang Trung (Nguyễn Huệ) đột ngột qua đời khi còn khá trẻ, người kế vị là Quang Toản còn quá nhỏ (9 tuổi) đã khiến nhà Tây Sơn không có lãnh đạo đủ năng lực, ưu thế dần chuyển sang Nguyễn Ánh, một hậu duệ của dòng họ Chúa Nguyễn nắm quyền trên đất Đàng Trong trước kia.
Triều đại Tây Sơn tồn tại khoảng 24 năm thì sụp đổ sau khi Nguyễn Ánh tiến hành một cuộc chiến tranh toàn diện để tiêu diệt nhà Tây Sơn và thành lập nhà Nguyễn. Đối với nhà Nguyễn, nhà Tây Sơn bị xem là giặc phản loạn do họ đã đánh đổ thế lực của chúa Nguyễn. Chính vì thế, nhà Nguyễn tìm nhiều cách xóa bỏ uy tín và những di tích liên quan tới nhà Tây Sơn, nhưng những người mến mộ vẫn ghi nhớ các chiến tích và công lao của nhà Tây Sơn, nhiều nơi đã lập đền thờ các vị vua, tướng lĩnh của triều đại này. Ngày nay, nhà Tây Sơn được coi là một triều đại chính thống của Việt Nam, hoàng đế Quang Trung được coi là người anh hùng dân tộc với những chiến công chống ngoại xâm và cũng là người đề ra nhiều cải cách quan trọng trong xây dựng đất nước.

## Bối cảnh lịch sử
Trong thế kỷ 18, nước Đại Việt nằm dưới quyền cai trị tượng trưng của vua Lê, có danh mà không có quyền hành chính trị. Quyền lực thực sự nằm trong tay hai gia đình phong kiến, các chúa Trịnh ở phía Bắc, kiểm soát nhà vua và điều khiển triều đình ở Thăng Long và các chúa Nguyễn ở phía Nam, đóng đô tại thành Phú Xuân. Hai bên từng đánh lẫn nhau để giành quyền kiểm soát toàn bộ đất nước trong suốt 45 năm và đều tuyên bố trung thành với nhà Lê để củng cố quyền lực cho mình.
Cuộc chiến Trịnh Nguyễn phân tranh kết thúc năm 1672 và cuộc sống của những người nông dân ở phía Bắc của các chúa Trịnh khá yên bình. Trong khi đó ở phía Nam, các chúa Nguyễn dần dần sáp nhập vương quốc Chiêm Thành và ảnh hưởng chính trị, quân sự lên vương quốc Chân Lạp. Các chúa Nguyễn thường hỗ trợ quân sự cho Chân Lạp để Chân Lạp đánh lại một nước mạnh kế cạnh là Xiêm. Từ đó, các Chúa Nguyễn nhận các vùng đất từ Chân Lạp như món quà đền ơn, mở mang thêm lãnh thổ Đàng Trong về phía Nam.
Từ giữa thế kỷ 18, người nông dân bị bần cùng và họ đã đứng lên khởi nghĩa cả ở Đàng Ngoài lẫn Đàng Trong. So với Đàng Trong, phong trào nông dân Đàng Ngoài mạnh mẽ hơn. Tuy nhiên, các cuộc khởi nghĩa quận He (Nguyễn Hữu Cầu), quận Hẻo (Nguyễn Danh Phương), chàng Lía, Hoàng Công Chất... ở Đàng Ngoài và Đàng Trong nhìn chung đều chưa đủ quy mô, sức mạnh và sự liên kết cần thiết để đánh đổ chính quyền cai trị. Mặt khác, những người cầm quyền lúc đó như Trịnh Doanh ở Đàng Ngoài và Nguyễn Phúc Khoát ở Đàng Trong có đủ tài năng, uy tín để huy động lực lượng trấn áp các cuộc khởi nghĩa.
Cuối đời chúa Nguyễn Phúc Khoát, ông trở nên lười nhác, ham hưởng lạc mà bỏ bê triều chính. Các quan lại cấp dưới cũng học theo thói xa xỉ đó, nạn tham ô, hối lộ cũng vì thế mà ngày càng nghiêm trọng. Lê Quý Đôn xứ Đàng Ngoài trong Phủ biên tạp lục có nhận xét về thời kỳ cuối chúa Nguyễn là:
"... từ quan to đến quan nhỏ, nhà cửa chạm trổ, tường xây bằng gạch đá, trướng vóc màn the, đồ dùng toàn bằng đồng, bằng sứ, bàn ghế bằng gỗ đàn, gỗ trắc, ấm chén bằng sứ, yên ngựa – dây cương đều nạm vàng, nạm bạc, quần áo là lược, nệm hoa, chiếu mây, lấy phú quý phong lưu để khoe khoang lẫn nhau... Họ coi vàng bạc như cát, thóc gạo như bùn, hoang phí vô cùng..." 
Triều đình ngày càng suy yếu, lòng dân chán ghét, các cuộc khởi nghĩa nông dân nổ ra báo hiệu sự cai trị của chúa Nguyễn đã sắp đến hồi kết.

## Phân tích

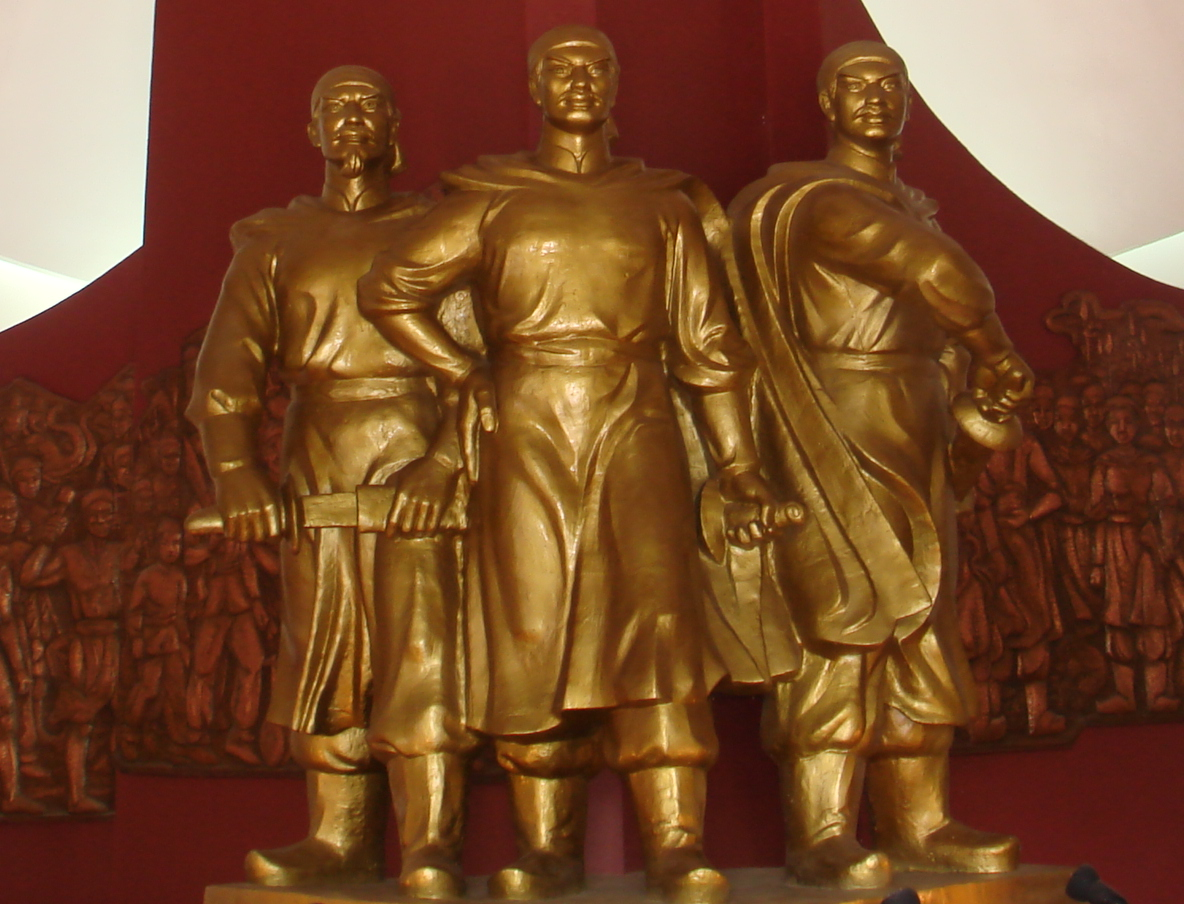
Tượng Tây Sơn Tam Kiệt ở Bảo tàng Quang Trung, Quy Nhơn, Bình Định.

Ba anh em Tây Sơn, Nguyễn Nhạc, Nguyễn Lữ và Nguyễn Huệ, được gọi là "Tây Sơn tam kiệt". Các nguồn tài liệu về thân thế Nguyễn Huệ và anh em Tây Sơn chưa hoàn toàn thống nhất.
Các sách Đại Việt sử ký tục biên, Đại Nam thực lục tiền biên, Đại Nam chính biên liệt truyện, Khâm định Việt sử Thông giám cương mục đều ghi các thủ lĩnh Tây Sơn là họ Nguyễn, nhưng không nói tổ tiên là họ gì.
Quê gốc của 3 anh em nhà Tây Sơn ở làng Thái Lão huyện Hưng Nguyên, Nghệ An đến năm 1986 được nâng lên thành Thị trấn Thái Lão, đến năm 1998, thị trấn Thái Lão hợp nhất với xã Hưng Thái thành thị trấn Hưng Nguyên ngày nay.
Từ năm 1558, Nguyễn Hoàng chạy vào Thuận Hóa đến năm 1672, chúa Nguyễn đàng Trong và chúa Trịnh đàng Ngoài đánh nhau cả thảy 7 lần. Trong lần thứ 5 (1655–1656), quân Nguyễn tràn qua Hưng Nguyên lùa bắt dân cùng với tù binh đưa vào Nam (để khai thác vùng Thuận – Quảng đất rộng người thưa) trong đó có ông tổ 4 đời của anh em nhà Tây Sơn là Hồ Phi Long...
Tổ tiên nhà Tây Sơn vốn họ Hồ ở làng Hương Cái, huyện Hưng Nguyên, tỉnh Nghệ An. Họ theo chân chúa Nguyễn vào lập nghiệp miền Nam khi chúa Nguyễn vượt Lũy Thầy đánh ra đất Lê – Trịnh tới Nghệ An (1655). Ông cố của ba anh em Tây Sơn tên là Hồ Phi Long vào giúp việc cho nhà họ Đinh (ở thôn Bằng Chân, huyện Tuy Viễn, tức An Nhơn), cưới vợ họ Đinh và sinh được một trai tên là Hồ Phi Tiễn. Hồ Phi Tiễn không theo việc nông mà bỏ đi buôn trầu ở ấp Tây Sơn, cưới vợ và định cư tại đó. Vợ của Hồ Phi Tiễn là Nguyễn Thị Đồng, con gái duy nhất của một phú thương đất Phú Lạc, do đó họ đổi họ của con cái mình từ họ Hồ sang họ Nguyễn của mẹ. Người con là Nguyễn Phi Phúc cũng chuyên nghề buôn trầu và làm ăn phát đạt. Cũng có tài liệu cho rằng họ Hồ đã đổi theo họ chúa Nguyễn ngay từ khi mới vào Nam.
Nguyễn Phi Phúc có tám người con, trong đó có ba người con trai: Nguyễn Nhạc, Nguyễn Lữ và Nguyễn Huệ. Về thứ tự của Nguyễn Huệ và Nguyễn Lữ trong các anh em, các nguồn tài liệu ghi không thống nhất:
- Các sách Đại Nam thực lục chính biên, Đại Nam chính biên liệt truyện, Tây Sơn thủy mạt khảo đều thống nhất ngôi thứ trong ba anh em Tây Sơn và khẳng định rằng: "Con trưởng là Nhạc, kế là Lữ, kế nữa là Huệ".
- Theo thư từ của các giáo sĩ phương Tây hoạt động ở Đại Việt khi đó như Labartette, Eyet và Varen thì Nguyễn Huệ là em của Nguyễn Lữ. Nguyễn Lữ được gọi là Đức Ông Bảy[8] còn Nguyễn Huệ là Đức Ông Tám.
- Lê Trọng Hàm trong sách Minh đô sử lại cho rằng Hồ Phi Phúc sinh "Nhạc, Lữ đến hai cô con gái rồi đến Huệ".
- Dân phủ Quy Nhơn xưa truyền lại rằng: Nguyễn Nhạc thuở đi buôn trầu nên gọi là anh Hai Trầu; Nguyễn Huệ còn có tên là Thơm nên gọi là chú Ba Thơm; Nguyễn Lữ gọi là thầy Tư Lữ vì có thuở đi tu theo đạo Hồi Bani (Islam Bani), một hệ tôn giáo của người Chăm cổ.

Theo một tài liệu mới công bố tại Hội thảo về Tây Sơn, gia đình Nguyễn Nhạc có ít nhất 4 anh em trai, anh đầu là Nguyễn Quang Hoa. Quang Hoa có thể do bị chết sớm hoặc vì lý do nào đó không tham gia lãnh đạo phong trào Tây Sơn, nên không được sử sách ghi lại.
Lớn lên, ba anh em được đưa đến thụ giáo cả văn lẫn võ với thầy Trương Văn Hiến. Chính người thầy này đã phát hiện được khả năng khác thường của Nguyễn Huệ và khuyên ba anh em khởi nghĩa để xây dựng đại nghiệp. Giáo Hiến cho là có sấm truyền: "Tây khởi nghĩa Bắc thụ công" – "Phụ nguyên phục thống". Rồi nói với anh em Nguyễn Huệ: "Các con là người của đất Tây Sơn, Tây Sơn khởi nghĩa sẽ lập nên sự nghiệp lớn ở miền Bắc và hết lòng giúp chúa Nguyễn để phục hồi nền nhất thống... Các con nên đổi thành họ Nguyễn để có danh nghĩa lập công". Do vậy, anh em Tây Sơn từ họ Hồ đổi thành họ Nguyễn.
Trong những năm đầu tiên, Nguyễn Nhạc đóng vai trò quan trọng nhất. Tương truyền trước khi nổi dậy ông từng đi buôn trầu nên được gọi là Hai Trầu. Sử nhà Nguyễn chép rằng ông được chúa Nguyễn giao cho việc thu thuế trong vùng nhưng mang tiền thu thuế đánh bạc mất hết, cùng quẫn phải nổi dậy. Theo ý kiến của PGS Nguyễn Phan Quang trong sách Phong trào nông dân Tây Sơn (2003), tình tiết này thực chất là dụng ý nói xấu người "phản loạn" của nhà Nguyễn sau khi họ đã thắng trận.
Ban đầu, quân Tây Sơn nổi dậy và dần đánh chiếm được nhiều lãnh thổ ở Đàng Trong. Lúc này, quân Trịnh nhân lúc chúa Nguyễn suy yếu cũng kéo vào Nam, chiếm được Phú Xuân và đánh 1 trận với quân Tây Sơn ở Quảng Nam. Để làm hòa, Tây Sơn đồng ý nghị hòa với quân Trịnh, sau đó sẽ mang quân vào đánh chúa Nguyễn. Chúa Trịnh đồng ý, phong tước cho Tây Sơn và không đánh nữa. Quân Tây Sơn tiếp tục đánh chúa Nguyễn và dần dần chiếm được đất đai và lớn mạnh, bắt đầu có sự tự chủ. Sau khi chiếm được phần lớn Đàng Trong, quân Tây Sơn đánh ra Đàng Ngoài, lật đổ chúa Trịnh, kết thúc cục diện chia cắt Đại Việt dài 200 năm giữa các chúa Trịnh và chúa Nguyễn.

## Lật đổ chúa Nguyễn

### Tình hình Đàng Trong cuối thời chúa Nguyễn
Sau khi hoàn thành công cuộc Nam tiến của mình, trong những năm cuối đời, Vũ vương Nguyễn Phúc Khoát trở nên tự đắc. Ông say mê tửu sắc, không còn thiết tha việc nước nữa. Theo gia phả Nguyễn Phước tộc (hậu duệ chúa Nguyễn) thì: 
Trong những năm về sau, mãi sống trong cảnh thanh bình, xa hoa, ngài [Võ vương] đâm ra say mê tửu sắc, không thiết tha việc nước, xa rời nhiệm vụ của bậc đế vương. Thêm vào đó, để dễ dàng trong việc tiếm quyền, Trương Phúc Loan [cậu ruột của Võ vương] đã khuyến dụ ngài đi vào con đường nữ sắc. Một cung phi rất được ngài sủng ái là Công nữ Nguyễn Phúc Ngọc Cầu, con của Dận quốc công Nguyễn Phúc Điền (chú ruột của Võ vương). Đây chính là mầm mống gây cảnh suy tàn của triều đại sau này.
Chính sự của họ Nguyễn ngay từ thời Vũ vương Nguyễn Phúc Khoát đã gây ra những ảnh hưởng tiêu cực cho dân chúng. Hệ thống thuế khóa phức tạp, cồng kềnh, nặng nề, quan dưới lạm thu khiến dân phải nộp nhiều hơn quy định. Thuế thổ sản có tới hàng ngàn thứ, tính cả những sản vật nhỏ nhặt. Năm 1741, Phúc Khoát ra lệnh truy thu thuế của cả những người bỏ trốn. Tới năm 1765 lại có lệnh truy thu thuế còn thiếu của 10 năm trước.
Năm 1765, Vũ vương Nguyễn Phúc Khoát qua đời, chính quyền chúa Nguyễn rơi vào tay quyền thần Trương Phúc Loan. Loan thao túng triều chính, tự xưng là "Quốc phó", giết Nguyễn Phúc Luân (cha của Nguyễn Phúc Ánh) và lập Nguyễn Phúc Thuần, lúc đó mới 12 tuổi lên ngôi, tức là Định vương. Trương Phúc Loan trở thành quyền thần lấn lướt trong triều đình, mọi quyền hành đều bị thao túng. Loan nắm giữ Bộ Hộ, quản cơ Trung tượng kiêm Tàu vụ, thâu tóm mọi quyền lực về chính trị và kinh tế. Loan nổi tiếng là tham lam, thường vơ vét của công, mua quỵt của các thương nhân nước ngoài. Thuế sản vật các mỏ vàng Thu Bồn, Đồng Hương, Trà Sơn, Trà Vân... đều rơi vào tay Loan, hàng năm Loan chỉ nộp vào ngân sách quốc gia 1-2 phần mười số thuế thu được. Có đợt sau trận lụt, nhà Loan bày vàng ra phơi "sáng chóe" cả sân. Cả nhà họ Trương chia nhau nắm giữ mọi chức vụ chủ chốt. Người bấy giờ gọi là Trương Tần Cối.
Cùng lúc đó, Lại bộ Thượng thư Nguyễn Cư Trinh, trụ cột của triều Nguyễn qua đời (tháng 5 năm 1767). Họ Trương không còn ai ngăn trở, càng ra sức lộng hành: bán quan tước, ăn tiền tha tội, hình phạt phiền nhiễu, thuế má nặng nề, nhân dân cực khổ. Những người có tài như Tôn Thất Dục bị Loan tìm cách hãm hại. Tài chính vô cùng kiệt quệ. Cơ nghiệp Chúa Nguyễn đến đây là suy vong, nhiều cuộc nổi dậy của nông dân bắt đầu diễn ra.
Năm 1769, vị vua mới của nước Xiêm là Taksin tung ra một cuộc chiến nhằm tìm cách lấy lại quyền kiểm soát nước Chân Lạp (Campuchia) vốn chịu nhiều ảnh hưởng của chúa Nguyễn. Quân của Chúa Nguyễn buộc phải lùi bước khỏi những vùng đất mới chiếm.
Thất bại trước những cuộc đụng độ với Xiêm La cộng với sưu thuế nặng nề cùng tình trạng tham nhũng tại địa phương khiến cho chính quyền chúa Nguyễn đã yếu càng yếu thêm. Nhiều nông dân lâm vào nghèo khổ, mâu thuẫn xã hội Đàng Trong trở nên gay gắt, lòng dân trở nên chán ghét chúa Nguyễn. Đó chính là thời cơ để ba anh em Tây Sơn bắt đầu khởi nghĩa chống lại chúa Nguyễn.

### Tây Sơn khởi nghĩa

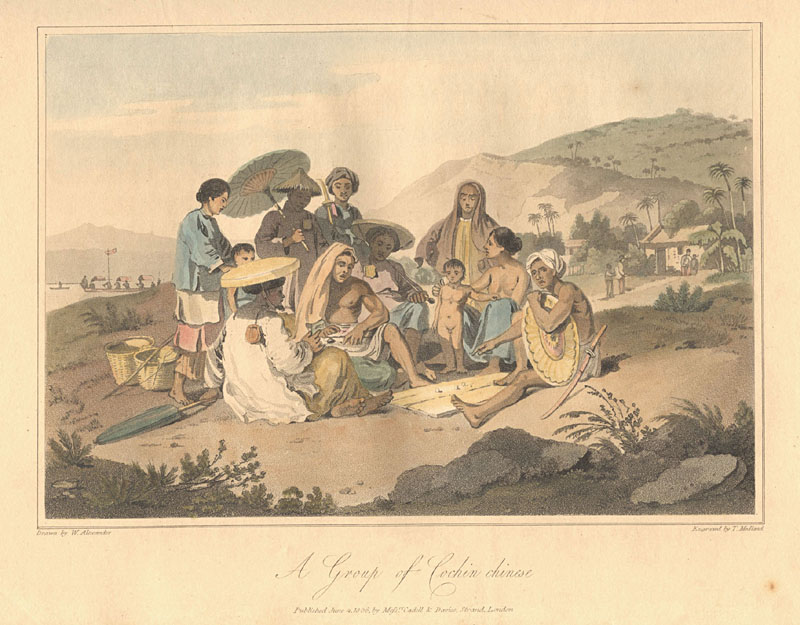
Một nhóm người Đàng Trong tại Tourane (tức Đà Nẵng) thời Tây Sơn – Tranh của họa sĩ người Anh William Alexander.

Năm Tân Mão niên hiệu Cảnh Hưng thứ 32, Định Vương Nguyễn Phúc Thuần thứ 6, tức năm 1771, Nguyễn Nhạc được các người cùng hợp tác và các nhân sĩ đồng bào địa phương tôn làm Tây Sơn Vương. Lấy danh nghĩa chống lại Quốc phó Trương Phúc Loan, ủng hộ Hoàng tôn Nguyễn Phúc Dương là cháu đích tôn của Vũ vương Nguyễn Phúc Khoát.
Bởi Tây Sơn mang danh nghĩa ủng hộ Hoàng tôn Dương và khi đánh trận thường la ó ầm ĩ nên dân gian có câu:
"Binh triều là binh Quốc phó
Binh ó là binh Hoàng tôn"
Nguyễn Nhạc tổ chức lại cơ sở:
- Quân sự giao cho Nguyễn Huệ, Trần Quang Diệu, Võ Văn Dũng, Võ Đình Tú.
- Kinh tế tài chính giao cho Nguyễn Thung, Bùi Thị Xuân và Nguyễn Lữ.
- Dân sự (hành chính, ngoại giao, tuyên truyền...) giao cho Võ Xuân Hoài và Trương Mỹ Ngọc.
Nguyễn Nhạc và bộ tham mưu nhận thấy địa thế Tây Sơn Hạ không được an toàn, bèn dời tổng hành dinh và các cơ quan trọng yếu lên Tây Sơn Trung. Lấy dãy núi ở dưới đèo An Khê làm mật khu.
Nguyễn Nhạc cùng bộ tham mưu đóng ở hòn núi cao nhất nằm phía nam chân đèo, Nguyễn Huệ cùng Trần Quang Diệu, Võ Văn Dũng đóng tại hòn núi phía bắc. Do đó mà hai ngọn núi này mang tên là núi Ông Bình và núi Ông Nhạc.
Khu kinh tế tài chính vẫn đóng ở Tây Sơn Hạ. Và những nơi đã được khai khẩn tiếp tục tăng gia sản xuất. Trường trầu vẫn phát triển đều đặn. Các phú gia ở khắp Tuy Viễn nhiệt liệt ủng hộ. Kho lẫm được canh coi chu đáo. Tiền, lúa nhiều nhưng không hề bị thâm lạm.
Tháng giêng năm Nhâm Thìn (1772), chúa Nguyễn sai Chưởng cơ Tôn Thất Văn đi tuyển xét ở Quy Nhơn. Báo cáo về việc Tây Sơn lập 6 đồn trên vùng Thượng đạo từ năm trước (1771). Nghe tin Nguyễn Nhạc bị truy nã gắt gao vì thâm lạm công quỹ, chạy vào núi chiêu tập bọn vong mạng định làm giặc, viên tuần phủ Quy Nhơn là Nguyễn Khắc Tuyên cho quân lính đi lùng bắt. Nhưng nhiều lần quan quân đến Tây Sơn Hạ thấy nhân dân làm ăn yên ổn, không thấy dấu vết của giặc đâu cả, Tuyên cho là tin đồn nhảm, nên thôi đem quân càn quét vùng Tây Sơn.
Đầu tháng 4 năm 1773, quân Tây Sơn đã kéo nhau từng toán xuống các chợ ngay lúc ban ngày, lấy của nhà giàu chia cho nhà nghèo, đe dọa đốt nhà cửa để bắt người tuân theo. Họ họp từng nhóm khoảng 300 người, riêng vùng Đồng Hươu, Đồng Hào có đến 600 người và họ quấy nhiễu suốt ở Phú Yên, Quy Nhơn.
Tổ chức của họ cứ theo thắng lợi mà trở thành lớn lao, có quy củ hơn. Lúc đầu họ võ trang giáo mác, cung tên và cả súng tay nữa. Họ đi bộ, nhưng sau đó, khoảng tháng 8, họ đi ngựa, cáng và võng. Để bày tỏ vị trí phương nam và tính cách bạo động của quân khởi nghĩa, họ mang mỗi đội một lá cờ đỏ dài độ 9 aunes (khoảng 1 mét)
Tháng 5 năm 1773, lòng dân địa phương lại hướng hoàn toàn về Nguyễn Nhạc. Viên tri huyện Tuy Viễn không hay biết gì cả. Nhưng vì biện lại đồn Tây Sơn (có tên là Vân Đồn) không chịu nạp thuế trong hai năm liền, viên tri huyện sai Đốc Trung Đằng đem quân lên vấn tội. Đốc Trung Đằng bị quân Tây Sơn chặn lại đòi giấy tờ, tiền bạc, bị đâm một nhát ở vai trái nên phải cùng lính hầu bỏ chạy.
Thanh thế lớn lên, Nguyễn Nhạc dời quân xuống Kiên Thành tự xưng làm Đệ nhất trại chủ coi 2 huyện Phù Ly và Bồng Sơn, cho Nguyễn Thung làm Đệ nhị trại chủ coi Tuy Viễn, Huyền Khê làm Đệ tam trại chủ coi quân lương.
Tháng 8 năm Quý Tỵ (1773), mọi việc an bài, Nguyễn Nhạc lập đàn cáo trời đất, hợp thức hóa danh vị chức chưởng của chúa tôi và tế cờ xuất quân. Rồi tấn công huyện lỵ Tuy Viễn.
Quân Tây Sơn phát triển nhanh nhờ có được sự ủng hộ rất lớn của dân chúng quanh vùng, nhất là những người nông dân nghèo bị bần cùng hóa bởi tình trạng địa chủ chiếm đất và sưu cao thuế nặng của Chúa Nguyễn. Quân ngũ Tây Sơn khi dựng nghiệp có khoảng 150.000 người được chia thành 12 đơn vị, trong đó có 2 đơn vị là người dân tộc thiểu số. Đây là đội quân tiên phong, dũng mãnh dưới quyền chỉ huy của Nguyễn Huệ. Kỵ binh có hơn 2.000 chiến mã, tượng binh có hơn 100 thớt voi.
Những năm đầu tiên, lực lượng của nghĩa quân còn yếu, nhưng được sự giúp đỡ của nhân dân quanh vùng nên ngày càng mạnh lên. Không chỉ những người nông dân nghèo mà cả một số sắc dân thiểu số và lực lượng người Hoa như hai đạo quân của Lý Tài, Tập Đình. Lực lượng Tây Sơn không những đánh đâu thắng đó mà còn nổi tiếng vì bình đẳng, bình quyền, không tham ô của dân và lấy của người giàu chia cho người nghèo. Nghĩa quân đã từng nêu lên khẩu hiệu "Lấy của nhà giàu chia cho dân nghèo". Điều đó được các giáo sĩ Tây Ban Nha, điển hình là Diego de Jumilla ghi lại, sách Les Espagnols dans l'Empire d'Annam trích dẫn như sau:
"Ban ngày họ xuống các chợ, kẻ đeo gươm, người mang cung tên, có người mang súng. Họ không hề làm thiệt hại đến người và của. Trái lại họ tỏ ra muốn bình đẳng giữa mọi người Đàng Trong; họ vào nhà giàu, nếu đem nộp họ ít nhiều thì họ không gây tổn hại, nhưng nếu chống cự lại thì họ cướp lấy những của quý đem chia cho người nghèo; họ chỉ giữ gạo và lương thực cho họ mà thôi... Người ta gọi họ là bọn cướp đạo đức và nhân từ đối với quần chúng nghèo khổ..." 
Được tin Tuy Viễn đã vào tay nghĩa quân, Trần Quang Diệu liền chia đại binh mình chỉ huy ra làm ba đội. Một đội giao cho Lê Văn Hưng ở lại hậu phương. Một đội giao cho Võ Văn Dũng cùng Cao Tắc Tựu đi đánh Bồng Sơn, còn mình lãnh một đạo đi đánh Phù Ly cùng La Xuân Kiều. Bồng Sơn và Phù Ly, nghĩa quân kéo đến, chưa đánh đã lấy được. Quân cũng như dân của hai huyện đều hân hoan đón tiếp nghĩa binh. Trần Quang Diệu để Võ Văn Dũng cùng hai học sĩ Cao, La ở lại giữ huyện lỵ hai nơi, còn mình thì đem quân vào hợp với Tây Sơn Vương đánh thành Quy Nhơn.
Tháng 9 năm Quý Tỵ (1773), quân Tây Sơn dùng mưu đánh chiếm được thành Quy Nhơn.
Thành Quy Nhơn ở giữa Tuy Viễn và Phù Ly. Tường xây bằng đá ong, trên một giải gò cao, chung quanh có hào sâu bao bọc, thế rất vững. Vì vậy nên quân Tây Sơn vây đánh đã ba ngày mà không lấy được. Tuần phủ Nguyễn Khắc Tuyên đóng cửa thành cố thủ. Tương truyền Nguyễn Nhạc tự ngồi vào cũi cho quân lính của mình khiêng đến trá hàng, nộp quân họ Nguyễn. Nửa đêm, ông phá cũi, cùng quân trá hàng làm nội ứng và quân bên ngoài tới phối hợp đánh chiếm thành. Thành này là nơi các nhà buôn, vì đã phải chịu nhiều luật lệ ngăn cấm do triều đình họ Nguyễn đưa ra, đã quay sang ủng hộ tài chính cho Tây Sơn.
Sau khi hạ thành Quy Nhơn, Tây Sơn Vương giao thành cho Trần Quang Diệu và các tướng đóng giữ, tự mình đem hai đoàn quân xuống Càng Rang, Nước Ngọt, đánh lấy hai kho lương thực. Hai viên quan giữ kho là Đốc Trưng Đằng và Khâm Sai Lượng chống cự. Lượng bị giết, Đằng tẩu thoát. Vương cho chở hết lương thực về thành Quy Nhơn.
Đi đánh mặt Bắc, Tây Sơn Vương không quên mặt Nam. Vương cử Nguyễn Lữ, Nguyễn Văn Lộc và Võ Văn Cao đi vào Phú Yên, Diên Khánh, Bình Thuận để xem xét tình hình, liên lạc cùng Vua Thủy Xá (Pơtau Ea), Hỏa Xá (Pơtau Apui), và vận động thân hào nhân sĩ địa phương hưởng ứng cuộc nam chinh. Phái đoàn về trình tâu rõ tình hình, Vương liền cử Ngô Văn Sở làm Chinh Nam Đại tướng quân, cùng Nguyễn Văn Lộc, Lê Văn Hưng vào đánh chiếm ba phủ Phú, Diên, Bình.
Mặt tây được hai Vua Thủy, Hỏa yểm hộ, binh Tây Sơn cứ thẳng tiến vào Nam. Đi tới đâu được hoanh nghênh tới đó, và lấy ba thành dễ dàng như trở bàn tay. Tướng nhà Nguyễn là Nguyễn Văn Hiền bị giết và Nguyễn Khoa Kiên bị bắt sống. Đại thắng, Ngô Văn Sở kéo binh về, để Nguyễn Văn Lộc và Lê Văn Hưng ở lại trấn giữ.
Tháng 11 năm Quý Tỵ (1773), Chúa Nguyễn sai các Phò mã Chưởng cơ Nguyễn Cửu Thống, Nguyễn Cửu Sách, Cai cơ Phan Tiến, Cai đội Nguyễn Vệ, Tổng nhung Tống Sùng, Tán lý Đỗ Văn Hoảng từ Quảng Nam kéo vào lấy lại Quy Nhơn. Tây Sơn Vương giao thành và mặt nam Quy Nhơn cho Trần Quang Diệu và các tướng tâm phúc. Còn mình và Tập Đình, Lý Tài, Nguyễn Văn Xuân cử đại binh ra chống cự quân chúa Nguyễn.
Quân nhà Nguyễn chia làm hai đạo, theo hai đường thủy, bộ. Đạo bộ binh do Chưởng cơ Nguyễn Vệ chỉ huy, còn đạo thủy quân đi đường bể làm sách ứng. Nguyễn Nhạc chia quân làm 3 đạo, hai bên là cánh quân Trung Hoa và người Thượng của Tập Đình, Lý Tài, trung quân là người Việt do đích thân Nguyễn Nhạc chỉ huy đối chiến.
Đạo bộ binh chưa qua khỏi Bình Đê đã bị quân Tập Đình và Lý Tài chặn đánh. Trông thấy quân Trung Nghĩa và Hoài Nghĩa cao lớn dữ tợn, quân chưởng cơ Vệ khiếp sợ, chưa đánh đã thua chạy, bị truy kích giết sạch. Chưởng cơ Vệ không chống nổi Lý, Tập bị tử trận.
Đạo thủy quân bị bão đắm, chỉ còn thoát có một thuyền do một quan Công giáo điều khiển, thuyền bị dạt vào doi cát tại cửa sông Trà Khúc, không tiến được. Vừa lúc ấy gặp quân Tây Sơn Vương kéo ra đánh tan hết chiến thuyền, bắt sống được 50 thủy binh và lấy được 10 khẩu đại bác.
Quân Nguyễn đại bại rút tàn quân chạy về Quảng Nam bị quân Tây Sơn chặn đánh, bỏ lại 4 thớt voi và nhiều xe lương cùng vũ khí. Tây Sơn Vương toàn thắng, đắp một lũy cát tại Bến Ván (Bình Sơn, Quảng Ngãi) giao cho Nguyễn Văn Xuân đóng giữ, rồi đem chiến lợi phẩm trở về Quy Nhơn. Quân Tây Sơn chiếm được Quảng Ngãi.
Tháng 12 năm Quý Tỵ (1773), chúa Nguyễn lại cử hai đạo binh vào đánh Tây Sơn Vương.
- Một đạo do Tiết chế Tôn Thất Hương điều khiển kéo thẳng vào Bồng Sơn.
- Một đạo do Tổng nhung Thành và Tán lý Đản chỉ huy, kéo đánh lũy Bến Ván. Quân số của binh nhà Nguyễn quá đông, Nguyễn Văn Xuân không chống nổi, phải bỏ Bến Ván rút lên núi, theo thượng đạo về Quy Nhơn. Thành và Đản thừa thắng kéo quân vào Bồng Sơn hiệp cùng quân Tôn Thất Hương chiếm núi Bích Kê (Bình Định).
Tây Sơn Vương hay tin sai Tập Đình và Lý Tài theo đường rừng, đến Trà Câu ở Quảng Nghĩa, để chặn đường về của quân Nguyễn, và Nguyễn Văn Xuân đem quân yểm phục phía nam núi Mồng Gà để làm sách ứng. Còn mình đem quân ra thẳng Bích Kê.
Tại Bích Kê, quân Tây Sơn và quân nhà Nguyễn kịch chiến. Tôn Thất Hương bị tử trận. Quân nhà Nguyễn bị giết gần hết. Thành và Đản rút tàn binh chạy lui, đến Trà Câu bị phục binh Tây Sơn giết chết. Quân Tây Sơn cướp thu được rất nhiều voi ngựa và quân lương quân dụng.
Tây Sơn Vương kéo quân chiếm phủ lỵ Quảng Nghĩa, lưu Nguyễn Văn Xuân lại giữ thành, cùng Tập Đình, Lý Tài kéo đại binh đánh thẳng vào Quảng Nam. Quân của Vương đóng tại sông Cối Giang, quân Lý Tài đóng tại sông Thế Giang huyện Duy Xuyên. Quân Tập Đình đóng tại bãi cát gần Kim Sơn thuộc Hà Đông để ứng viện.
Cai cơ Tôn Thất Bân đánh không lại quân Tây Sơn liền bỏ chạy về Quảng Nam. Quân Tây Sơn nhanh chóng đánh xuống phía nam, chiếm Bình Khang, Diên Khánh, kiểm soát vùng đất từ Quảng Ngãi đến Bình Thuận.
Quân Nguyễn do Thống binh Huy và Hiến quận công Nguyễn Cửu Dật chỉ huy, kéo vào đánh.
Trận đầu bị quân Tây Sơn Vương đánh thua, quân Nguyễn dồn nơi phố Mỹ Thị thuộc Hòa Vang. Quân Nguyễn qua 2 ngày chiếm hai lũy. Cánh quân Thượng của Tây Sơn ghi một thắng lợi nhỏ, đuổi viên tướng triều chạy cùng với voi trận nhưng họ không tiến được hơn. Hai bên thường ngày kéo quân giáp trận kịch liệt, không phân thắng bại. Tây Sơn Vương rút quân về Thế Giang, đóng nơi Thiên Lộc thuộc Duy Xuyên, trước sông sau sông cứ hiểm làm đồn lũy.
Thiên Lộc nằm giữa nhiều nhánh sông sâu, thế rất hiểm. Quân Nguyễn không đánh nổi. Nguyễn Cửu Dật bàn mưu cùng Thống binh Huy án binh bất động. Rồi cho đóng chiến thuyền, đặt đại bác, lén theo đường sông, lấy ván chận nước để đưa thuyền xuống, xuất kỳ bất ý, đánh úp đồn Thiên Lộc. Mười tám viên tướng Tây Sơn và quân chống với 3 cánh quân triều 3 mặt: dọc theo chân núi, dọc theo quan lộ và từ các thuyền chiến dưới biển bắn lên. Thủy quân bắn chết được một viên tướng dũng mãnh của Tây Sơn với 2 tên quân. Quân Nguyễn toàn thắng tiến vào, đồn Thiên Lộc thất thủ. Binh của Lý Tài ở Thế Giang cũng bị đánh úp, binh của Tập Đình đến cứu không kịp. Quân Tây Sơn Vương bị đại bại rút về án cứ Bến Ván và Châu Ổ (Quảng Ngãi).
Tây Sơn Vương chỉnh đốn lại đội ngũ, rồi theo thượng đạo đi tắt ra hội quân cùng Tập Đình và Lý Tài. Quân Nguyễn đóng tại Phú Hòa thuộc huyện Hòa Vang, nương thế sông làm hiểm cứ. Tây Sơn Vương dùng chiến thuyền đánh xuống. Nguyễn Cửu Dật dùng kế sa nang, lấy bao đựng cát ngăn nước sông, rồi giả thua chạy, đợi quân Tây Sơn qua khỏi, vớt bao cát lên, nước ào xuống, thuyền Tây Sơn bị đắm khá nhiều. Bị thua quân Cửu Dật, Tây Sơn Vương kéo binh đến Mỹ Thị đánh Thống binh Huy. Huy bị thua kéo tàn binh chạy thoát. Tây Sơn Vương đóng binh tại Mỹ Thị, sai Tập Đình đóng ở Cối Giang, và Lý Tài đóng ở Thế Giang để làm thế ỷ giốc.
Tháng 1 năm 1774, Chưởng cơ Tôn Thất Thăng trên đường tiếp chiến đến Quảng Nam nghe tin Tôn Thất Hương thua trận, hoảng sợ bỏ quân chạy suốt đêm. Chỉ trong 7 ngày, quân Tây Sơn chiếm lại Quảng Nam và cả tỉnh thành.
Tháng 4 năm 1774, lưu thủ Dinh Long Hồ Tống Phúc Hiệp đem quân từ Hòn Khói (Nha Trang) Nguyễn Khoa Thuyên ra đánh Tây Sơn. Quân Nguyễn đánh chiếm Bình Thuận. Tống Phước Hiệp để Nguyễn Khoa Toàn ở lại, còn mình kéo binh ra đánh Diên Khánh. Trấn thủ Lê Văn Hưng chặn đánh. Nhưng nhận thấy quân địch đã đông lại có trọng pháo yểm hộ, liệu không thắng nổi, bèn bỏ thành trống, rút toàn quân về Phú Yên cùng Nguyễn Văn Lộc chống địch. Quân Nguyễn chiếm được Diên Khánh.
Chúa Nguyễn sai Nội Hữu chưởng dinh Tôn Thất Nghiêm đem quân vào Quảng Nam hợp binh đánh quân Tây Sơn.
Họ Nguyễn, khi cuối cùng đã nhận ra sự nguy hiểm của cuộc khởi nghĩa, đã ký hòa ước với người Xiêm, từ bỏ một số vùng họ đã chiếm được trong những thập kỷ trước đó. Tuy nhiên không vì thế mà họ Nguyễn được rảnh tay đánh Tây Sơn.

### Quân Trịnh tham chiến
Tháng 5 năm 1774, chúa Trịnh Sâm, sau 100 năm giữ hòa bình với chúa Nguyễn, sai Quận Việp Hoàng Ngũ Phúc (1713-1776), một viên tướng lão luyện, mang 4 vạn quân vào nam tấn công Phú Xuân (Huế), cũng lấy danh nghĩa trừng phạt Trương Phúc Loan.
Tháng 9 năm 1774, quân Trịnh đến Bắc Bố Chính. Chúa Nguyễn Phúc Thuần triệu Tôn Thất Nghiêm về Phú Xuân, phong Nguyễn Cửu Dật làm Tả quân Đại Đô đốc tước Du quận công chống quân Tây Sơn. Nguyễn Cửu Dật đánh 10 trận buộc Tây Sơn lui về Bến Ván. Trong lúc chiếm đóng Quảng Nam, quân Tây Sơn có đủ thì giờ vơ vét của cải, mang đi 45 con voi, khí giới trong đó có 82 khẩu đại bác mà người Anh và người Hòa (người Nhật) cho chúa Nguyễn để giữ thành.
Việc rút lui này có thể còn do sự hiện diện của 2 chiếc tàu Ma cao vừa đến ở đấy. Cho nên, với sự trực tiếp can thiệp của chiếc tàu Diligent ủng hộ chúa Nguyễn, họ đã không ngần ngại phá Hội An, vừa để cướp tiền bạc, vừa để trả thù. Bốn năm sau, Chapman ghé đến còn trông thấy cảnh điêu tàn của một nơi mà ngày trước "hàng trăm thuyền bè từ các cửa biển Trung Hoa và Nhật Bản đến mua đường, quế, hồ tiêu, kỳ nam..." Hành động phá phách trong chiến tranh này tất không sao tránh khỏi nhưng cũng đủ làm xa lánh các khách thương mà sau này Tây Sơn cố tìm cách vời đến vì thấy cần thiết, nhưng họ không hoàn toàn đạt được ý muốn.
Tháng 10 năm 1774, quân Trịnh vượt sông Gianh. Chúa Nguyễn cho Cai đội Quý Lộc và Câu kê Kiêm Long đến tiếp quân Trịnh. Kiêm Long xúi Hoàng Ngũ Phúc tiến quân bằng một câu nói ý "Đường không đi không tới, chuông không đánh không kêu". Hoàng Ngũ Phúc hiểu ý cho quân tiến sát lũy Trấn Ninh. Quân Nguyễn giữ lũy phản loạn, mở cửa lũy tiếp quân Trịnh. Quân Trịnh chiếm dinh Quảng Bình.
Tháng 11 năm 1774, chúa Trịnh Sâm đem quân vào Nghệ An trợ chiến. Chúa Nguyễn Phúc Thuần buộc phải trói Loan nộp cho Hoàng Ngũ Phúc nhưng rồi quân Trịnh vẫn tiến.
Tháng 12 năm 1774, Quân Nguyễn không chống nổi, quân Trịnh chiếm thành Phú Xuân, buộc chúa Nguyễn Phúc Thuần phải bỏ chạy theo đường biển về Quảng Nam. Hoàng tôn Dương vượt đèo Hải Vân chạy vào Quảng Nam.
Tháng 1 năm 1775, chúa Nguyễn Phúc Thuần đến Quảng Nam, triệu Nguyễn Cửu Dật về hộ giá, phong Hoàng tôn Dương làm Thế tử trấn thủ Quảng Nam.
Quân Tây Sơn Vương kéo đến đánh. Tiến quân theo 2 đường đánh ép lại: Tập Đình, Lý Tài lên cửa biển Hợp Hòa, Nguyễn Nhạc đem bộ binh từ sông Thu Bồn đổ xuống. Nguyễn Cửu Dật bại trận, chạy lên đóng ở Trà Sơn thuộc huyện Quế Sơn.
Chúa Nguyễn Phúc Thuần sai Hoàng tôn Dương và Nội đội trưởng Nguyễn Cửu Thận, Ngoại tả Tôn Thất Tĩnh, Chưởng cơ Tôn Thất Chí ở lại Quảng Nam chống Tây Sơn. Chúa Nguyễn Phúc Thuần cùng Nguyễn Cửu Dật, Chưởng dinh Tôn Thất Kính, Nguyễn Phúc Ánh vượt biển trốn vào Gia Định (tức Sài Gòn).
Tháng 2 năm 1775, quân Trịnh tiếp tục đi về phía nam vượt đèo Hải Vân vào Quảng Nam. Đoàn thuyền của chúa Nguyễn gặp bão, chỉ có thuyền của chúa Nguyễn và Nguyễn Phúc Ánh thoát nạn, còn lại đều tử nạn trên biển.
Tháng 3 năm 1775, Nguyễn Nhạc chia quân 3 đường vây bắt Hoàng tôn Dương. Hoàng tôn Dương sai giáo sĩ chiêu hàng tướng của Nguyễn Nhạc ở thượng đạo thành công và tìm đường chạy vào Nam.
Tháng 4 năm 1775, Tập Đình, Lý Tài tấn công quân Nguyễn, Hoàng tôn Dương chạy đến Hà Dục bị Tập Đình và Lý Tài bắt được đem về Hội An. Tập Đình muốn giết Hoàng tôn Dương nhưng Lý Tài ngăn cản. Năm 1777, Hoàng tôn Dương sau đó cũng dùng kế trốn thoát theo chúa Nguyễn.
Quân Trịnh tiếp tục đi về phía nam vượt đèo Hải Vân và đụng độ với quân Tây Sơn ở Quảng Nam. Quân Tây Sơn thua trận. Tập Đình chạy về Trung Hoa. Nguyễn Nhạc cùng Lý Tài rút hết quân về Quy Nhơn, đem thế tử Dương theo.
Tháng 5 năm 1775, Tống Phước Hiệp chia binh làm hai đạo kéo ra Phú Yên. Quân bộ thì đóng tại núi Xuân Đài thuộc Đồng Xuân, quân thủy thì đóng ở đầm Lãnh Úc nằm phía đông nam Đồng Xuân. Rồi đưa thư ra Quy Nhơn đòi Tây Sơn Vương trả Đông Cung Nguyễn Phúc Dương. Nguyễn Nhạc mất Phú Yên, chỉ còn giữ Quy Nhơn và Quảng Ngãi.
Trước tình thế "lưỡng đầu thọ địch", Nguyễn Nhạc xin giảng hòa với quân Trịnh, trên danh nghĩa đầu hàng nhà Lê, xin làm tiên phong đi đánh chúa Nguyễn ở Gia Định. Chúa Trịnh bằng lòng và phong chức Tây Sơn trưởng Hiệu Tráng tiết tướng quân cho Nguyễn Nhạc.
Tháng 7 năm 1775, Nguyễn Nhạc sai Nguyễn Huệ đánh Phú Yên, quân Nguyễn tan vỡ, Tống Phúc Hiệp phải rút về Hòn Khói. Bùi Công Kế ở Bình Khang và Tống Văn Khôi từ Khánh Hòa đem quân ra chiếm lại Phú Yên đều thất bại, Kế bị bắt sống còn Khôi tử trận.
Tháng 8 năm 1775, Hoàng Ngũ Phúc đành xin chúa Trịnh theo thỉnh cầu của Nguyễn Nhạc phong Nguyễn Huệ là Tây Sơn trưởng Hiệu Tiên phong tướng quân, rồi dâng biểu về triều, xin quân Trịnh rút về Thuận Hóa và được chấp thuận.
Tháng 10 năm 1775, quân Trịnh rút về Phú Xuân. Hoàng Ngũ Phúc bị bệnh, mất trên đường về Bắc.
Tháng 11 năm 1775, Tôn Thất Quyền và Tôn Thất Xuân dấy binh chiếm lại phủ Thăng Bình và phủ Điện Bàn, Quảng Nam. Nguyễn Nhạc liền sai Đặng Xuân Phong đi đánh dẹp. Không phải dùng nhiều công sức, Đặng Xuân Phong mới xáp chiến trận đầu là lấy ngay được Thăng Bình rồi Điện Bàn. Tôn Thất Quyền và Tôn Thất Xuân đều tử trận.
Quảng Nam được dẹp yên, Tây Sơn Vương gọi Nguyễn Văn Xuân ở Quảng Nghĩa về Qui Nhơn cử Đặng Xuân Phong thay thế, và cử Nguyễn Văn Tuyết ra trấn thủ Quảng Nam, cùng họ Đặng làm răng môi giữ gìn mặt Bắc.
Từ đó toàn bộ khu vực đèo Hải Vân trở xuống đều thuộc về nghĩa quân Tây Sơn.

### Tiến đánh Gia Định
Tạm yên mặt Bắc, Tây Sơn tập trung lực lượng tiếp tục việc chinh phục phía nam. Trong gần 10 năm (từ 1776 đến 1783) quân Tây Sơn nhiều lần vào đánh chiếm Gia Định.
Bấy giờ Nguyễn Phúc Thuần ở Gia Định được Mạc Thiên Tứ giúp sức, lại có thêm hàng tướng Tây Sơn là Lý Tài, thế lực được củng cố.
Trước tình hình đó, tháng 2 năm 1776, Nguyễn Nhạc cử Nguyễn Lữ làm Tiết chế đem quân đánh Gia Định, lấy được thành Sài Côn, chúa Nguyễn không đề phòng nên đại bại, phải chạy ra Trấn Biên (tức là Biên Hòa). Nguyễn Lữ đem lương thực cướp được chở về Quy Nhơn.
Tháng 3 năm 1776, Nguyễn Nhạc cho đắp thành Trà Bàn, tự xưng Tây Sơn Vương, đúc ấn tín. Phong Nguyễn Lữ làm Thiếu phó, Nguyễn Huệ làm Long Nhương tướng quân và phong chức cho người mình.
Sau khi Tống Phúc Hiệp mất, giữa Đỗ Thanh Nhân và Lý Tài phát sinh mâu thuẫn, Lý Tài thế lực lớn mạnh, tháng 11 năm 1776, ép chúa Nguyễn nhường ngôi cho Nguyễn Phúc Dương.
Tháng 1 năm 1777, Trịnh Sâm phải phong cho Nguyễn Nhạc trấn thủ Quảng Nam tuyên úy đại sứ.
Tháng 3 năm 1777, Nguyễn Nhạc cử Nguyễn Huệ làm tướng đánh Gia Định lần thứ 2. Lý Tài thua trận, bỏ chạy khỏi thành, đưa 2 chúa Nguyễn về Hóc Môn, sau lại thua trận phải rút khỏi Hóc Môn, nhưng bị quân Tây Sơn phong tỏa nên cùng đường buộc phải mang tàn quân chạy về Ba Giòng – căn cứ quân Đông Sơn của Đỗ Thanh Nhân, và bị quân Đông Sơn tiêu diệt.
Tháng 4 năm 1777, dưới sự chỉ huy của Nguyễn Huệ, quân Tây Sơn lại đánh quân Nguyễn. Nguyễn Phúc Dương và Nguyễn Phúc Thuần bỏ trốn nhưng đều không thoát, bị bắt đem xử tử vào cuối năm 1777. Một Hoàng tôn tên là Nguyễn Ánh (Nguyễn Phúc Ánh), con trai của Nguyễn Phúc Luân, lúc đó 15 tuổi, chạy thoát ra đảo Thổ Chu.

Mỗi năm cứ đến mùa gió thuận thì binh Tây Sơn trẩy thuyền vào Nam ruồng kiếm, quyết tận diệt dòng chúa Nguyễn Phúc.

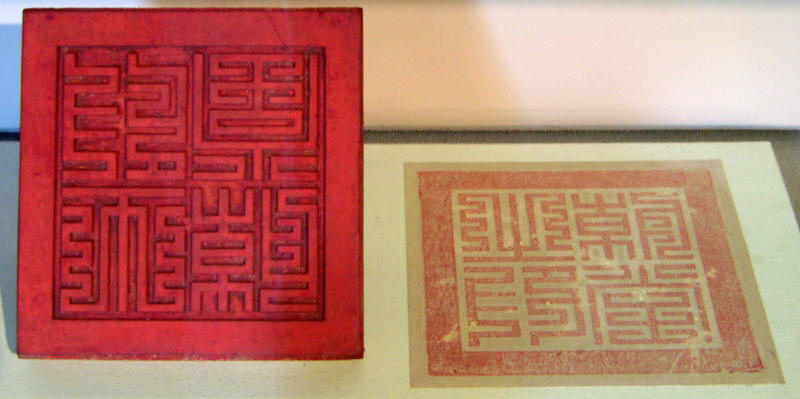
Triều đường chi ấn của nhà Tây Sơn.

Tuy nhiên, lần nào cùng vậy, sau khi chiếm được Gia Định, chủ tướng (Nguyễn Lữ hoặc Nguyễn Huệ) và quân chủ lực của Tây Sơn rút về giao lại cho một bộ tướng coi giữ, chỉ một thời gian sau lực lượng họ Nguyễn lại tụ tập và nhanh chóng chiếm lại vùng Nam Bộ. Nguyễn Ánh được tướng Đỗ Thanh Nhân (Nhơn) đón và lập làm chúa Nguyễn mới (1778). Ánh tụ tập lại lực lượng trung thành, khởi binh từ đất Long Xuyên, đánh đuổi quân trấn thủ Tây Sơn tại Gia Định, lấy lại thành Sài Gòn. Bấy giờ Nguyễn Ánh mới được các tướng tôn làm Đại Nguyên súy, Nhiếp quốc chính. Nguyễn Ánh tập trung củng cố lực lượng. Tháng 5 năm 1778, Nguyễn Ánh chiếm Bình Thuận. Năm 1780, Nguyễn Ánh xưng vương.
Quân Tây Sơn nhiều lần đánh vào Nam và truy sát nhưng nhờ may mắn, Ánh đều trốn thoát, có lần phải lênh đênh ngoài biển dưới bão mấy ngày.
Năm 1781, nội bộ họ Nguyễn bất hòa do Nguyễn Ánh giết chết Đỗ Thanh Nhân nhưng tháng 5 năm đó, Ánh vẫn đem quân đánh Bình Khang, song không thắng, phải rút lui.
Tháng 3 năm 1782, Nguyễn Huệ đem quân đánh Gia Định lần thứ tư, đem quân đánh Cần Giờ. Nguyễn Ánh dàn quân chống cự, nhưng quân Tây Sơn cứ ào ạt tiến tới, Nguyễn Ánh thua trận, lui về Bến Nghé. Nguyễn Huệ đuổi theo, Nguyễn Ánh chạy về Ba Giồng, rồi về Hậu Giang, sai Nguyễn Hữu Thụy sang Xiêm cầu viện, Nguyễn Ánh trốn ra đảo Phú Quốc.
Khi cơ bản chinh phục được họ Nguyễn, tăng cường sức mạnh và uy thế, năm 1778, sau khi giết được Nguyễn Phúc Thuần và Nguyễn Phúc Dương, Nguyễn Nhạc tự xưng làm vua, lập triều đại Tây Sơn, đặt niên hiệu là Thái Đức, đóng đô tại thành Quy Nhơn (thành Đồ Bàn cũ của nước Chiêm Thành), đổi tên thành Hoàng đế thành, phong cho Nguyễn Lữ làm Tiết chế, Nguyễn Huệ là Long Nhương tướng quân, không ràng buộc với chúa Trịnh nữa.

#### Tấn công thế lực người Hoa
Sử sách nhà Nguyễn và một số thư từ của các giáo sĩ ở Gia Định thời đó đều ghi lại việc tấn công người Hoa của Tây Sơn vào năm 1782, do những người Hoa này đã hỗ trợ cho chúa Nguyễn chống lại Tây Sơn. Việc người Hoa trợ giúp cho chúa Nguyễn khiến họ gây nên mối thù với Tây Sơn và Nguyễn Nhạc đã coi người Hoa là đối thủ chiến tranh cần phải diệt trừ. Quân Tây Sơn khi tấn công vào Cù lao Phố thì gặp phải sự chống đối mạnh của quân Hòa Nghĩa (người Hoa) ủng hộ Nguyễn Ánh tại đây khiến cho một thân tướng là Đô đốc Phạm Ngạn tử trận, binh lính thương vong nhiều, Nguyễn Nhạc nghe tin rất đau xót (Đại Nam thực lục viết: "...Nguyễn Nhạc nghe tin Ngạn chết, đau như mất hai tay"), ông cho rằng đạo quân Hòa Nghĩa toàn là quân Thanh trá hình, rồi nổi giận ra lệnh phá nát khu người Hoa ở Gia Định để trả thù.
Sách Lịch sử Gia Định – Sài Gòn trước 1802 dẫn lại từ Gia Định thành thông chí của Trịnh Hoài Đức, một viên quan người Hoa của nhà Nguyễn năm 1820, đã mô tả cuộc tấn công người Hoa ở Gia Định do Nguyễn Nhạc chỉ huy năm 1782:
"Năm 1776 khi mới tiến vào Gia Định thì quân Tây Sơn đã tàn phá Cù lao Phố, một vùng thương mại sầm uất bậc nhất xứ Đàng Trong. Họ dỡ phòng ốc gạch, ngói đem hết về Quy Nhơn khiến dân cư bỏ chạy lưu tán khắp nơi. Năm 1778 khi chúa Nguyễn đã giành lại được Cù lao Phố thì kiểm điểm lại, dân cư còn chưa tới 1% lúc trước".
"Từ Bến Nghé tới Sài Gòn xác chết ngổn ngang, vứt cả xuống sông, nước không chảy được, hai ba tháng sau dân cũng không dám ăn tôm, cá... mọi người đều khổ sở".
Sách Lịch sử nội chiến ở Việt Nam từ 1771 đến 1802 của Tạ Chí Đại Trường trích dẫn từ Đại Nam thực lục, Đại Nam liệt truyện và thư của các linh mục có mặt ở Gia Định lúc đó miêu tả vụ phá hủy khu người Hoa ở Chợ Lớn năm 1782 của Nguyễn Nhạc:
"Người Trung Hoa, bất luận binh lính hay dân buôn, mới đến hay ở lâu, đều bị bắt giết, thây chất ngổn ngang vất đầy sông ngòi, đến nỗi nước ấy không chảy, cả tháng hơn người ta không ai dám ăn tôm cá, uống nước sông. (...) Những ai có hàng Trung Hoa trong nhà như vải, lụa, trà thuốc, hương giấy... đều vứt cả ra đường mà không người dám lượm. Andre Tôn (thư ngày 1/7/1784) nói có từ 10.000 đến 12.000 người chết.

## Đánh bại liên quân Xiêm – Nguyễn Ánh
Trong thời gian còn chống trả Tây Sơn tại Nam Bộ, Nguyễn Ánh nhiều lần thông qua giám mục Pigneau de Béhaine (hay Bá Đa Lộc) để cầu viện người Pháp nhưng không thu được nhiều kết quả. Do đó Ánh có ý chuyển sang cầu viện ở Xiêm La.
Tháng 2 năm Giáp Thìn (1784), Nguyễn Ánh từ Hà Tiên sang Xiêm La hội kiến với vua Xiêm La là Chất Tri (Chakri, Rama I) tại Vọng Các (Bangkok). Theo quan điểm của các tác giả Việt Nam hiện đại là Nguyễn Lương Bích và Phạm Ngọc Phụng thì đây là lần "cõng rắn cắn gà nhà" đầu tiên của Nguyễn Ánh.
Vua Xiêm sai hai tướng là Chiêu Tăng, Chiêu Sương đem 2 vạn quân thủy cùng 300 chiến thuyền, ngoài ra còn có 3 vạn quân bộ, tiến sang Chân Lạp với danh nghĩa giúp vua Chân Lạp, thực chất với ý đồ tạo gọng kìm phía Tây, chờ cơ hội tiêu diệt quân Tây Sơn.
Quân Xiêm nhanh chóng lấy được Rạch Giá, Ba Thắc, Trà Ôn, Mân Thít, Sa Đéc. Tuy nhiên, do ỷ thế mà đi đến đâu cũng quấy nhiễu dân sự, làm nhiều điều tàn ác, cho nên bị dân chúng oán hận, ngay cả chúa Nguyễn Ánh cũng phải nói trong 1 bức thư gởi cho linh mục J. Liot: 
"Nay thì Xiêm binh tự do cướp giật, cưỡng hiếp phụ nữ, cướp bóc tài sản, giết bừa không tha già trẻ. Vậy nên, "giặc" Tây Sơn ngày một mạnh, thế quân Xiêm ngày một suy. Cớ ấy qua tháng chạp, mùng tám vừa thất lợi, các giai hội tản..." 
Tướng Tây Sơn giữ đất Gia Định là Phò mã Trương Văn Đa, thấy quân Xiêm thế lực mạnh, bèn cố thủ tại Gia Định và sai người về Quy Nhơn báo. Vua Tây Sơn sai Long Nhương tướng quân Nguyễn Huệ đem quân vào đánh.

### Trận Rạch Gầm – Xoài Mút
Sau khi vào Gia Định, Nguyễn Huệ cho bố trí trận địa và nhử quân Xiêm đến gần đoạn sông Rạch Gầm và Xoài Mút ở phía trên Mỹ Tho, quyết tâm đánh một trận tiêu diệt hết quân Xiêm.
Đêm 19 rạng 20 tháng 1 năm 1785 (đêm 9 rạng 10 tháng 12 năm Giáp Thìn) quân Xiêm lợi dụng thủy triều xuôi theo dòng sông để tấn công Mỹ Tho nhằm phá vỡ đội thuyền phòng thủ của Tây Sơn. Quân Tây Sơn giả thua rút dần về hướng Mỹ Tho, nhử đối phương lọt vào trận địa mai phục đoạn sông Rạch Gầm – Xoài Mút. Khi quân Xiêm lọt vào trận mai phục, bất ngờ quân Tây Sơn bắn pháo ở cù lao Thới Sơn và bờ sông Tiền, khóa chặt hai đầu, dồn quân Xiêm vào thế "tiến thoái lưỡng nan". Bên cạnh đó, hỏa hổ ở hai bên bờ nã đạn tới tấp vào đội hình làm quân Xiêm rối loạn, tinh thần hoang mang rồi bỏ chạy. Cùng lúc đó, một đội thuyền cảm tử chở đầy rơm và những vật liệu dễ cháy đâm thẳng vào thuyền quân Xiêm làm cho số bị chìm, số bị cháy. Trong khi đó, cánh quân bộ Xiêm La ngay từ đầu đã bị quân Tây Sơn chặn đánh không cho cứu viện.
Chỉ một trận quyết chiến diễn ra không đầy một ngày, Nguyễn Huệ đã tiêu diệt hoàn toàn quân Xiêm. Mấy vạn quân Xiêm chỉ sót lại vài nghìn người, chạy theo đường thượng đạo trốn về nước. Các tướng Chiêu Tăng, Chiêu Sương và Nguyễn Ánh phải bỏ chạy theo đường thủy, bộ về Xiêm La, 4.000 quân chỉ còn lại 800. Cánh quân Xiêm trên bộ nghe tin thất trận cũng tan rã và tháo chạy.
Trận đánh chớp nhoáng là một kỳ tích của Nguyễn Huệ và quân Tây Sơn. Sau trận đánh này, quân Tây Sơn nổi tiếng đến mức số quân Xiêm còn lại phải thốt lên rằng: "Sợ Tây Sơn như sợ cọp".
Đánh dẹp xong, Nguyễn Huệ đem quân về Quy Nhơn, để Đô đốc Đặng Văn Trấn ở lại giữ đất Gia Định.

## Lật đổ chúa Trịnh

### Đánh chiếm Phú Xuân
Tại Bắc Hà, năm 1782, Tĩnh Đô vương Trịnh Sâm chết. Con nhỏ Trịnh Cán được lập. Phe người con lớn là Trịnh Tông (hay Trịnh Khải) làm binh biến giết quan phụ chính là Huy quận công Hoàng Tố Lý (Hoàng Đình Bảo, cháu lão tướng Hoàng Ngũ Phúc) đưa Trịnh Tông lên ngôi, tức là Đoan Nam vương (1782–1786).
Một tướng cùng phe với quận Huy là Nguyễn Hữu Chỉnh không hợp tác với Trịnh Tông, bỏ chạy vào nam hàng Tây Sơn và được Nguyễn Nhạc rất tín nhiệm.
Bắc Hà ngày một suy yếu. Kinh thành Thăng Long bị quân kiêu binh – những kẻ có công tôn lập chúa Trịnh – càn quấy, tàn phá. Sau khi đánh bật được Nguyễn Ánh ra khỏi lãnh thổ, Nguyễn Nhạc quyết định đánh chiếm Phú Xuân (đất cũ của chúa Nguyễn). Năm 1786, ông cử Nguyễn Huệ làm tổng chỉ huy đánh ra Bắc.
Về phía Trịnh, năm 1775, sau khi nhận hàng Nguyễn Nhạc, lão tướng Hoàng Ngũ Phúc rút đại quân về Bắc, để lại Phạm Ngô Cầu và Hoàng Đình Thể giữ thành Phú Xuân, sau đó không lâu qua đời.
Nguyễn Huệ lập kế lung lạc chủ tướng Phạm Ngô Cầu. Nguyễn Hữu Chỉnh lại dùng kế ly gián Cầu và phó tướng Hoàng Đình Thể. Quân Tây Sơn bất ngờ đánh úp thành Phú Xuân. Cầu bỏ mặc Thể chết trận, dâng thành hàng Tây Sơn.

### Tiến ra Thăng Long

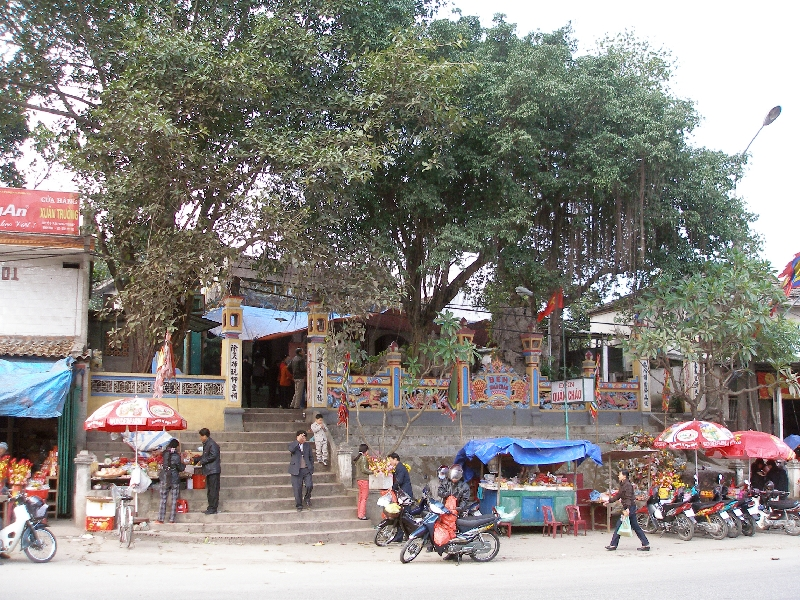
Đền Quán Cháo ở Tam Điệp với truyền thuyết tiên nữ dâng cháo cho nghĩa quân Tây Sơn.

Do sự thuyết phục của Nguyễn Hữu Chỉnh, Nguyễn Huệ quyết định đem quân ra Bắc đánh Thăng Long để diệt họ Trịnh dù chưa được lệnh của Nguyễn Nhạc.
Với danh nghĩa "Phù Lê diệt Trịnh", Nguyễn Huệ sai Chỉnh làm tiên phong Bắc tiến. Quân Trịnh rệu rã nhanh chóng thua trận, các danh tướng phần nhiều nghe tin Phú Xuân thất thủ đã khiếp sợ, đến khi nghe quân Tây Sơn kéo ra, đa số đã bỏ trốn. Chúa Trịnh không được lòng dân, bỏ thành Thăng Long chạy, bị dân bắt đem nộp Tây Sơn. Trên đường áp giải, Trịnh Tông tự sát.
Nguyễn Huệ vào thành Thăng Long yết kiến vua Lê Hiển Tông. Tuy về danh nghĩa Nguyễn Huệ trao trả quyền chính lại cho vua Lê và nhận phong Nguyên súy Dực chính phù vận Uy quốc công, nhưng trong thực tế, ông nắm toàn bộ quyền chính ở Bắc Hà. Do sự sắp xếp của Nguyễn Hữu Chỉnh, vua Lê Hiển Tông gả công chúa Ngọc Hân cho Nguyễn Huệ.
Tháng 7 năm 1786, vua Lê Hiển Tông qua đời, thọ 70 tuổi. Do ý kiến của công chúa Ngọc Hân thiên về lập hoàng thân Lê Duy Cận (anh của Ngọc Hân), Nguyễn Huệ muốn hoãn lễ đăng quang của Lê Duy Kỳ. Nhưng do áp lực của tôn thất nhà Lê đối với Ngọc Hân, Nguyễn Huệ đành thu xếp cho Lê Duy Kỳ lên ngôi vua, đó là vua Lê Chiêu Thống. Ít lâu sau, Nguyễn Huệ đem công chúa Ngọc Hân cùng Nguyễn Nhạc rút quân về Nam.

### Dẹp tàn dư chúa Trịnh
Sau khi quân Tây Sơn rút đi, các thế lực của chúa Trịnh từng bỏ trốn khi Tây Sơn kéo ra như Đinh Tích Nhưỡng, Hoàng Phùng Cơ trỗi dậy, lập Trịnh Bồng lên ngôi vương, tức là Án Đô vương, tái lập chính quyền chúa Trịnh.
Tháng 11 năm 1786, chúa Trịnh Bồng đem quân vây chặt cung vua, định phế bỏ Lê Chiêu Thống. Nhờ có Hoàng Phùng Cơ bảo vệ, vua Lê mới chặn đứng được âm mưu của Trịnh Bồng.
Vua Lê Chiêu Thống bèn mời Nguyễn Hữu Chỉnh đang trấn ở Nghệ An ra dẹp Trịnh Bồng. Chỉnh nhanh chóng đánh tan quân Trịnh, đốt phủ chúa, Trịnh Bồng bỏ đi mất tích. Họ Trịnh mất hẳn, nhưng Nguyễn Hữu Chỉnh lại lộng hành như chúa Trịnh trước kia.

## Mâu thuẫn nội bộ

### Nguyên nhân
Sử sách không ghi chép rõ ràng về sự kiện mâu thuẫn giữa anh em Tây Sơn. Có tài liệu nói rằng Nguyễn Nhạc yêu cầu Nguyễn Huệ nộp vàng bạc lấy từ kho của họ Trịnh ở Bắc Hà mang về Nam nhưng Nguyễn Huệ không chịu; hơn thế Nguyễn Huệ lại xin Nguyễn Nhạc cho cai quản thêm Quảng Nam và Nguyễn Nhạc không chấp thuận, do đó Nguyễn Huệ chủ động mang quân vào Nam đánh Nguyễn Nhạc.
Có ý kiến bàn thêm rằng, chủ trương của Nguyễn Nhạc là tập trung tiêu diệt chúa Nguyễn, chỉ đánh chiếm phần đất của chúa Nguyễn để thay thế cai trị tại miền Nam và giữ hòa bình với Bắc Hà, cho nên việc Nguyễn Huệ tự ý đem quân Bắc tiến là trái ý Nguyễn Nhạc. Ngay khi biết tin Nguyễn Huệ đánh Thăng Long, vua Tây Sơn vội mang quân ra Bắc, thực chất là để gọi em về. Mặt khác, Nguyễn Nhạc không yên tâm với sự phát triển thế lực riêng của Nguyễn Huệ. Trong khi đó, là người có hùng tâm, Nguyễn Huệ có chủ trương tự lực phát triển ra ngoài tầm kiềm chế của Nguyễn Nhạc và việc Bắc tiến của ông không hẳn chỉ vì lời khuyên của Nguyễn Hữu Chỉnh. Đây mới chính là nguyên nhân dẫn tới mâu thuẫn của anh em Tây Sơn.
Sử cũ ghi rất vắn tắt và thật không rõ ràng về sự kiện này, chỉ biết khoảng đầu năm 1787, Nguyễn Huệ mang 60.000 quân Nam tiến vây thành Quy Nhơn. Theo thư của một số linh mục Pháp, để có đủ 6 vạn quân vây bọc thành Quy Nhơn, Nguyễn Huệ bắt thêm toàn bộ đàn ông ở Thuận-Quảng làm lính, khiến nhiều vùng không còn đàn ông nữa. Nguyễn Nhạc bị vây ngặt bèn gọi Đặng Văn Trấn đang trấn thủ Gia Định ra cứu. Trấn vâng lệnh mang quân ra, nhưng đến Phú Yên đã bị Nguyễn Huệ bắt sống. Nguyễn Huệ nã pháo tới tấp vào thành Quy Nhơn. Nguyễn Nhạc bị vây bức quá phải lên thành khóc xin em đừng đánh thành nữa. Nguyễn Huệ bằng lòng giảng hòa với anh.
Tuy nhiên, theo một giáo sĩ phương Tây tại Việt Nam lúc đó, anh em Nguyễn Nhạc, Nguyễn Huệ tuy mâu thuẫn nhưng cho đến khi Nguyễn Huệ bắt được Đặng Văn Trấn, quân đội hai bên vẫn chưa thực sự đánh nhau thì Nguyễn Lữ đứng ra điều đình và hai bên vì tình cảm trong nhà đã đồng ý giảng hòa.
Nguyễn Nhạc phong vương cho hai em, mỗi người chia nhau giữ một khu vực từ tháng 4 năm 1787:
- Nguyễn Nhạc xưng là Trung ương Hoàng đế, đóng đô ở Quy Nhơn.
- Phong Nguyễn Lữ làm Đông Định vương, cai quản vùng đất Gia Định.
- Phong Nguyễn Huệ làm Bắc Bình vương, cai quản vùng đất từ đèo Hải Vân trở ra Bắc.

Nguyễn Huệ giảng hòa và nhận chức Bắc Bình vương của Nguyễn Nhạc phong. Hai anh em lấy Bản Tân làm ranh giới, từ Thăng Hoa, Điện Bàn ra Bắc thuộc Nguyễn Huệ, từ Quảng Ngãi trở vào thuộc vua Thái Đức. Như vậy, vua Thái Đức đã thỏa mãn yêu cầu được cai quản Quảng Nam của Nguyễn Huệ. Còn Nguyễn Lữ trấn thủ Gia Định, có Thái bảo Phạm Văn Tham giúp sức.
Theo Tây Sơn bi hùng truyện của Lê Đình Danh:
Năm 1786, khi Nguyễn Huệ đem quân ra đánh Thuận Hóa thì sáu người trong Tây Sơn thập hổ tướng và Bùi Thị Xuân tháp tùng, vì đánh nhau với nhà Trịnh thì phải đem lực lượng lớn như vậy. Bảy tướng này ở lại với Nguyễn Huệ, không về thành Qui Nhơn nữa. Nhưng gia quyến của họ đều ở trong thành Qui Nhơn.
Nguyễn Huệ đòi vua Thái Đức Nguyễn Nhạc phải trả lại gia quyến cho các tướng rồi động binh. Trước hết, Nguyễn Huệ truyền hịch cho các tướng Tây Sơn đóng quân ở phía Nam Thuận Hóa, rằng Nguyễn Huệ chỉ đem quân về làm áp lực chớ hoàn toàn không có ý chống lại anh mình.
Đầu năm 1787, Nguyễn Huệ tổng động viên chừng 6 vạn tới 10 vạn quân Nam tiến. Tướng Tây Sơn vốn tin phục Nguyễn Huệ, đều không có ý chống lại.
Lê Trung, một hổ tướng nhà Tây Sơn và chủ soái của các ải thuộc Quảng Trị, Quảng Bình, lại ra lệnh để cho quân Nguyễn Huệ 'mượn đường', rồi đem quân bản bộ về yết kiến vua Thái Đức. Lê Trung tâu với vua Thái Đức rằng nếu vua trả lại gia quyến cho các tướng thì Nguyễn Huệ sẽ lui binh và nếu Nguyễn Huệ không lui binh thì ông sẽ tự tử để đền tội. Thái Đức giam Lê Trung lại rồi tự mình làm tướng lo việc phòng thủ.
Đến giữa năm 1787, thành Qui Nhơn bị vây được mấy tháng thì Nguyễn Lữ và Đặng Văn Trấn về đến. Nguyễn Huệ bảo Nguyễn Lữ vào thành tìm cách gặp mẹ, để Thái hậu bảo vua trả lại gia quyến cho các tướng. Khi Nguyễn Lữ vào thành, thì bị vua Thái Đức giam lại, vì vua Thái Đức đoán được ý này.
Cuối cùng Đặng Văn Trấn bắn súng đại bác vào mặt thành của Hoàng Đế Thành (đạn súng đại bác ngày xưa không nổ tung ra, nên chỉ như cục sắt, bắn chính xác thì không chết ai). Thái hậu lúc ấy mới biết là thành có biến loạn, đến gặp vua Thái Đức, và cùng vua Thái Đức lên thành nói chuyện với Nguyễn Huệ.
Nguyễn Huệ trình bày lý do động binh, lạy mẹ và anh, rồi ra lệnh giải vây. Vua Thái Đức cũng tuân lời mẹ, trả lại gia quyến cho các tướng.
Nguyễn Huệ dẫn quân về Thuận Hóa, đem theo Đặng Văn Trấn vì Đặng Văn Trấn sợ bị vua Thái Đức trừng phạt.

### Hậu quả
Việc bất hòa giữa anh em Tây Sơn để lại hậu quả nghiêm trọng và lập tức bị kẻ địch từ hai phía tận dụng.
Ở phía Nam, sau trận Rạch Gầm – Xoài Mút, Nguyễn Huệ đã chủ động giao hảo với vua Xiêm để cởi bỏ thù hằn, do đó vua Xiêm không có ý giúp Nguyễn Ánh trở về lần nữa. Tuy nhiên sau 3 năm lưu vong ở Xiêm, Nguyễn Ánh nhận ra cơ hội này để về nước và đã tập hợp lực lượng, trở về vào tháng 8 năm 1787.
Nguyễn Lữ nghe tin Nguyễn Ánh trở về vội vã tránh đi nơi khác để Gia Định cho Phạm Văn Tham giữ. Sau đó thế quân Nguyễn Ánh ngày càng mạnh khiến Nguyễn Lữ sợ hãi mang quân bản bộ rút chạy về Quy Nhơn. Quân Tây Sơn đã mỏng lại càng mỏng. Mặc dù sau đó Phạm Văn Tham đã nỗ lực chống trả nhưng vì không được viện binh trợ lực nên tháng 8 năm 1788, Nguyễn Ánh chiếm lại được Gia Định. Phạm Văn Tham rút chạy ra ngoài vẫn cố đơn độc chiến đấu để chờ viện binh, nhưng lúc đó Nguyễn Nhạc chỉ lo phòng bị Nguyễn Huệ Bắc Bình vương ở phía Bắc mà không đoái hoài đến việc cứu phía Nam nữa. Thế cùng sức kiệt, đầu năm 1789, Phạm Văn Tham bị Nguyễn Ánh vây chặt, lại bịt đường ra biển về Quy Nhơn nên buộc phải đầu hàng. Tây Sơn lại mất Nam Bộ.
Sau một thời gian để mất Gia Định và trở về Quy Nhơn, Đông Định vương Nguyễn Lữ lâm bệnh qua đời.
Ở Bắc Hà, Nguyễn Hữu Chỉnh nhân lúc Tây Sơn lục đục bèn có ý chống lại Tây Sơn. Nguyễn Huệ phái Vũ Văn Nhậm, con rể của Nguyễn Nhạc, ra tiêu diệt Nguyễn Hữu Chỉnh. Cuối năm 1787, quân Tây Sơn do Vũ Văn Nhậm chỉ huy tiến ra bắc. Hữu Chỉnh thua chạy, bị quân Tây Sơn bắt được và xử tử. Tuy nhiên, đến lượt Vũ Văn Nhậm chuyên quyền, có ý chống Nguyễn Huệ. Tháng 4 năm 1788, Lê Chiêu Thống đã bỏ kinh đô lưu vong. Nguyễn Huệ phải đem quân ra Bắc lần thứ hai, giết Vũ Văn Nhậm. Ông tổ chức lại hệ thống cai trị ở Bắc Hà, đưa các danh sĩ có tên tuổi như Ngô Thì Nhậm, Phan Huy Ích ra đảm đương công việc.
Sau khi đã lập Sùng Nhượng công Lê Duy Cận làm Giám quốc, Nguyễn Huệ lại rút quân về Phú Xuân.

## Đại phá quân Mãn Thanh

### Quân Thanh tiến vào Thăng Long

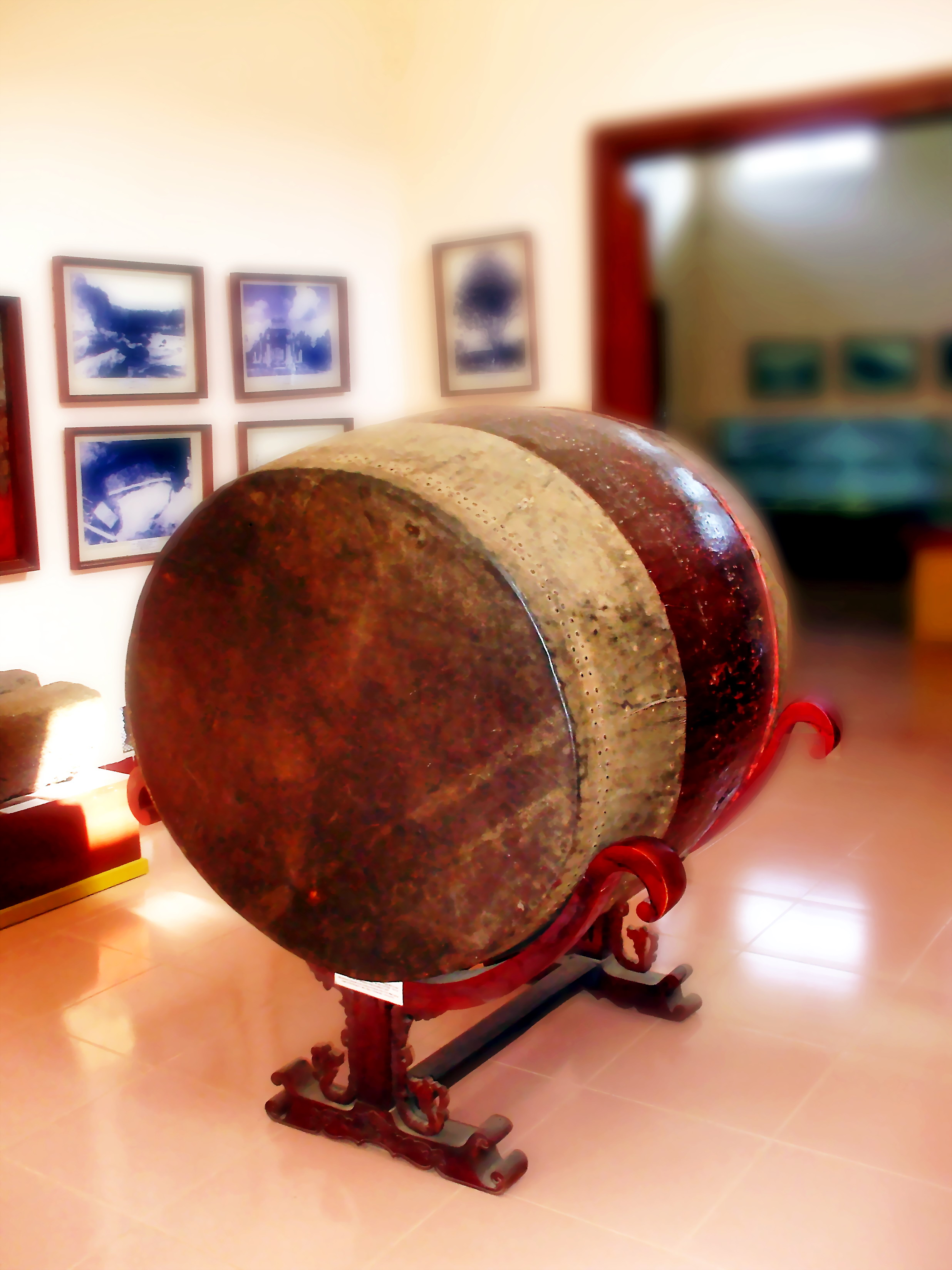
Trống trận thời Tây Sơn.

Cuối năm 1788, vua Thanh là Càn Long sai Tổng đốc Lưỡng Quảng Tôn Sĩ Nghị chỉ huy hơn 29 vạn quân, huy động từ Lưỡng Quảng, Vân Nam và Quý Châu hộ tống Lê Chiêu Thống về Việt Nam với danh nghĩa phù Lê, vào chiếm đóng Thăng Long.
Càn Long còn đặc cử Phúc Khang An chuyên trách hậu cần. Theo sách Thánh vũ ký, phần "Càn Long chinh phủ An Nam ký" của Ngụy Nguyên đời Thanh, Phúc Khang An đã thiết lập trên 70 đồn quân lương to lớn và kiên cố từ hai đường Quảng Tây và Vân Nam tới Thăng Long. Riêng chặng đường từ ải Nam Quan tới Thăng Long, Khang An thiết lập 18 kho quân lương trong khi Tôn Sĩ Nghị hành quân.
Quân Tây Sơn do Đại Tư mã Ngô Văn Sở chỉ huy, theo mưu kế của Ngô Thì Nhậm, chủ động rút quân về đóng ở Tam Điệp – Biện Sơn (Ninh Bình) cố thủ chờ lệnh.

### Quang Trung đại phá quân Thanh
Nghe tin báo, ngày 25 tháng 11 năm Mậu Thân (22 tháng 12 năm 1788), Bắc Bình vương Nguyễn Huệ xuất quân tiến ra Bắc Hà. Với lý do vua Lê đã bỏ nước và rước giặc về, để có danh nghĩa chính thống, Nguyễn Huệ lên ngôi Hoàng đế, lấy niên hiệu Quang Trung.
Ngày 29 tháng 11 năm Mậu Thân (26 tháng 12 năm 1788), đại quân của hoàng đế Quang Trung tới Nghệ An, dừng quân tại đó hơn 10 ngày để tuyển quân và củng cố lực lượng. Để có thêm quân đánh Thanh, vua Quang Trung thi hành chính sách cưỡng bách tòng quân. Theo tác giả Hoa Bằng, tất cả đinh nam từ 12, 13 đến 60 tuổi đều phải đăng lính. Theo thư của giáo sĩ La Barette, tất cả nam từ 15 tuổi trở lên đều phải đi lính, người già và phụ nữ phải đi sửa cầu đường. Theo Nguyễn Lương Bích và Phạm Ngọc Phụng, cứ 3 suất đinh thì chọn lấy 1 người đi lính. Trong 10 ngày tuyển quân, Quang Trung đã có thêm khoảng mấy vạn quân, nâng tổng quân số lên tới 10 vạn. Theo Đại Nam chính biên liệt truyện, số quân cũ và mới của Quang Trung là 10 vạn, được tổ chức thành 5 đạo: tiền, hậu, tả, hữu và trung quân, ngoài ra còn có một đội tượng binh gồm 200 voi chiến. Quang Trung còn tổ chức lễ duyệt binh ngay tại Nghệ An để khích lệ tinh thần và ý chí quyết chiến, quyết thắng của tướng sĩ đối với quân xâm lược Mãn Thanh. Ngay sau lễ duyệt binh, Quang Trung tiến quân ra Bắc Hà.
Ngày 20 tháng 12 năm Mậu Thân (15 tháng 1 năm 1789), đại quân của Quang Trung đã ra đến Tam Điệp, Ninh Bình. Sau khi xem xét tình hình, Quang Trung nói với toàn quân rằng chỉ trong 10 ngày sẽ quét sạch quân Thanh.
Sớm hơn cả dự kiến, chỉ trong vòng 6 ngày kể từ đêm 30 Tết âm lịch, quân Tây Sơn đã đánh tan 29 vạn quân Thanh bằng hàng loạt trận đánh tập kích, mai phục, thần tốc và chớp nhoáng mà trận Ngọc Hồi – Đống Đa là tiêu biểu. Trưa mồng 5 Tết Kỷ Dậu – 1789, quân Tây Sơn tiến vào Thăng Long.
Tôn Sĩ Nghị dẫn tàn quân bỏ chạy, trên đường chạy liên tiếp bị quân Tây Sơn mai phục chặn đánh. Cuối cùng, Tôn Sĩ Nghị và Lê Chiêu Thống chạy thoát về Trung Quốc.

## Vua Quang Trung thống nhất nhà Tây Sơn và dựng nước

### Thống nhất nhà Tây Sơn

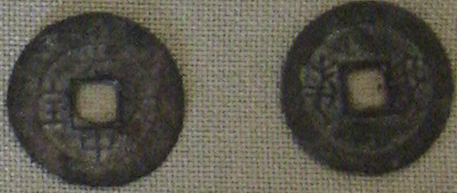
Tiền thời vua Quang Trung (Quang Trung thông bảo).

Sau cái chết của Nguyễn Văn Duệ rồi sau đó là Vũ Văn Nhậm và diễn biến chiến trường Nam Bộ, vua Thái Đức (Nguyễn Nhạc) đã tỏ ra buông xuôi. Không thể kìm chế người em tài ba hơn mình, Nguyễn Nhạc quyết định nhường quyền lãnh đạo cho Nguyễn Huệ để nhà Tây Sơn không còn bị chia rẽ.
Cuối năm 1788, ông từ bỏ đế hiệu và niên hiệu Thái Đức, chỉ xưng là "Tây Sơn vương". Ông viết thư cho Nguyễn Huệ, chỉ xin giữ Quy Nhơn và nhường toàn bộ binh quyền, đất đai trong cả nước cho Nguyễn Huệ; đồng thời ông cầu khẩn Nguyễn Huệ mang gấp đại binh vào cứu Nam Bộ (chiếu lên ngôi của Quang Trung nói rõ vấn đề này, trong đó có đoạn "...về phần đại huynh (Nguyễn Nhạc) có ý mỏi mệt, tình nguyện giữ một phủ Quy Nhơn, tự nhún xưng là Tây Vương, mấy nghìn dặm đất về phương nam thuộc hết về trẫm...")
Tuy nhiên lúc đó, Nguyễn Huệ dù biết lời cầu khẩn của anh nhưng không thể vào Nam tham chiến vì 29 vạn quân Thanh do Lê Chiêu Thống rước về đã vượt qua biên giới. Nguy cơ phía bắc rõ ràng lớn và gấp hơn nên Nguyễn Huệ đã lên ngôi Hoàng đế, lấy hiệu là Quang Trung rồi kéo quân ra Bắc và đã nhanh chóng đánh bại quân Thanh.
Sau khi đánh bại quân Thanh, Quang Trung trở thành nhà lãnh đạo tối cao của triều Tây Sơn và là vị Hoàng đế duy nhất cai trị tại Việt Nam (Nguyễn Nhạc đã bỏ đế hiệu, Lê Chiêu Thống đã chạy sang Trung Quốc, còn Nguyễn Ánh khi đó địa bàn còn nhỏ hẹp và chưa xưng đế). Tình hình với Quang Trung rất thuận lợi: ông có được uy tín lớn sau chiến công chống quân Thanh, được nhà Thanh công nhận là vị vua chính thống của Việt Nam (thay thế địa vị của nhà Hậu Lê), lại dẹp bỏ được mâu thuẫn trong nội bộ nhà Tây Sơn và nắm quyền lãnh đạo thống nhất.
Trên cơ sở đó, Quang Trung đã lập ra các chiến lược rất lớn nhằm triệt để đánh bại các thế lực đối địch còn lại để thống nhất đất nước. Sự nghiệp thống nhất đất nước, sáng lập một triều đại mới đã đến rất gần.

### Đối nội, đối ngoại
Ngay sau chiến thắng Kỷ Dậu, Quang Trung vội trở lại Phú Xuân để đề phòng Nguyễn Ánh, trao lại binh quyền cho Ngô Văn Sở và Ngô Thì Nhậm.
Một mặt lo chống thù trong giặc ngoài, mặt khác vua Quang Trung rất quan tâm tới việc xây dựng đất nước. Vua khuyến khích người hiền tài ra giúp nước, phân phối đất đai cho những người nông dân nghèo, thúc đẩy thủ công nghiệp từng bị cấm trước kia, cho phép tự do tôn giáo, mở cửa Việt Nam với ngoại thương quốc tế và bỏ chữ Hán như là chữ viết chính thức, chọn chữ viết chính thức của các khu vực Nguyễn Huệ cai trị là chữ Nôm.
Sau chiến thắng quân Thanh, Quang Trung quyết định dựng nghiệp lớn, việc đầu tiên là thành lập một kinh đô. Ông chọn đất Nghệ An để lập Trung Đô, tức Phượng Hoàng Trung Đô. Hoàng Xuân Hãn viết: "Có thể tin chắc rằng Phượng Hoàng trung đô ở khoảng giữa núi Mèo (núi Kỳ Lân) và núi Quyết. Địa thế thành rất dễ giữ. Phía trước có sông Cồn Mộc và sông Lam, phía bên có núi Quyết, đều là hào và thành thiên nhiên. Ở giữa thành, còn dấu thành trong, và nền nhà. Nhất là có nền cao ba bậc ở phần bắc, mà ngày sau, đời Nguyễn dùng làm nền xã tắc. Chắc đó là chỗ Quang Trung ngự triều trong khi tạm nghỉ ở Nghệ An."
Về ngoại giao, ngay từ trước khi giao chiến với quân Thanh, Quang Trung đã tính đến chiến lược ngoại giao với nhà Thanh. Theo phương lược vạch sẵn, với tài ngoại giao khéo léo của Ngô Thì Nhậm, Tây Sơn nhanh chóng bình thường hóa bang giao với nhà Thanh. Vua Thanh Càn Long đã cho sứ giả vào tận Phú Xuân để phong vương cho Nguyễn Huệ; rồi hoàng đế Quang Trung giả đã sang triều kiến và dự lễ mừng thọ 80 tuổi của vua Càn Long nhà Thanh.
Theo sử sách, vai trò ngoại giao của Ngô Thì Nhậm chỉ được biết tới khi ông được cử lên Lạng Sơn đàm phán với quan nhà Thanh ngày 22 tháng giêng năm Kỷ Dậu (1789) ngay sau khi cuộc chiến vừa chấm dứt. Tuy nhiên lần giao thiệp sơ bộ này không thành công và vua Quang Trung phải đưa lên một phái đoàn khác.
Để tỏ thiện chí, bên ta đề nghị sẽ trả lại những tù binh đã bị bắt và bằng lòng nạp cống theo các lệ cũ của tiền triều, như vậy có nghĩa là nhà Thanh phải chính thức công nhận Nguyễn Huệ là An Nam quốc vương. Lúc đó Tôn Sĩ Nghị vẫn còn nắm quyền tổng đốc Lưỡng Quảng, đang trấn trọng binh ở Trấn Nam Quan để đề phòng Việt quân tấn công sang, nhận được thư của vua Quang Trung, y rất tức giận vì thấy rõ bên ta đưa ra điều kiện trước, nếu có phong vương mới chịu trả tù binh, nên đã thốt lên "quả là đáng ghét".
Tôn Sĩ Nghị liền sai Tả giang đạo Thang Hùng Nghiệp cầm lá thư vứt trả lại. Còn vua Càn Long sau khi nhận được tin liền mật chỉ bảo Tôn Sĩ Nghị rằng vứt trả biểu văn chưa đủ uy lực nên phải kèm theo điều kiện là yêu cầu vua Quang Trung trước khi đưa biểu văn tới phải đem những người đã giết các tướng lãnh nhà Thanh ra xử trước ba quân để làm gương, nếu không sẽ sai Phúc Khang An sẽ đem quân sang hỏi tội.
Trong số thư từ qua lại có cả bức thư trần tình do Phan Huy Ích soạn nhưng vì lời lẽ ngạo nghễ nên Thang Hùng Nghiệp không dám trình lên. Bức thư đó vì thế không lưu lại trong văn khố nhà Thanh mà chỉ còn lại một tờ biểu cầu phong tương đối nhũn nhặn.
Theo sử sách tổng kết, dường như bất cứ quốc gia nào đàm phán với Trung Hoa đều hay bị họ tìm cách "ăn gian" một vài điểm. Lần này họ lại định lấy của ta 40 dặm đất nhà Thanh lấn chiếm trước đây nhưng vua Ung Chính đã phải trả lại. Vũ Huy Tấn và Nguyễn Hữu Chu hai vị sứ thần đã phải lặn lội "bảy lần gõ cửa Nam Quan" mới đạt được thắng lợi to lớn đến như thế.
Sau khi được chấp thuận phong vương, vua Quang Trung cử cháu là Nguyễn Quang Hiển đưa một phái đoàn 60 người sang tận Yên Kinh triều cận, tiếp nhận sắc phong và ấn An Nam quốc vương đem về nước.
Sau hai phái bộ chính thức của nước ta sang Yên Kinh, vị trí của Đại Việt đối với nhà Thanh càng thêm nổi bật. Cao điểm trong bang giao giữa hai nước thời kỳ đó là phái đoàn sang dự lễ Bát Tuần Vạn Thọ của vua Cao Tông (Càn Long) do chính vua Quang Trung cầm đầu nói lên tầm quan trọng của nước ta đối với nhà Thanh.
Việc nhà Thanh công nhận nhà Tây Sơn khiến Lê Duy Kỳ (Chiêu Thống) phải uất hận chết ở Trung Quốc cuối năm 1792.

### Dẹp Lê Duy Chi, tấn công Vạn Tượng

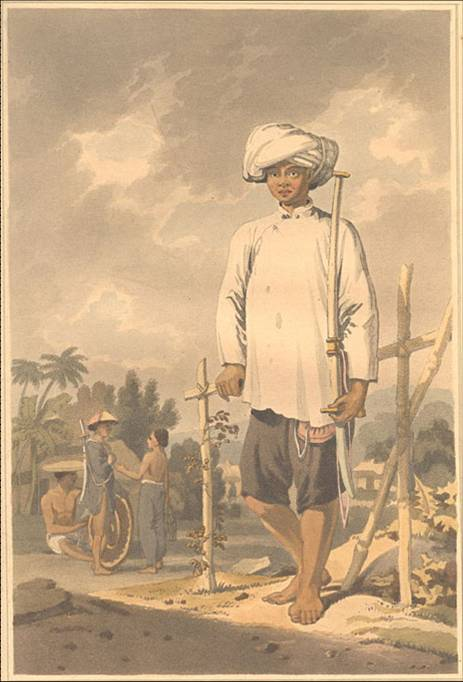
Chân dung người lính Tây Sơn của William Alexander ở Hội An năm 1793.

Quân Thanh, lực lượng cứu trợ cho nhà Lê, bị đánh tan nhưng các lực lượng thân nhà Lê vẫn tiếp tục hoạt động ở phía bắc khiến vua Quang Trung tiếp tục phải đánh dẹp. Em Lê Duy Kỳ (Chiêu Thống) là Lê Duy Chi được sự hợp tác của các tù trưởng Hoàng Văn Đồng, Nông Phúc Tấn đẩy mạnh hoạt động ở Cao Bằng, Tuyên Quang. Duy Chi tìm cách liên kết với các tù trưởng người Vạn Tượng (vương quốc Viêng Chăn thời vua (Chao) Nanthasen (tức Chiêu Nan) và vua (Chao) Intharavong Setthathirath III (tức Chiêu Ấn)) để chống Tây Sơn. Nước Xiêm La khi đó cũng muốn trả thù Tây Sơn sau Trận Rạch Gầm – Xoài Mút nên tìm cách khống chế nước Vạn Tượng và tràn sang tác động tới các tù trưởng người Việt ở Trấn Ninh, Quy Hợp xứ Nghệ An và liên lạc với cựu thần nhà Lê là Trần Phương Bính. Mặt khác, Xiêm La cũng liên lạc với Nguyễn Ánh ở Gia Định để cùng Duy Chi tổ chức tấn công Tây Sơn. Theo kế hoạch này, quân Duy Chi sẽ đánh xuống từ Cao Bằng, Nguyễn Ánh đánh lên từ Gia Định, còn quân Vạn Tượng và Xiêm sẽ đánh vào Thanh Hóa, Nghệ An.
Đứng trước nguy cơ bị tấn công từ ba mặt, sau khi thực hiện thành công việc bang giao với nhà Thanh, đầu năm 1791, Quang Trung tập trung đối phó với Lê Duy Chi và quân Vạn Tượng – Xiêm. Ông sai sứ sang Trấn Ninh, Quy Hợp để thăm dò tình hình nhưng bị vua Vạn Tượng bắt giữ và nộp cho Xiêm La. Xiêm La sai sứ mang cờ và trống của Tây Sơn vào Gia Định cho Nguyễn Ánh để khuyến khích Ánh ra quân.
Quang Trung quyết định ra quân. Ông sai hoàng tử Nguyễn Quang Thùy đang trấn thủ Thăng Long cùng các tướng Bắc Hà mang quân đánh Lê Duy Chi; sai Trần Quang Diệu và Lê Trung mang quân đánh Trấn Ninh, Quy Hợp. Quang Thùy đánh lên Cao Bằng nhanh chóng đánh bại và bắt được cả Lê Duy Chi, Hoàng Văn Đồng và Nông Phúc Tấn mang về Thăng Long xử tử.
Ở phía tây, Trần Quang Diệu cũng nhanh chóng diệt được Trần Phương Bính ở ven núi Hồng Lĩnh. Tới tháng 6 năm 1791, Quang Diệu mang 3 vạn quân sang Trấn Ninh bắt được các tù trưởng thiệu Kiểu, thiệu Đế. Tháng 8 năm đó, Quang Diệu đánh bại Quy Hợp. Tháng 10, quân Tây Sơn tiến sang Vạn Tượng. Vua Vạn Tượng là Chao Nan (Chao Nanthasen) không chống nổi phải bỏ trốn sang Xiêm. Quang Diệu tiến vào Viên-chăn đến tận biên giới Xiêm, các tướng Vạn Tượng là Tả Phan Dung, Hữu Phan Siêu tử trận. Tháng 10/1791, Tây Sơn chiếm xong Vạn Tượng.
Nguyễn Ánh ở Gia Định không dám ra quân. Chân Lạp là đồng minh của Tây Sơn cũng chuẩn bị lực lượng để phối hợp nếu quân Tây Sơn vượt biên giới Vạn Tượng tiến vào Xiêm hoặc Gia Định khiến các giáo sĩ ở Gia Định lo sợ, chuẩn bị tìm đường chạy. Nhưng Trần Quang Diệu đi đánh xa lâu ngày, được lệnh rút về.
Đầu năm 1792, quân Tây Sơn trở về Đại Việt. Không lâu sau, lực lượng phù Lê của Trần Quang Châu ở Kinh Bắc cũng bị tiêu diệt.
Giữa năm 1792, Quang Trung đã gửi thư đến Càn Long cầu hôn một nàng công chúa Thanh triều và "xin" hai tỉnh Quảng Đông và Quảng Tây. Ông cũng sai Đô đốc Vũ Văn Dũng làm Chánh sứ sang triều kiến vua Càn Long. Tuy nhiên, dự định không thực hiện được vì cái chết đột ngột và bí ẩn của ông. (Xem bài viết về Quang Trung)

### Dự định chinh phục Gia Định, thống nhất đất nước
Việc Quang Trung chiếm Vạn Tượng chỉ trong mấy tháng đã làm rung động cả ba thế lực là Xiêm – Cao Miên và Nguyễn Ánh. Tháng 4/1792, vua Xiêm viết thư đề nghị Nguyễn Ánh chung sức chống Tây Sơn, nhưng nhân tiện lại đòi Nguyễn Ánh cắt đất Long Xuyên, Kiên Giang và Ba Xắc để làm điều kiện. Nguyễn Ánh trả lời là không nhường đất, nhưng chấp nhận đề nghị của vua Xiêm là hợp lực đánh Tây Sơn. Thư trả lời của Nguyễn Ánh có viết: "Vương [vua Xiêm] thì đem trọng binh đánh Nghệ An. Giặc giữ Nghệ An thì vương đánh ngả trước, quả nhân [chỉ Nguyễn Ánh] đánh ngả sau; nếu giặc giữ Phú Xuân thì vương quấy rối ở ngả sau, quả nhân đánh ngả trước, đầu đuôi giáp đánh thì giặc không còn đi đâu được nữa."
Sau khi Nguyễn Ánh tấn công chớp nhoáng tiêu diệt thủy quân của Nguyễn Nhạc ở Thị Nại tháng 7-8/1792, Quang Trung quyết định thực hiện một chiến dịch lớn nhằm tiêu diệt tận gốc thế lực của Nguyễn Ánh. Ông truyền hịch cho dân hai miền Quảng Ngãi và Quy Nhơn, trước khi hành quân để đánh vào Gia Định.
Kế hoạch của vua Quang Trung là điều động 20-30 vạn quân thủy bộ; bộ binh theo đường núi qua Lào đánh xuống Cao Miên, chiếm mặt sau Sài Gòn; thủy binh vào cửa bể Hà Tiên đánh lên Long Xuyên, Kiên Giang, chiếm mặt trước Sài Gòn. Kẹp quân Nguyễn Ánh vào giữa để bao vây tiêu diệt, không để cho đối phương có đường trốn thoát.
Trước tình hình hết sức khẩn cấp, Bá Đa Lộc và những sĩ quan Pháp trong quân Nguyễn Ánh liệu thế không chống đỡ nổi Quang Trung, tính chuyện bỏ trốn. Trong thư gửi cho M. Létondal ngày 14/9/1791, giám mục Bá Đa Lộc viết: "... Nhà vua đã không biết lợi dụng cơ hội mà ông ta có được để đánh bại kẻ thù, mà lại để chúng có thì giờ hoàn hồn và chúng thấy rõ tất cả những đồn đại về việc người Âu đến giúp chỉ là chuyện hão. Ông ta (Nguyễn Ánh) bắt dân đóng thuế và làm dịch vụ nặng nề, và lúc này, dân chúng bị nạn đói đe dọa nên họ có vẻ mong quân Tây Sơn đến. Trong tình trạng hiện thời, nếu chúng quả quyết đến tấn công, thì nhà vua khó có thể đương đầu lại được... Tôi rất sợ không đi kịp trước khi tai họa xẩy ra cho nhà vua, nếu có sự ấy."
Kế hoạch đang chuẩn bị thì ngày 16/9/1792, vua Quang Trung băng hà. Trong bài thơ Đại Việt sử thi, Hồ Đắc Duy tiếc nuối việc Quang Trung qua đời quá sớm và đột ngột:
Đặt kế hoạch trong ngoài liên kết
Đối với Tàu lễ yết cầu hôn
Miền Nam, Nguyễn (Ánh) sẽ không còn
Đất đai Đại Việt nước non lẫy lừng
Nhưng tiếc thay nửa đường vắn số
Vua Quang Trung đành bỏ ra đi (1792)
Lìa trần một giấc biệt ly
Trăm năm còn lại những gì nữa đây

## Sự sụp đổ của nhà Tây Sơn

### Pháp trợ giúp Nguyễn Ánh chiếm lại Gia Định

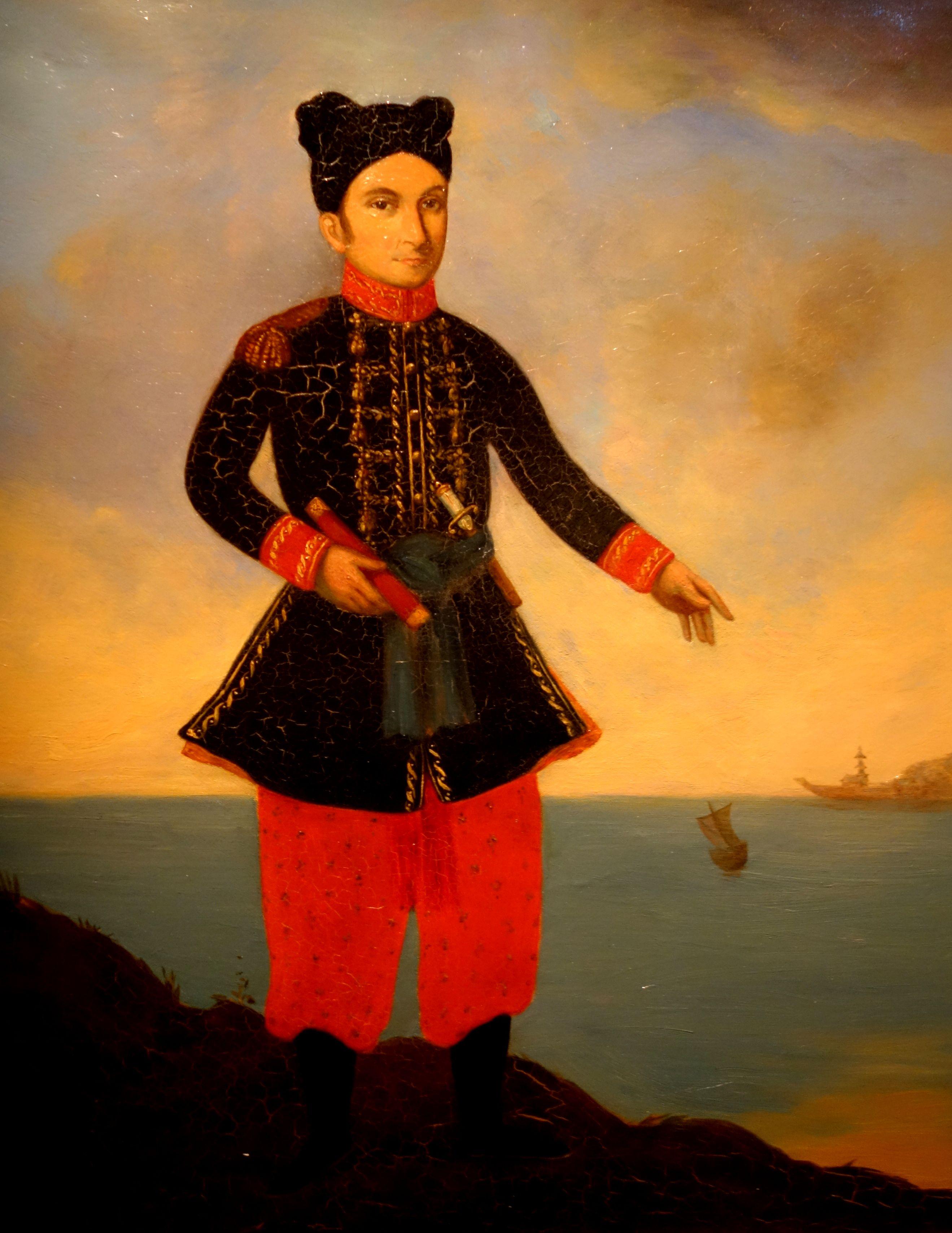
Jean-Baptiste Chaigneau, một sĩ quan người Pháp đã tham gia vào việc giúp đỡ Nguyễn Ánh.

Kể từ năm 1787, với sự giúp đỡ mạnh mẽ hơn của người Pháp thông qua giám mục Pigneau de Béhaine (tức Bá Đa Lộc), Nguyễn Ánh quay trở lại Gia Định. Trước đó, ngày 25 tháng 1 năm 1787, Bá Đa Lộc (giáo sĩ người Pháp làm cố vấn cho Nguyễn Ánh) đã thay mặt Nguyễn Ánh ký Hiệp ước Versailles (1787) với Pháp. Theo đó, vua Pháp đồng ý cử sang 4 chiếc tàu chiến và một đạo binh: 1.200 lục quân, 200 pháo binh, 250 lính da đen ở Phi Châu (Cafres) và đủ các thứ súng ống thuốc đạn để đánh Tây Sơn. Ngược lại, sau khi chiến thắng, Nguyễn Ánh phải nhường đứt cho nước Pháp cửa Hội An (Faifo) và đảo Côn Lôn (Poulo-Condore), chủ quyền các vùng đất đó sẽ vĩnh viễn thuộc về nước Pháp ngay lúc quân đội Pháp chiếm đóng hòn đảo nói trên. Đúng lúc đó thì nước Pháp xảy ra Cách mạng, vua Pháp không thực hiện Hiệp ước nhưng Bá Đa Lộc đã kêu gọi các thương nhân người Pháp trợ giúp cho Nguyễn Ánh.
Các hoạt động quyên góp tiền sau này hay xây dựng, sửa sang thành Gia Định, Vĩnh Long, Châu Đốc, Hà Tiên, Biên Hòa, Bà Rịa, huấn luyện cơ đội pháo thủ, tổ chức bộ binh và rèn luyện binh lính theo lối châu Âu, trung gian mua tàu chiến và vũ khí... đều có sự góp sức của những người Pháp do Bá Đa Lộc chiêu mộ, kêu gọi. Việc củng cố Gia Định cộng thêm sự giúp đỡ của người Pháp đã giúp cho thế lực của Nguyễn Ánh ngày càng mạnh, có thể đối đầu với Tây Sơn.
Nhà nghiên cứu Maybon, trong cuốn sách "La Relation Bissachère và Histoire moderne du pays d'Annam", in năm 1920 tổng kết công trạng của những người Pháp do Bá Đa Lộc chiêu mộ trong việc trợ giúp Nguyễn Ánh chống Tây Sơn như sau:
"Vai trò của nhóm người can đảm đếm trên đầu ngón tay này, trong sự thiếu vắng thông tin mong đợi, không thể xác định được một cách chi tiết. Nhưng không thể chối cãi được rằng họ đã góp phần lớn lao vào chiến thắng của Nguyễn Ánh. Ấy là chưa kể đến phần của họ trong những trận đánh quan trọng như trận tiêu diệt hạm đội của Tây Sơn năm 1792 và những trận dẫn đến chiến thắng Huế năm 1801. Người ta không khỏi khâm phục công trình mà họ đã thực hiện trong những điều kiện không mấy thuận lợi: họ đã xây dựng một nền hải quân theo lối Tây phương và thành lập đội ngũ thủy binh; họ đã huấn luyện quân đội, họ đã đưa kỷ luật vào quân đội, thành lập những cấp chỉ huy; họ đã đúc đại bác, dạy cho người An Nam cách dùng trái phá, họ đã tạo ra đội ngũ pháo binh lưu động mà sự di chuyển đã khiến quân Tây Sơn khiếp vía; họ đã xây dựng những thành đài".
Trong lúc Nguyễn Huệ bận đối phó tình hình Bắc Hà, Nguyễn Lữ qua đời, Nguyễn Nhạc bất lực, Ánh nhanh chóng chiếm lại đất đai ở Nam Bộ rồi đánh lấn ra Diên Khang, Bình Thuận – đất của Nguyễn Nhạc. Nguyễn Nhạc già yếu không cứu được chỉ còn lo giữ Quy Nhơn, Quảng Ngãi, Phú Yên.
Khi nghe tin quân Thanh giúp Chiêu Thống sang đánh Tây Sơn và đã tiến chiếm Thăng Long, Nguyễn Ánh từng sai người chở 50 vạn cân gạo ra giúp quân Thanh để có thêm thế lực trợ giúp việc đánh Tây Sơn, nhưng thuyền đi giữa đường bị đắm hết.

### Nội bộ bị chia rẽ
Sau khi được anh trai là Nguyễn Nhạc trao lại binh quyền, vua Quang Trung đang định chuẩn bị đem quân vào Nam đánh Gia Định thì đột ngột qua đời (1792). Con là Nguyễn Quang Toản còn nhỏ tuổi lên nối ngôi, tức là vua Cảnh Thịnh. Không có người lãnh đạo đủ năng lực, nhà Tây Sơn nhanh chóng suy yếu. Nội bộ xảy ra tranh chấp, quyền hành rơi vào tay ngoại thích Bùi Đắc Tuyên.
Năm 1793, Nguyễn Ánh đem quân đánh Nguyễn Nhạc. Nguyễn Nhạc cầu cứu ra triều đình Phú Xuân. Quang Toản sai Ngô Văn Sở, Phạm Công Hưng đem 17.000 quân và 80 thớt voi vào cứu, quân Nguyễn Ánh rút lui. Quân Phú Xuân nhân đó lại chiếm luôn đất đai của Nguyễn Nhạc. Lúc đó Nguyễn Nhạc đang bệnh trên giường, nghe tin đất phong của con mình là Nguyễn Văn Bảo bị chiếm mất thì uất quá thổ huyết mà qua đời. Quang Toản an trí Nguyễn Văn Bảo ra huyện Phù Ly, phế làm Hiếu công và cai quản toàn bộ đất đai của dòng trưởng.
Tuy nhiên nội bộ Tây Sơn lại mâu thuẫn, các tướng tranh quyền. Nguyễn Huệ có bà vợ họ Phạm mất trước ông, là mẹ của Quang Toản (tức vua Cảnh Thịnh). Mẹ của Phạm Hoàng hậu trước khi sinh Bà đã có một đời chồng họ Bùi. Sử quan Nguyễn cho biết rằng mẹ của Phạm Hoàng hậu khi lấy họ Bùi đã đẻ ra Bùi Văn Nhựt (sau này là Hình bộ thượng thư), Bùi Đắc Tuyên (Thái sư), đến khi lấy người họ Phạm mới đẻ ra Phạm Hoàng hậu (có lẽ sinh năm 1759). Còn Bùi Thị Xuân là "cháu gái họ của Tuyên". Vậy thì Quang Toản (Cảnh Thịnh) không có bà con gì với Bùi Thị Xuân cả, nhưng chỉ vì sự liên hệ với bà ngoại mà phải gọi Bùi Văn Nhựt, Bùi Đắc Tuyên là cậu.
Vũ Văn Dũng giết Bùi Đắc Tuyên và Ngô Văn Sở (1795), Quang Toản nhỏ tuổi nên không làm gì được. Trần Quang Diệu đang đi đánh Nguyễn Ánh, nghe tin bị nghi oan đành rút quân về. Nguyễn Văn Bảo cùng các tướng cũ nổi dậy chiếm Quy Nhơn nhưng bị dập tắt và giết chết. Lê Trung bị nghi ngờ sau đó bị giết, Nguyễn Văn Huấn cũng bị giết.

### Tây Sơn sụp đổ

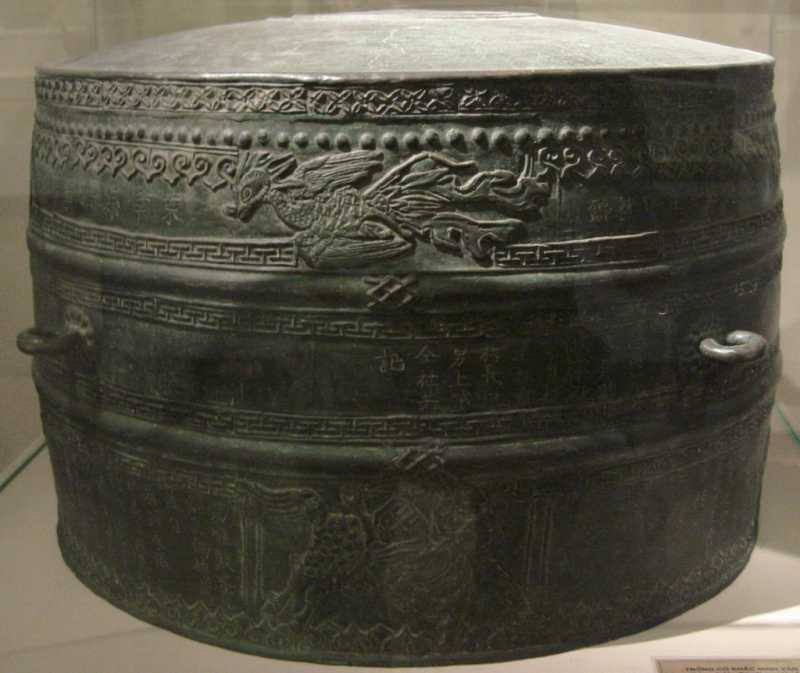
Trống đồng Cảnh Thịnh thời Tây Sơn đã được xếp hạng Bảo vật quốc gia.

Biến loạn tạm thời dẹp yên nhưng đã làm chính quyền Tây Sơn suy sụp. Do Quang Toản đã giết Lê Trung trong vụ biến loạn tại Phú Xuân nên con rể Trung là Lê Chất bỏ sang hàng Nguyễn Ánh. Ánh nhân thời cơ đó ra sức Bắc tiến.
Năm 1800, Nguyễn Ánh chiếm được Quy Nhơn, tướng Vũ Tuấn đầu hàng. Quang Toản sai Trần Quang Diệu và Võ Văn Dũng đem quân vào chiếm lại. Tướng của Nguyễn Ánh là Võ Tánh tử thủ cầm chân hai danh tướng Tây Sơn trong hơn một năm. Năm 1801, Nguyễn Ánh nhận thấy tinh binh Tây Sơn đều tập trung cả ở chiến trường Quy Nhơn nên mang quân chủ lực vượt biển ra đánh Phú Xuân. Quang Toản thua trận bỏ chạy ra Bắc.
Đầu năm 1802, Tây Sơn chiếm lại thành Quy Nhơn, Võ Tánh tự vẫn. Nhưng lúc đó Nguyễn Ánh đã ồ ạt Bắc tiến tới Nghệ An. Trần Quang Diệu vội mang quân ra cứu, bị quân Nguyễn chặn đường, phải vòng qua đường Vạn Tượng (Lào). Tới Nghệ An thì thành đã mất, quân sĩ bỏ chạy gần hết, vợ chồng Trần Quang Diệu – Bùi Thị Xuân bị bắt, Vũ Văn Dũng không biết trốn đi đâu. Có thuyết nói Vũ Văn Dũng trốn thoát và ẩn náu ở vùng Tây Nguyên, sống đến 90 tuổi, mất vào đời Thiệu Trị (1841-1847).
Giữa năm 1802, Nguyễn Ánh tiến ra chiếm được Thăng Long, Quang Toản không chống nổi, bỏ chạy và bị bắt. Nguyễn Ánh đã trả thù gia đình Quang Toản và những người theo Tây Sơn vô cùng tàn bạo: Quang Toản bị 5 ngựa xé xác. Mộ của vua Thái Đức và vua Quang Trung bị quật lên, hài cốt bị giã thành bột nhồi vào thuốc súng và bắn đi, hộp sọ bị bỏ vào vò và giam trong ngục (những người thương tiếc Tây Sơn vẫn gọi là "Ông Vò"). Nữ tướng Bùi Thị Xuân và con gái bị voi giày, Trần Quang Diệu do thờ mẹ già 80 tuổi có hiếu nên không bị hành hình quá dã man mà chỉ bị chém đầu.
Nhà Nguyễn ra sức truy sát những quan lại và hậu duệ của nhà Tây Sơn. Đến năm Minh Mạng thứ 12 (1831), quan quân nhà Nguyễn vẫn tiếp tục truy tìm hậu duệ của Tây Sơn, bắt được Nguyễn Văn Đức (con trai Nguyễn Nhạc) và Nguyễn Văn Đâu (con của Đức), cả hai đều bị chém ngang lưng. Nhà Tây Sơn có còn sót lại hậu duệ nào hay không, đến nay vẫn chưa rõ ràng.

## Về vấn đề thống nhất quốc gia cuối thế kỷ 18

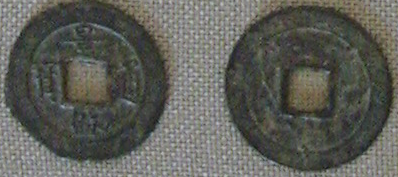
Tiền thời vua Cảnh Thịnh (Cảnh Thịnh thông bảo).

Giáo sư Nguyễn Phan Quang đã tập hợp ý kiến của các nhà nghiên cứu về vấn đề "Nguyễn Huệ và Nguyễn Ánh – ai thống nhất quốc gia" như sau:
- Ý kiến Tạ Chí Đại Trường: Vận dụng luận điểm "sức mạnh Nam Hà kết hợp với sức mạnh Tây phương", tác giả giải thích: "Trong lịch sử của họ, Tây Sơn đã xô đổ được Nam hà, rồi không tìm được đồng minh bên ngoài, bên trong lại hãnh diện về sức mạnh quân lực, họ không tìm được cách tổ chức khai thác những khả năng địa phương để tâm phục lâu dài dân chúng. Quay ra Bắc hà, họ lại chui đầu vào trong cái rối rắm mà người trước đã gỡ không ra vì sự cằn cỗi của đất đai, vì không khí bảo thủ lâu đời khó tẩy xóa của sinh hoạt vua, quan, dân chúng". Cho nên, theo tác giả, cái ngày Nguyễn Ánh thắng Tây Sơn, chiếm được Bắc hà cũng là ngày "đóng hết một giai đoạn rối rắm, tàn bạo". Và tác giả gói ghém ý tưởng của mình như sau: "Ngày 20 tháng 7, Nguyễn Ánh ra tới Thăng Long, đặt chân lên nơi mà hơn 200 năm trước tổ tiên ông phải giả tiếng mới về Nam được. Thăng Long, Thanh Hóa, Phú Xuân, Gia Định, rồi nối vòng Gia Định, Phú Xuân, Thăng Long, con đường thật dài, thật đầy gian nan cực nhọc mà cũng đầy vinh quang. Đất nước mệt mỏi vì chiến tranh, nay đã tìm được đường thoát trong thống nhất, yên nghỉ..." (Lịch sử nội chiến Việt Nam từ 1771 đến 1802 – Sài Gòn, 1971).
- Ý kiến Lê Thành Khôi: Năm 1955, trong cuốn Le Việt Nam, histoire et civilisation xuất bản ở Paris, tác giả cho rằng phong trào Tây Sơn "chỉ mới dọn đường cho sự khôi phục nền thống nhất dân tộc mà Nguyễn Ánh sẽ thực sự hoàn thành vào đầu thế kỷ XIX". Vẫn theo tác giả, "một nước gọi là thống nhất khi chỉ có một chính quyền trong bờ cõi". Từ luận điểm trên, tác giả đối chiếu các niên đại và thấy rằng: năm 1786 tồn tại 4 chính quyền (Nguyễn Nhạc, Nguyễn Huệ, Nguyễn Lữ và vua Lê), năm 1788 tồn tại 3 chính quyền (Nguyễn Nhạc, Nguyễn Huệ và Nguyễn Ánh), năm 1794 vẫn còn hai chính quyền (Nguyễn Quang Toản và Nguyễn Ánh), đến năm 1802, "Gia Long thắng Cảnh Thịnh, chỉ còn một chính quyền của nhà Nguyễn, lúc bấy giờ nước Việt Nam mới thống nhất". Năm 1981, Lê Thành Khôi tái bản cuốn sách trên với nhiều bổ sung, đổi tên sách là Histoire du Vietnam des origines à 1858 và vẫn giữ luận điểm cũ khi tác giả viết: "Nếu chỉ cần vượt giới tuyến là thống nhất đất nước rồi, thì công... đó phải thuộc về họ Trịnh khi quân Trịnh vượt sông Gianh năm 1774 và vào Huế năm 1775", và "[thời Tây Sơn] không những đất nước chưa trở lại hòa bình thống nhất, mà nội chiến vẫn tiếp tục khi ở Bắc khi ở Nam, và thanh niên lại đổ máu". Cuối cùng, "sự bất hòa của anh em Tây Sơn đã cho phép Nguyễn Ánh trở về Gia Định và tổ chức việc khôi phục nhà nước của mình. Cuộc chiến tranh lâu dài và đẫm máu, khi thắng khi bại diễn ra trong 15 năm trước khi kết thúc vào năm 1802 với thắng lợi của họ Nguyễn và sự thống nhất hoàn toàn nước Việt Nam".
- Ý kiến Đỗ Bang: "Nguyễn Huệ, lãnh tụ của phong trào Tây Sơn, sau khi giành thắng lợi trong cuộc kháng chiến chống Xiêm (1785) đã đi từ Nam ra Bắc bằng sự nghiệp vượt sông Gianh năm 1786, xóa bỏ Đàng Trong và Đàng Ngoài, thủ tiêu chế độ thống trị của hai họ Trịnh – Nguyễn chia cắt đất nước. Nguyễn Huệ có nhiều nỗ lực củng cố nền thống nhất và cứng rắn độc lập dân tộc trong những năm sau đó nhưng vẫn không vượt qua được những hạn chế phân phong nghiệt ngã trong nội bộ vương triều Tây Sơn, và cũng là cơ hội để Nguyễn Ánh trở lại củng cố thế lực ở đất Gia Định. Sau ngày Quang Trung chết (1792), thế lực Nguyễn Ánh ngày càng mạnh, năm 1801 chiếm Phú Xuân. Năm 1802, Nguyễn Ánh ra Bắc tiêu diệt lực lượng Tây Sơn còn lại, hoàn thành công cuộc thống nhất đất nước. Vậy thống nhất đất nước là một quá trình đấu tranh gay go, mà sự kiện xóa bỏ Đàng Trong, Đàng Ngoài năm 1786 là sự kiện vĩ đại và có ý nghĩa nhất. Sự kiện năm 1802 là sự kiện kết thúc, hoàn thành công cuộc thống nhất. Nguyễn Huệ, Nguyễn Ánh là hai đối thủ không đội trời chung, nhưng cùng chung số mệnh là đấu tranh "thống nhất sơn hà", thực hiện niềm khát vọng của nhân dân sau hơn 200 năm nội chiến, chia cắt". Trong Kỷ yếu HTKH Phú Xuân – Thuận Hóa thời Tây Sơn (Huế, tháng 12-2001), tác giả Đỗ Bang nói thêm: "[từ Phú Xuân Thuận Hóa] phong trào Tây Sơn lớn mạnh phát triển ra toàn quốc, đã xóa bỏ chế độ thống trị vua Lê – chúa Trịnh, chấm dứt tình trạng cát cứ Đàng Trong – Đàng Ngoài, lập lại nền thống nhất đất nước, quét sạch 29 vạn quân xâm lược Mãn Thanh vào đầu xuân Kỷ Dậu (1789)". Ở một đoạn khác, tác giả dẫn ý kiến của nhà nghiên cứu Lê Quý Thi cho rằng: việc Nguyễn Huệ vượt qua sông Gianh ra Đàng Ngoài "là một hành động hợp với quy luật lịch sử, cũng là một hành động vượt qua chính mình của cuộc khởi nghĩa nông dân Tây Sơn".
- Ý kiến của Nguyễn Phương: "Nguyễn Ánh là cha đẻ của nước Việt Nam", là "người tiêu biểu cho tinh thần ái quốc", "là một anh hùng dân tộc". Và tác giả khẳng định: "Nếu Nguyễn Ánh không còn có công nào khác – mà thực sự còn nhiều – ngoài công cuộc thống nhất Việt Nam, thống nhất lãnh thổ và tinh thần ái quốc, thì với bấy nhiêu thiết tưởng ông đã đủ đáng được mọi người dân Việt Nam biết ơn rồi vậy". So sánh với Nguyễn Huệ, tác giả viết: "Chẳng những Nguyễn Huệ chưa phục vụ gì cho việc thống nhất, mà trái lại đã giúp đắc lực vào việc chia cắt đất nước ra một cách sâu xa hơn thời Trịnh Nguyễn". Còn Nguyễn Ánh "chẳng những đã thống nhất Việt Nam về địa lý mà còn thống nhất về tinh thần ái quốc" (Tạp chí Bách Khoa, số 149).
- Ý kiến Tân Việt Điểu: Tác giả có thừa nhận chút ít đóng góp của Tây Sơn khi cho rằng: "Tây Sơn là những tay thợ đã dọn quang đãng những chướng ngại vật để sau này Gia Long thênh thang đi đến thống nhất", nhưng lại khẳng định: "Nguyễn Ánh mới là người đem tất cả tâm huyết, tất cả tài đức ra để thống nhất nước Việt... Sở dĩ Nguyễn Ánh thắng được Cảnh Thịnh, một phần lớn là nhờ vào cái địa thế "phụng chử lân chầu" và "long bàn hổ cứ" của miền Nam rất thuận lợi để làm bàn đạp cho cuộc Bắc tiến, nhằm mục đích thống nhất lãnh thổ" (Văn hóa nguyệt san, số 64).
- Ý kiến GS Phan Huy Lê: Khái quát toàn bộ sự nghiệp của phong trào Tây Sơn, tác giả viết: "Đó là sự nghiệp lật đổ chính quyền họ Nguyễn ở Đàng Trong, chính quyền chúa Trịnh cùng chế độ vua Lê – chúa Trịnh ở Đàng Ngoài, đánh tan quân xâm lược Xiêm ở phía nam, quân xâm lược Thanh ở phía bắc, bảo vệ vững chắc nền độc lập dân tộc, xóa bỏ tình trạng chia cắt đất nước kéo dài trên hai thế kỷ, bước đầu lập lại nền thống nhất quốc gia, xây dựng vương triều Tây Sơn trong đó triều Quang Trung đã đề ra và thực thi nhiều chính sách tích cực..." (Kỷ yếu HTKH "Phú Xuân – Thuận Hóa thời Tây Sơn" – Huế, tháng 12-2001).
- Ý kiến Phan Thuận An: "Nguyễn Huệ, người anh hùng kiệt xuất của thời đại ấy đã lần lượt phá tan từng mảng xã hội mâu thuẫn, bất công, nhiễu nhương từ Nam ra Bắc để bước đầu đưa đất nước đến chỗ thống nhất" (Kỷ yếu HTKH "Phú Xuân – Thuận Hóa thời Tây Sơn" – Huế, tháng 12-2001).
- Ý kiến GS Trần Văn Giàu: "Phần đóng góp của Nguyễn Huệ vào hệ thống tư tưởng yêu nước Việt Nam là ý thức về sự nghiệp thống nhất nước nhà (...). Từ năm 1527, Đại Việt bị phân liệt. Tình trạng phân liệt kéo dài đến gần cuối thế kỷ 18, hơn 200 năm (...). Mạc, Trịnh, Nguyễn, không ai có tư tưởng thống nhất, tất cả họ chỉ có ý đồ xâm chiếm lẫn nhau. Cứ như thế ấy thì cái họa xâm lăng ắt khó tránh. Nội chiến chỉ chấm dứt khi khởi nghĩa Tây Sơn thắng lợi, lần lượt đánh đổ cả hai chúa Nguyễn, chúa Trịnh, đánh đổ luôn vua Lê, trong Nam thì đuổi quân Xiêm, ngoài Bắc thì đuổi quân Thanh, lãnh tụ Tây Sơn đường đường chánh chánh lên ngôi hoàng đế, vua Càn Long nhà Thanh dù mới đại bại (hay là vì đại bại) mà phải công nhận Quang Trung là vua nước Việt Nam (...). Trong việc lập lại sự thống nhất sau thời gian phân liệt kéo dài thời Lê mạt, thì người anh hùng áo vải Nguyễn Huệ là vĩ nhân đã khởi xướng và bắt đầu thực hiện sự nghiệp ấy" (Sự hình thành về cơ bản của hệ thống tư tưởng yêu nước Việt Nam – Tham luận tại Hội thảo Việt Nam học tại Hà Nội, tháng 7-1998). Giáo sư Trần Văn Giàu còn cho rằng: "Ngày xưa không phải là không có ý thức thống nhất, nhưng phải hiểu rằng ý thức thống nhất lúc bấy giờ là thôn tính theo lối phong kiến".[51]
- Ý kiến GS Hoàng Xuân Hãn: "Về Quang Trung, cái công đánh bạt Tôn Sĩ Nghị ở Thăng Long, cái công ấy rất to... Chứ còn trong anh em (viết sử) sau này thường cứ nói rằng là: Công thống nhất nước Việt Nam là Tây Sơn, tức là Quang Trung, đối với tôi thì tôi không đồng ý. Cái sự quân Tây Sơn có đánh bại quân Xiêm ở Rạch Gầm cũng là một sự thực. Đánh bại quân Thanh ở Thăng Long cũng là một sự thực. Nhưng hai cái thắng trận ấy không phải là đồng thời, mà trái lại, có thể nói cái hồi mà vua Quang Trung ở ngoài Bắc thì Nguyễn Nhạc còn đang chiếm vùng giữa, vùng trong thì lúc ấy nhà Nguyễn đã chiếm cả trong Nam rồi. Không phải là thống nhất. Đấy chỉ là đánh được giặc ở Nam, đánh được giặc ở Bắc. Nếu ông ấy sống lâu nữa, có lẽ sẽ thống nhất; nhưng vì ông chết sớm thành ra không thống nhất được".[52]
- Ý kiến Đặng Thành Nam: "Việc đất nước chia đôi là do Trịnh Nguyễn phân tranh suốt trong hai thế kỷ. Khi nhà Tây Sơn nổi lên...; Nguyễn Ánh phải chạy qua Xiêm lưu vong và cầu cứu ngoại bang. Cuối cùng ai là người diệt được nhà Trịnh mà suốt 200 năm nhà Nguyễn không những không làm gì được mà còn bị mất kinh đô về tay nhà Trịnh nữa. Chính Nguyễn Huệ đã diệt Trịnh, đuổi Thanh, chấm dứt việc hai trăm năm đất nước bị chia đôi và đưa đến việc thống nhất đất nước về cơ bản. Việc Gia Long rước hàng vạn quân Xiêm về giết dân, tàn phá đất Nam Bộ, bị Quang Trung đánh chạy thục mạng ở Rạch Gầm kia đâu phải là chuyện tuyên truyền chính trị. Việc Gia Long nhờ vũ khí, nhờ đại bác của Pháp, nhờ chính bọn đánh thuê, bọn cha cố phương Tây để chiếm lấy đất nước đâu phải là chuyện bịa đặt!" (Về những hiện tượng bất thường trong văn học và sử học – Báo Công an Tp.Hồ Chí Minh, 21-5-1998, tr. 18).
- Ý kiến Jean Chesneaux: "(...) Sự kiện lớn nhất dường như việc khôi phục thống nhất đất nước, việc xóa bỏ sự chia cắt đất nước thành hai vương quốc đối địch. Chính là Tây Sơn chứ không phải là nhà Nguyễn ở thế kỷ XIX, như người ta thường gán cho họ, đã có công trong việc xây dựng một nước Việt Nam thống nhất; dù chia ra các miền khác nhau nhưng vẫn cùng một mục đích... Niềm kiêu hãnh khôi phục lại uy danh của nước Việt Nam thể hiện rõ trong bài hịch [Hịch Tây Sơn]" (Contribution à l' histoire de la nation vietnamienne – Paris 1955, tr. 37).
- Ý kiến Joseph Buttinger: Trong cuốn The Smaller Dragon (New York, 1962), tác giả viết: "Khi Hà Nội thất thủ trước chính quyền mới ở Đàng Trong [ý nói: Tây Sơn], Việt Nam đã trở lại thống nhất (...). Triều đại Tây Sơn ngắn ngủi, song nền thống nhất của Việt Nam tồn tại suốt cho đến lúc đương triều cuối cùng của nó bị lật đổ vào năm 1802 trước những lực lượng mới trỗi dậy từ phương Nam. Nhưng đây lại là một phần của câu chuyện khác: khi nhà Tây Sơn đổ, vận mệnh Việt Nam được đặt dưới ảnh hưởng của những lực lượng phương Tây đưa vào châu Á".

Giáo sư Ca Văn Thỉnh viết trong quyển "Hào khí Đồng Nai":
"Vào thế kỷ XVIII, tập đoàn phong kiến họ Nguyễn ra sức biến xứ Đàng Trong (từ sông Gianh ở Quảng Bình trở vào) thành một "quốc gia" riêng biệt, gia tăng thế lực ở Đàng Trong để chống lại tập đoàn phong kiến họ Trịnh phản động và mục nát ở Đàng Ngoài. Đó cũng là lúc mà phong trào đấu tranh của nhân dân Đàng Trong, trong đó có Sài Gòn và Nam bộ xưa, nổi lên liên tục, mạnh mẽ.
Nổi bật hơn cả trong thời gian này là phong trào khởi nghĩa Tây Sơn được đông đảo nông dân hưởng ứng, nổi lên từ mùa Xuân năm 1771. Thực ra, trong hơn 8 năm (1776 – 1783), phong trào Tây Sơn đã 5 lần đánh bọn phong kiến Đàng Trong, đứng đầu là Nguyễn Ánh, đã 5 lần Nguyễn Ánh đều bị thất bại và bị đánh bật ra khỏi đất liền. Được giai cấp đại địa chủ ủng hộ, có lần Nguyễn Ánh đã quay lại chiếm Gia Định nhưng cuối cùng Nguyễn Ánh và tàn quân của hắn lại bị đánh bật ra ngoài và chạy sang cầu viện quân Xiêm... Trận năm 1785, đại phá thủy quân Xiêm xâm lược ở Rạch Gầm – Xoài Mút, giải phóng miền Tây Gia Định, đuổi quân giặc về nước. Trận đánh này làm nức lòng người Đồng Nai – Gia Định... Đối với tập đoàn phong kiến họ Trịnh ở Đàng Ngoài, sau khi đánh thắng quân Xiêm xâm lược và quân bán nước Nguyễn Ánh, tháng 6-1786, Nguyễn Huệ tiến quân ra Thuận Hóa, đánh lui quân Trịnh, giải phóng toàn bộ đất Đàng Trong, tiến luôn ra Đàng Ngoài, đánh tan quân Trịnh, giải phóng Thăng Long ngày 21-7-1786.
Thế là phong trào cách mạng nông dân Tây Sơn, từ cuộc khởi nghĩa ở Quy Nhơn, đã thực sự trở thành phong trào quật khởi của nhân dân cả nước, quét sạch các tập đoàn phong kiến Trịnh, Nguyễn phân tranh, cát cứ hơn hai thế kỷ, thống nhất lại đất nước từ Nam chí Bắc.
Đây là thành tựu vĩ đại trong lịch sử dân tộc mà vinh quang thuộc về phong trào khởi nghĩa nông dân Tây Sơn và thủ lãnh kiệt xuất Nguyễn Huệ".
Nhìn chung những ý kiến trên chia thành các luồng:
1. Khẳng định công thống nhất thuộc về Nguyễn Ánh.
2. Khẳng định công thống nhất thuộc về Nguyễn Huệ.
3. Các thế lực thời đó thôn tính lẫn nhau theo kiểu phong kiến. Mở đầu công cuộc thống nhất, phá bỏ các chướng ngại chính (2 thế lực chúa Trịnh – chúa Nguyễn) là công của Nguyễn Huệ, nhưng vì ông mất sớm, không có người kế tục sự nghiệp nên người hưởng thành quả là Nguyễn Ánh.

## Quân đội nhà Tây Sơn

### Bộ binh
Theo đánh giá của người châu Âu thì quân đội Tây Sơn rất tinh nhuệ, trang bị nhiều vũ khí tân kỳ ở thời đó. Quân Tây Sơn có nhiều loại súng ống bao gồm cả súng đại bác và súng hỏa mai. Súng đại bác được dùng để phòng thủ, nếu đưa ra trận thì dùng voi kéo hay chở nên rất cơ động. Quân Tây Sơn cũng được huấn luyện để tự pha chế lấy thuốc nổ và người Âu Châu đã kinh ngạc vì lính Tây Sơn nạp đạn rất nhanh: trong khi quân Anh phải thực hiện đến 20 động tác cho mỗi lần nạp đạn thì người Việt chỉ cần có 4 động tác.

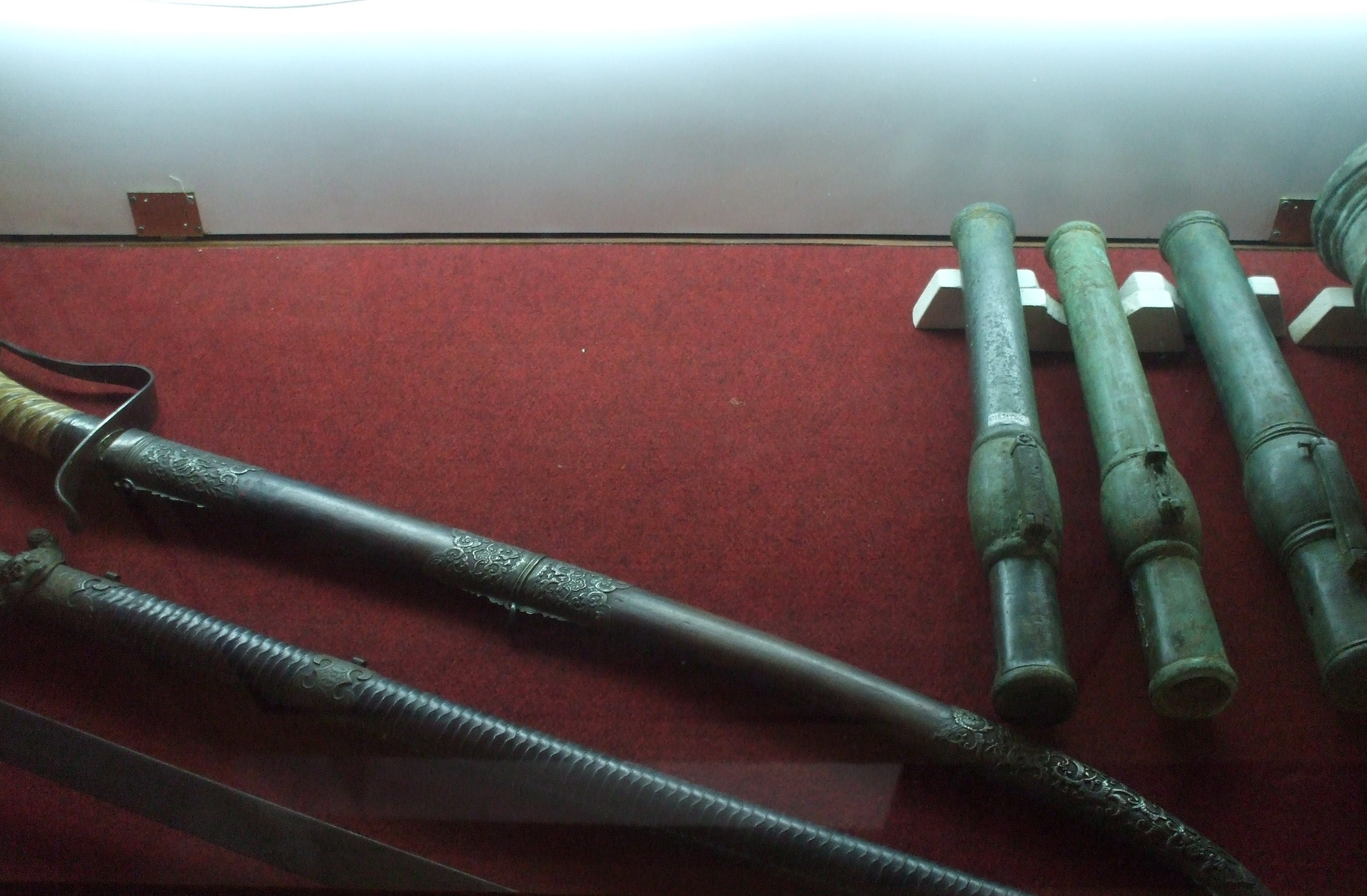
Thanh gươm và súng loại nhỏ của quân đội nhà Tây Sơn, trưng bày tại Bảo tàng Lịch sử TP. HCM.

Theo nhiều sách cổ chép lại, quân Tây Sơn có rất nhiều "hỏa hổ", là một loại vũ khí hình ống. Sách Hổ trướng khu cơ của Đào Duy Từ mô tả: "Hỏa đồng còn có tên là hỏa hổ, có bầu lớn dài chừng một thước, khi lâm trận phun lửa, trong ống tống nhựa thông ra, trúng phải đâu, lập tức bốc cháy... vì lửa cháy dữ dội, nên gọi là hỏa hổ". Theo các nhà nghiên cứu, hỏa hổ thời Tây Sơn được cải tiến từ các hỏa đồng (ống lửa) hạng nhỏ thời Lê sơ. Trong tay nghĩa quân Tây Sơn, nó được dùng một cách tập trung, ồ ạt, tạo thành hỏa lực giáp chiến hết sức lợi hại. Ngoài ra, quân Tây Sơn có "Hỏa cầu", là một quả cầu kim loại rỗng ruột hoặc bằng giấy quết nhựa bên ngoài, có tay cầm, to cỡ quả bưởi, bên trong nhồi thuốc nổ, chất cháy, mảnh gang, sắt vụn và các quả cầu con. Khi sử dụng thì châm ngòi nổ và ném vào đối phương, có thể coi đây là một loại lựu đạn sơ khai. Quân Tây Sơn đã sử dụng hỏa cầu trong trận đốt cháy tàu Manuel năm 1782 và trong trận tấn công đồn Ngọc Hồi năm 1789.

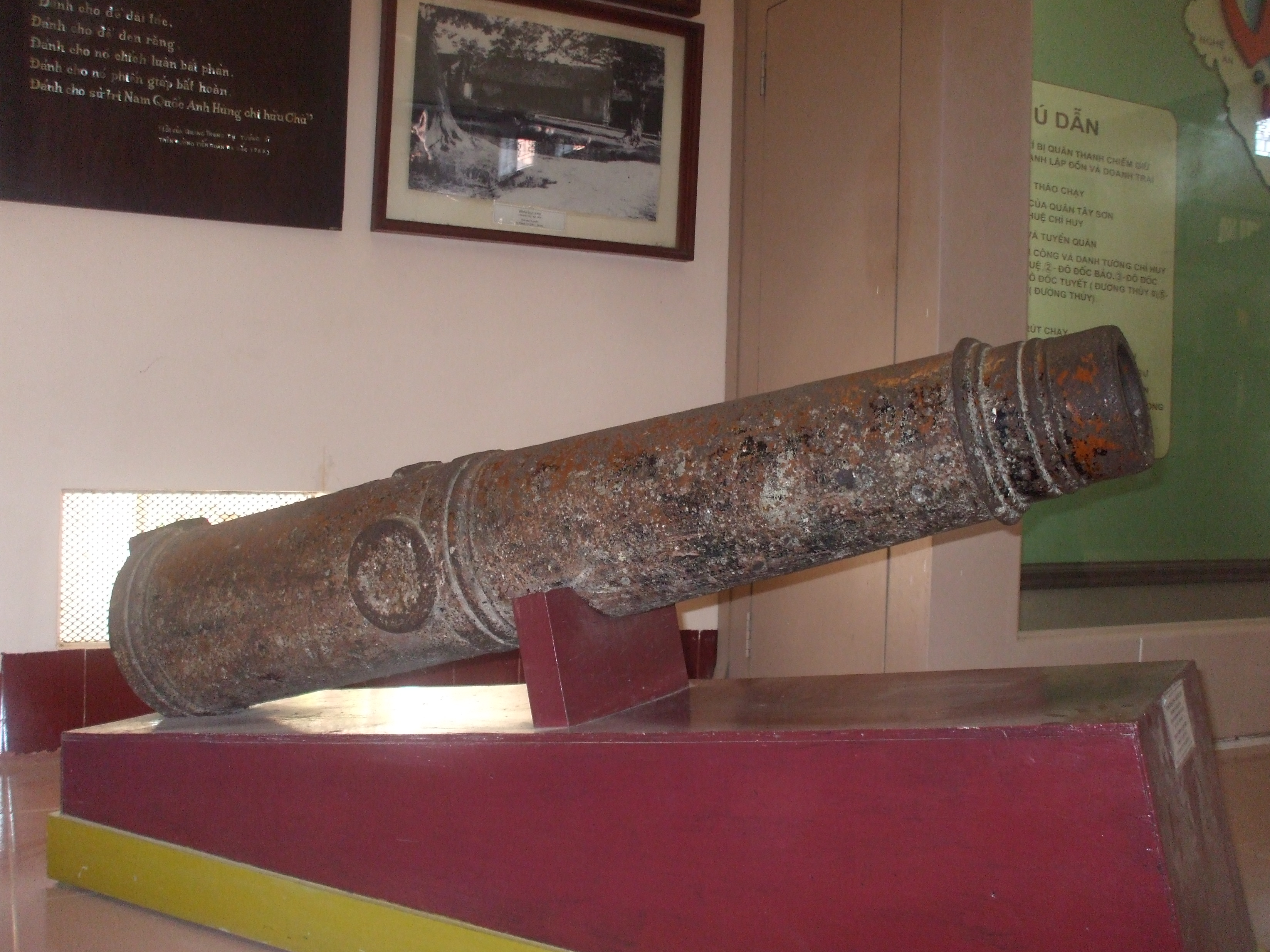
Súng thần công của quân Tây Sơn được tìm thấy tại căn cứ thủy binh Tây Sơn ở cảng Thị Nại (Quy Nhơn), hiện được trưng bày trong Bảo tàng Tây Sơn (Bình Định).

Súng đại bác loại nhỏ (small cannon) thì có thể mang trên lưng và bắn một loại đạn nặng chừng hơn 100 gram. Một người lính cõng cái nòng súng (barrel), dài chừng 2 thước, trong khi một người lính khác mang cái "giá" là một khúc gỗ tròn dài cũng chừng cái nòng súng. Khi tác xạ, cái giá được dựng lên bằng hai cái càng hay một cái chạc cao khỏi mặt đất chừng 1 mét, nòng súng sau đó để lên trên giá trong một cái ngàm sắt. Người lính có thể điều chỉnh độ nhắm và kiểm soát bằng một cái báng tì lên trên vai. Các loại súng này rất tiện lợi cho việc di chuyển và phục kích quân địch.
Hỏa hổ và hỏa cầu không phải là loại vũ khí hoàn toàn mới nhưng cách sử dụng sáng tạo của quân Tây Sơn đã nâng cao hiệu quả của chúng. Quân Tây Sơn đã chế tạo ra hỏa hổ bằng những ống tre, trở thành một vũ khí cá nhân gọn nhẹ. Nếu đem so với những khẩu pháo nặng hàng trăm kg của quân chúa Trịnh hay của nhà Minh, nhà Thanh thì sự sáng tạo này rất có giá trị. Vua Quang Trung còn kết hợp hỏa hổ, hỏa cầu với voi chiến tạo thành một lực lượng đột kích mạnh, nhanh chóng phá vỡ đội hình của đối phương. Sử nhà Thanh viết như sau: "Trên lưng mỗi con voi có ba, bốn người lính chít khăn đỏ, ngồi ném tung hỏa cầu lưu hoàng ra khắp nơi, đốt cháy cả người nữa".
Quân Tây Sơn thường dùng tượng binh phá kỵ binh, dùng hỏa hổ, hỏa cầu gây rối loạn bộ binh đối phương, rồi cho quân xông lên giáp lá cà bằng các vũ khí thông thường. Dưới sự chỉ huy linh hoạt của vua Quang Trung, chiến thuật này đã nhanh chóng đánh bại quân đối phương.
Tây Sơn thập thần binh khí  là danh xưng người đương thời gọi để chỉ 10 binh khí nổi tiếng của quân Tây Sơn, gồm có:
- Độc Thần kiếm của Nguyễn Nhạc
- Song Thần côn:
  - Ngân côn của Vũ Đình Tú
  - Thiết côn của Đặng Xuân Phong
- Tam Thần đao:
  - Ô Long đao của Nguyễn Huệ
  - Huỳnh Long đao của Trần Quang Diệu
  - Xích Long đao của Lê Sĩ Hoàng
- Tứ Thần cung:
  - Thiết Thai cung của Nguyễn Quang Huy
  - Vĩ Mao cung của La Xuân Kiều
  - Kỳ Nam cung của Lý Văn Bưu
  - Liên Phát cung của Đặng Xuân Phong

Tây Sơn ngũ thần mã  là danh xưng của năm con ngựa chiến nổi tiếng của quân Tây Sơn, gồm có:
- Bạch Long của Nguyễn Nhạc
- Xích Kỷ của Nguyễn Văn Tuyết
- Ô Du của Đặng Xuân Phong
- Ngân Câu của Bùi Thị Xuân
- Hồng Lư của Lý Văn Bưu

### Thủy binh
Quân thủy Tây Sơn là một đội quân có tính chất nhảy vọt trong lịch sử Việt Nam, vượt xa quân thủy Trịnh – Nguyễn, vượt cả quân thủy của Minh Mạng trong thời kỳ thịnh đạt nhất của nhà Nguyễn.
Kỹ nghệ đóng thuyền của quân Tây Sơn rất tiến bộ, đó là kỹ thuật chia đáy thuyền thành các khoang khác nhau. Vì thế thuyền sẽ không bị chìm dù va phải đá ngầm.
Barizy, Chaigneau là những sĩ quan Pháp từng trực tiếp giáp mặt với quân thủy Tây Sơn đã mô tả những chiến hạm Tây Sơn, trang bị tới 50-60 khẩu đại bác hạng nặng. Chính sử nhà Nguyễn gọi đó là loại thuyền "Định Quốc Đại Hiệu".

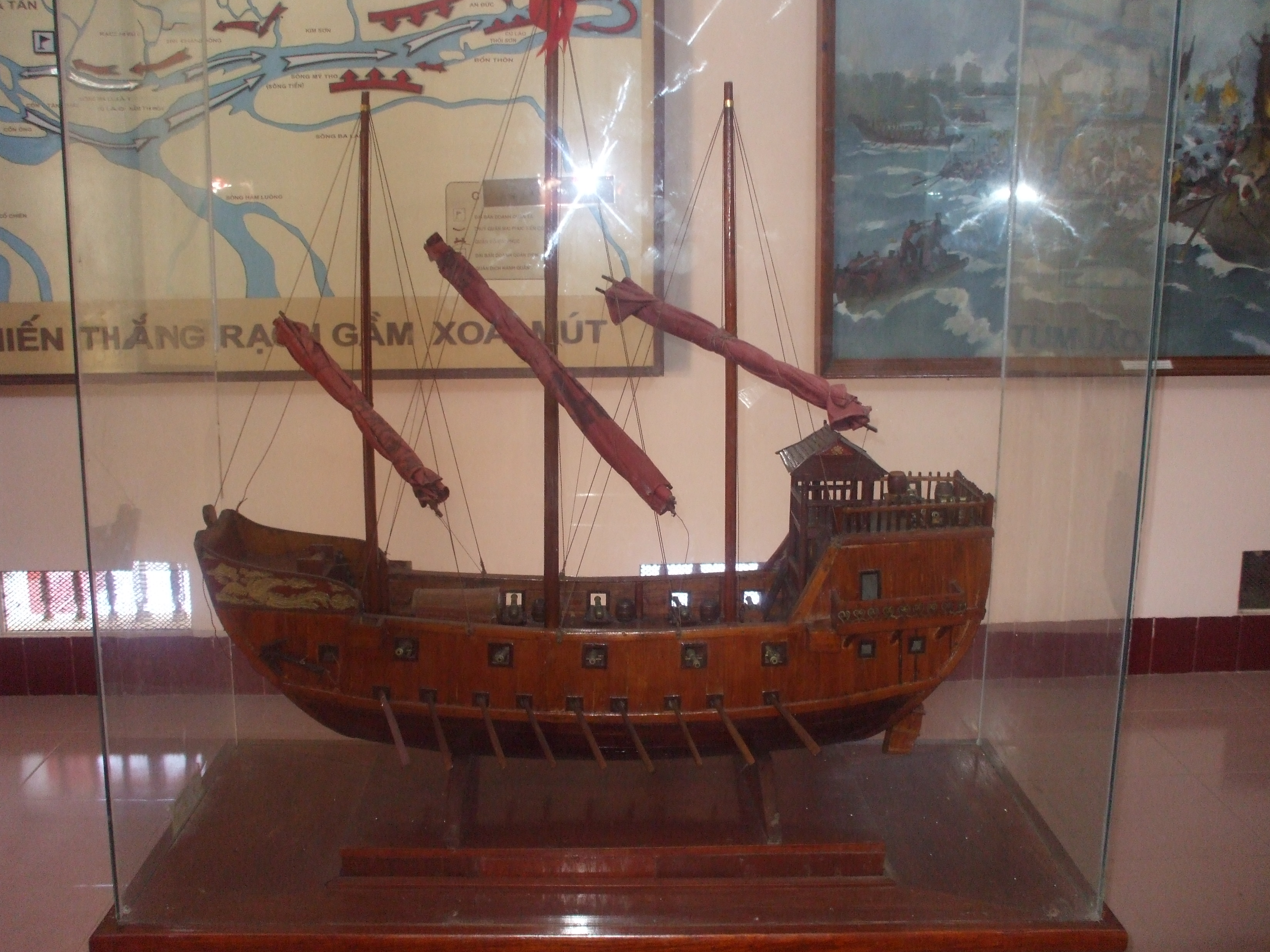
Một mô hình tàu chiến được cho là của thủy quân Tây Sơn, hiện đang trưng bày tại Bảo tàng Tây Sơn (Bình Định).

Thủy quân Tây Sơn chia các tàu ra làm nhiều hạng:
- Chiến thuyền loại 1: Có 600 – 700 thủy thủ và trang bị 50 – 60 đại bác bắn đạn nặng 24 cân Anh (khoảng 10,88 kg) mỗi khẩu.
- Chiến thuyền loại 2: Trang bị ít đại bác hơn, đạn mỗi khẩu nặng 12 cân Anh (tương đương 5,4 kg), số lượng thủy thủ vào khoảng 200 người (chỉ bằng 1/3 của loại 1).
- Chiến thuyền loại 3: Trang bị chỉ có 1 khẩu đại bác, song lại lớn hơn bất cứ loại đại bác nào khác (36 cân Anh tương đương 16,3 kg), có khoảng 150 thủy thủ hoặc binh lính.
- Còn lại là chiến thuyền loại 4 và 5 với số lượng nhiều gấp bội, mỗi tàu có từ 50 đến 70 thủy thủ, chuyên dùng tác chiến trên sông rạch.

"Đại Nam thực lục tiền biên" ghi: Năm 1782, Nguyễn Ánh đem vài trăm chiến thuyền vào cửa Cần Giờ, tham dự trận thủy chiến ở sông Thất Kỳ giang. Dù thủy quân Nguyễn Ánh đã có 2 tàu Tây và người Tây chiến đấu dũng cảm như Emmanuel, song cũng không địch nổi thủy quân Tây Sơn. Barizy tường thuật về lực lượng của hạm đội Tây Sơn do Vũ Văn Dũng chỉ huy như sau: "Lực lượng này gồm có 673 chiến hạm đủ cỡ lớn nhỏ. Trong số này, có những chiến hạm lớn trang bị súng đại bác và thủy thủ đoàn nhiều hơn cả những chiến hạm lớn nhất kiểu Tây phương mà quân Nguyễn có". Ngoài ra, trong một bức thư của Jeaptiste Chaigneau cho biết riêng ở Quy Nhơn, thủy đội Tây Sơn có 54 tàu, 93 chiếc thuyền, 300 pháo hạm, 100 tàu buồm trang bị rất hùng hậu.

### Tính kỷ luật
Dưới thời vua Quang Trung, quân đội Tây Sơn có kỷ luật rất tốt. Quân đội Tây Sơn nghiêm cấm việc cướp bóc, phá hoại người dân. Theo Montyon, trong chiến tranh Nguyễn Ánh – Tây Sơn, "một đoàn quân khác [quân Tây Sơn] đến vây thành của vua Nam Hà [Gia Định] nhận được kỷ luật sắt: lính không được lấy gì của dân mà không trả đúng giá, không được vào nhà dân mà không được họ cho phép. Binh lính hai bên đánh nhau, dân đứng nhìn, tiếp tế cho quân đội và được trả đúng giá những gì họ cung cấp, chỉ bắt buộc phải công nhận người chiến thắng làm minh chủ".
Ở những khi đóng quân và phải ổn định trật tự thì kỷ luật thép được áp dụng. Theo thư của giáo sĩ Le Roy ở Nam Định viết cho ông Blandin ở Paris ngày 11 tháng 7 năm 1786 thì: ... Những người Nam Hà này (quân Tây Sơn) đã áp dụng sự xử án khắc nghiệt, tố cáo chẳng cần đợi xét xử lôi thôi, họ đã chém đầu những bọn trộm cướp hay tất cả những kẻ nào bị người ta tố cáo là trộm cướp. Người ta rất lấy làm thích sự xử phạt như vậy và sự liêm khiết của quân Tây Sơn. Vì họ không cướp bóc của ai, họ chỉ biết chặt đầu những kẻ đó mà thôi. Điều đó đã tạo ra sự yên lành ở một vài nơi trong một thời gian."

## Các trận chiến liên quan đến nhà Tây Sơn
Chiến tranh Tây Sơn-Chúa Nguyễn lần 1 (1771-1785)
- Trận Quy Nhơn (1773)
- Trận Phú Yên (1776)
- Trận Gia Định lần 1 (1776)
- Trận Gia Định lần 2 (1777)
- Trận Gia Định lần 3 (1782)
- Trận Gia Định lần 4 (1783)

Chiến tranh Đại Việt-Xiêm La (1785)
- Trận Rạch Gầm – Xoài Mút (1785)

Chinh phạt Chân Lạp (1785)
- Trận Nam Vang (1785)

Chiến tranh Tây Sơn-Chúa Trịnh (1775-1786)
- Trận Cẩm Sa (1775)
- Trận Phú Xuân (1786)
- Trận Sơn Nam (1786)
- Trận Thăng Long (1786)

Xung đột nội bộ (1787)
- Cuộc bao vây thành Quy Nhơn (1787)

Chiến tranh Đại Việt – Đại Thanh (1789)
- Trận Hạ Hồi (1789)
- Trận Ngọc Hồi (1789)
- Trận Đống Đa (1789)
- Trận Thăng Long (1789)

Chinh phạt Viêng Chăn (1791)
- Trận Xieng Khuang (1791), còn gọi là Trấn Ninh
- Trận Viêng Chăn (1791)

Chiến tranh Tây Sơn-Chúa Nguyễn lần 2 (1787-1802)
- Trận Gia Định (1787)
- Trận Thị Nại lần 1 (1792)
- Trận Quy Nhơn lần 1 (1799)
- Trận Quy Nhơn lần 2 (1800-1801)
- Trận Thị Nại lần 2 (1801)
- Trận Phú Xuân (1801)
- Trận Trấn Ninh (1802)

## Danh sách các vua nhà Tây Sơn
Nhà Tây Sơn từ khi vua Thái Đức lên ngôi năm 1778 đến khi Cảnh Thịnh bị bắt năm 1802 được tất cả 24 năm, có 3 vua:
1. Thái Đức Hoàng đế Nguyễn Nhạc (1778–1788). Từ năm 1788, ông nhường ngôi hoàng đế cho Nguyễn Huệ, còn mình hạ xuống tước vương (tước hiệu dưới quyền hoàng đế), xưng là Tây Sơn vương.
2. Quang Trung Hoàng đế Nguyễn Huệ (1788–1792). Mất đột ngột năm 1792, con là Quang Toản nối ngôi.
3. Cảnh Thịnh Hoàng đế Nguyễn Quang Toản (1792–1802)

Nếu tính từ khi Nguyễn Nhạc khởi binh từ năm 1771 thì cộng tất cả là 31 năm.
Sơ đồ nhà Tây Sơn:
|                      |                      |                      |                      |                      |                      |  |  | Nguyễn Phi Phúc |                 |                 |                 |                 |                 |  |  |                         |                         |                         |                         |                         |                         |  |  |  |  |  |  |  |  |  |  |  |  |  |  |  |  |  |  |  |  |  |  |  |  |  |  |
|                      |                      |                      |                      |                      |                      |  |  |                 |                 |                 |                 |                 |                 |  |  |                         |                         |                         |                         |                         |                         |  |  |  |  |  |  |  |  |  |  |  |  |  |  |  |  |  |  |  |  |  |  |  |  |  |  |
|                      |                      |                      |                      |                      |                      |  |  |                 |                 |                 |                 |                 |                 |  |  |                         |                         |                         |                         |                         |                         |  |  |  |  |  |  |  |  |  |  |  |  |  |  |  |  |  |  |  |  |  |  |  |  |  |  |
| 1. Thái Đức Hoàng đế | 1. Thái Đức Hoàng đế | 1. Thái Đức Hoàng đế | 1. Thái Đức Hoàng đế | 1. Thái Đức Hoàng đế | 1. Thái Đức Hoàng đế |  |  | Đông Định vương | Đông Định vương | Đông Định vương | Đông Định vương | Đông Định vương | Đông Định vương |  |  | 2. Quang Trung Hoàng đế | 2. Quang Trung Hoàng đế | 2. Quang Trung Hoàng đế | 2. Quang Trung Hoàng đế | 2. Quang Trung Hoàng đế | 2. Quang Trung Hoàng đế |  |  |  |  |  |  |  |  |  |  |  |  |  |  |  |  |  |  |  |  |  |  |  |  |  |  |
| 1. Thái Đức Hoàng đế | 1. Thái Đức Hoàng đế | 1. Thái Đức Hoàng đế | 1. Thái Đức Hoàng đế | 1. Thái Đức Hoàng đế | 1. Thái Đức Hoàng đế |  |  | Đông Định vương | Đông Định vương | Đông Định vương | Đông Định vương | Đông Định vương | Đông Định vương |  |  | 2. Quang Trung Hoàng đế | 2. Quang Trung Hoàng đế | 2. Quang Trung Hoàng đế | 2. Quang Trung Hoàng đế | 2. Quang Trung Hoàng đế | 2. Quang Trung Hoàng đế |  |  |  |  |  |  |  |  |  |  |  |  |  |  |  |  |  |  |  |  |  |  |  |  |  |  |
| Tiểu triều           | Tiểu triều           | Tiểu triều           | Tiểu triều           | Tiểu triều           | Tiểu triều           |  |  |                 |                 |                 |                 |                 |                 |  |  | 3. Cảnh Thịnh Hoàng đế  | 3. Cảnh Thịnh Hoàng đế  | 3. Cảnh Thịnh Hoàng đế  | 3. Cảnh Thịnh Hoàng đế  | 3. Cảnh Thịnh Hoàng đế  | 3. Cảnh Thịnh Hoàng đế  |  |  |  |  |  |  |  |  |  |  |  |  |  |  |  |  |  |  |  |  |  |  |  |  |  |  |

## Nhận định

### Trong sử sách nhà Nguyễn
Trong sử sách nhà Nguyễn, nhà Tây Sơn thường bị mô tả là "giặc cướp" và phê phán nặng nề các nhân vật của triều đại này, những hành vi xấu xa cũng thường bị gán cho nhà Tây Sơn. Ví dụ: Theo các sách sử Đại Nam thực lục, Khâm định Việt sử Thông giám cương mục của Nhà Nguyễn ghi rằng "do đánh bạc tiêu mất tiền thu thuế, Nguyễn Nhạc bèn trốn vào Tây Sơn làm trộm cướp, những người vô lại và người nghèo đói phần nhiều phụ theo, vì thế thủ hạ có đến vài ngàn người. Nhạc cùng em là Văn Huệ, Văn Lữ chia nhau quản lãnh, rồi đi đánh cướp đồn ấp"[b] Tuy nhiên, theo các nhà nghiên cứu, tình tiết "Nguyễn Nhạc thua bạc nên đi trộm cướp" thực chất là chuyện thêu dệt của Nhà Nguyễn sau khi họ đã đánh bại Tây Sơn nhằm hạ uy tín đối thủ.
Nhà Tây Sơn cũng bị coi là "ngụy triều" và "phản loạn" bởi nhà Nguyễn, bởi ban đầu họ đưa ra khẩu hiệu lật đổ quyền thần Trương Phúc Loan và ủng hộ hoàng tôn Nguyễn Phúc Dương lên ngôi chúa, tuy nhiên về sau lại hành quyết Nguyễn Phúc Dương và Nguyễn Phúc Thuần vào năm 1777 cũng như truy sát hậu duệ chúa Nguyễn, quật phá lăng mộ các chúa Nguyễn.
Tuy nhiên, trong một số chi tiết đã cho thấy thực sự nhà Nguyễn ghi nhận tài năng của các lãnh đạo triều Tây Sơn. Sách Đại Nam thực lục của nhà Nguyễn chép lại lời tâu của bề tôi Nguyễn Ánh về Tây Sơn:
"Kẻ kia, Nhạc, Huệ, anh em từ dân áo vải, không tấc đất cắm dùi, vươn tay hô một tiếng, người theo có cả vạn, chẳng đầy 5-6 năm mà có được nước. Họ không có quá tài đức của người thì vì lẽ gì mà lại hưng thịnh dữ dội như vậy?" 

### Trong sử sách hiện đại
Đến đầu thế kỷ 20, khi thế lực nhà Nguyễn đã suy yếu, nhà Tây Sơn lại bắt đầu đánh giá lại. Thời Tây Sơn chính là một trong những thời kỳ nhiều biến động nhất trong lịch sử Việt Nam trên khắp phạm vi lãnh thổ, thậm chí cả những biến cố bên ngoài biên giới có liên quan (Campuchia, Lào, Thái Lan, Trung Quốc, Pháp). Khi chúa Nguyễn Phúc Khoát về cuối đời bỏ bê triều chính, quyền thần Trương Phúc Loan lũng đoạn chính sự làm cho chính quyền Đàng Trong suy đồi, rồi quân Tây Sơn nổi dậy từ cuối thế kỷ 18, cho tới đầu thế kỷ 19 khi nhà Tây Sơn bị tiêu diệt thì chiến tranh mới kết thúc, kéo dài suốt 30 năm. Phần lớn các cuộc chiến lớn nhỏ đều có sự tham gia của quân Tây Sơn. Các phe phái chính trị chủ yếu trong nước tham gia thời kỳ này bao gồm chúa Trịnh ở phía Bắc, vua Lê với sự hậu thuẫn của Trung Quốc, chúa Nguyễn ở phía Nam và quân Tây Sơn ở dải miền Trung.
Quan điểm xem nhà Tây Sơn là "ngụy triều", hay "phản nghịch" ngày nay đã được xem xét lại, vì trong lịch sử Việt Nam khi triều đại sau lật đổ triều đại trước cũng có những hành vi tương tự. Giáo sư sử học Văn Tạo trong bài viết "Nhà Mạc và vấn đề ngụy triều" đã so sánh: "Họ Trịnh và họ Nguyễn lấy tiếng là giúp nhà Lê nhưng thực ra là lo làm lợi cho mình. Họ Trịnh phù Lê nhưng lại phế truất và giết các vua Lê. Họ Nguyễn phù Lê nhưng chỉ lo phát triển cơ đồ riêng và cái cớ chống họ Trịnh... Mạc là ngụy công khai, Trịnh Nguyễn là ngụy giấu mặt".
Theo nhà sử học Trần Trọng Kim viết năm 1920, trong tác phẩm Việt Nam sử lược đã đánh giá phân minh rằng: xét riêng với nhà Nguyễn thì Tây Sơn là kẻ địch (vì họ đã đánh đổ chúa Nguyễn), nhưng xét về công lao với đất nước, với dân tộc thì phải coi đây là một triều đại chính thống, sánh ngang với nhà Đinh, nhà Lê:
Vậy nay (tôi) lấy những lẽ ấy mà xét xem nên cho nhà Nguyễn Tây Sơn làm chính thống hay ngụy triều, để cho hợp lẽ công bằng và cho xứng cái danh hiệu những người anh hùng đã qua.
...từ khi nhà Lê Trung hưng lên trở về sau, họ Nguyễn hùng cứ phương Nam, họ Trịnh xưng chúa miền Bắc; trên tuy còn tôn vua nhưng mà quyền về cả nhà chúa. Vua không phải là vua, tôi không phải là tôi, ấy là một thời loạn. Đến sau ở trong Nam thì có Trương Phúc Loan chuyên quyền làm bậy, ở ngoài Bắc thì có kiêu binh làm loạn, giết hại quan đại thần, vua chúa phải nhún mình mà chiều đãi, đình thần phải khoanh tay mà chịu, ấy lại là một lúc đại loạn vậy.
Lúc ấy anh em Nguyễn Nhạc là người dân mặc áo vải, dấy binh ở ấp Tây Sơn, chống nhau với chúa Nguyễn để lập nghiệp ở đất Quy Nhơn. Tuy rằng đối với họ Nguyễn là cừu địch, nhưng mà đối với nước Nam, thì chẳng qua cũng là một người anh hùng lập thân trong lúc biến loạn đó mà thôi. Còn như Nguyễn Huệ là vua Thái Tổ nhà Nguyễn Tây Sơn, thì trước giúp anh bốn lần vào Gia Định đều được toàn thắng, phá hai vạn quân hùm beo của Xiêm La, chỉ còn được mấy trăm người lủi thủi chạy về nước; sau lại ra Bắc Hà, dứt họ Trịnh, tôn vua Lê, đem lại mối cương thường cho rõ ràng. Ấy là đã có sức mạnh mà lại biết làm việc nghĩa vậy.
Sau vua Lê Chiêu Thống và bà Hoàng Thái Hậu đi sang kêu cầu bên Tàu, vua nhà Thanh nhân lấy dịp ấy mượn cớ cứu nhà Lê, để lấy nước Nam, bèn sai binh tướng sang giữ thành Thăng Long. Bấy giờ cứ theo như tờ mật dụ của vua nhà Thanh thì nước Nam ta, bề ngoài tuy chưa mất hẳn, nhưng kỳ thật đã vào tay người Tàu rồi. Vậy nước đã mất, thì phải lấy nước lại, ông Nguyễn Huệ mới lên ngôi Hoàng Đế, truyền hịch đi các nơi, đường đường chính chính, đem quân ra đánh một trận phá 20 vạn quân Tàu, tướng nhà Thanh là Tôn Sĩ Nghị phải bỏ cả ấn tín mà chạy, làm cho vua tôi nước Tàu khiếp sợ, tướng sĩ nhà Thanh thất đảm. Tưởng từ xưa đến nay nước ta chưa có võ công nào lẫm liệt như vậy.
Vả đánh đuổi người Tàu đi lấy nước lại mà làm vua thì có điều gì mà trái đạo? Há lại chẳng hơn nhà Lý, nhà Trần nhân lúc ấu quân, nữ chúa, mà làm sự thoán đoạt hay sao? Vậy thì lấy lẽ gì mà gọi là ngụy? Huống chi sau vua nhà Thanh cũng công nhận cho ông Nguyễn Huệ làm vua nước Nam, và lại sai sứ sang phong cho ông làm An Nam Quốc vương theo như lệ các triều trước, như thế thì nhà Nguyễn Tây Sơn mở nước có khác gì nhà Đinh và nhà Lê không?
Tuy rằng chẳng được bao lâu nhà Nguyễn Tây Sơn sinh ra nội loạn, vua Thế Tổ Cao Hoàng nhà Nguyễn lại thu phục được cơ nghiệp cũ mà nhất thống cả nam bắc lại làm một, nhưng việc thành bại hưng vong là mệnh trời, vả lại khi hai người anh hùng đuổi một con hươu, tất là người nọ gọi người kia là cừu địch. Vậy lấy lẽ tôn bản triều (nhà Nguyễn) mà xét thì nhà Tây Sơn là ngụy, nhưng lấy công lý mà suy thì vua Quang Trung Nguyễn Huệ là một ông vua cùng đứng ngang vai với vua Đinh Tiên Hoàng, vua Lê Thái Tổ, mà nhà Nguyễn Tây Sơn cũng là một triều đại chính thống như nhà Đinh và nhà Lê vậy.
Theo nhà nghiên cứu phương Tây Geogres Dutton thì:
"Sau Chiến tranh thế giới thứ hai, và trong buổi đầu của cuộc cách mạng cộng sản chủ nghĩa với những liên hệ chặt chẽ với nông thôn Việt Nam, việc xây dựng hình ảnh Tây Sơn với đặc điểm là một "cuộc nổi dậy của nông dân" hoặc một "phong trào nông dân" bắt đầu xuất hiện trong nghiên cứu của Việt Nam. Các học giả đã nhiệt tình mô tả cuộc nổi dậy của Tây Sơn hoặc như một cuộc "cách mạng", hoặc một cách trung lập hơn, là một "phong trào nông dân".
Trong cách nghiên cứu sử học về Tây Sơn này, nông dân nổi lên như một biểu tượng anh hùng, cao thượng và không biết sợ hãi, quyết tâm theo đuổi mục tiêu công bằng kinh tế và xã hội, và vì một đất nước thống nhất không bị ngoại bang can thiệp.
Chính những cách diễn giải này, mà phần lớn được các sử gia Việt Nam công bố vào nửa sau thế kỷ 20, thống trị toàn bộ diễn ngôn về thời Tây Sơn".

### Về văn trị

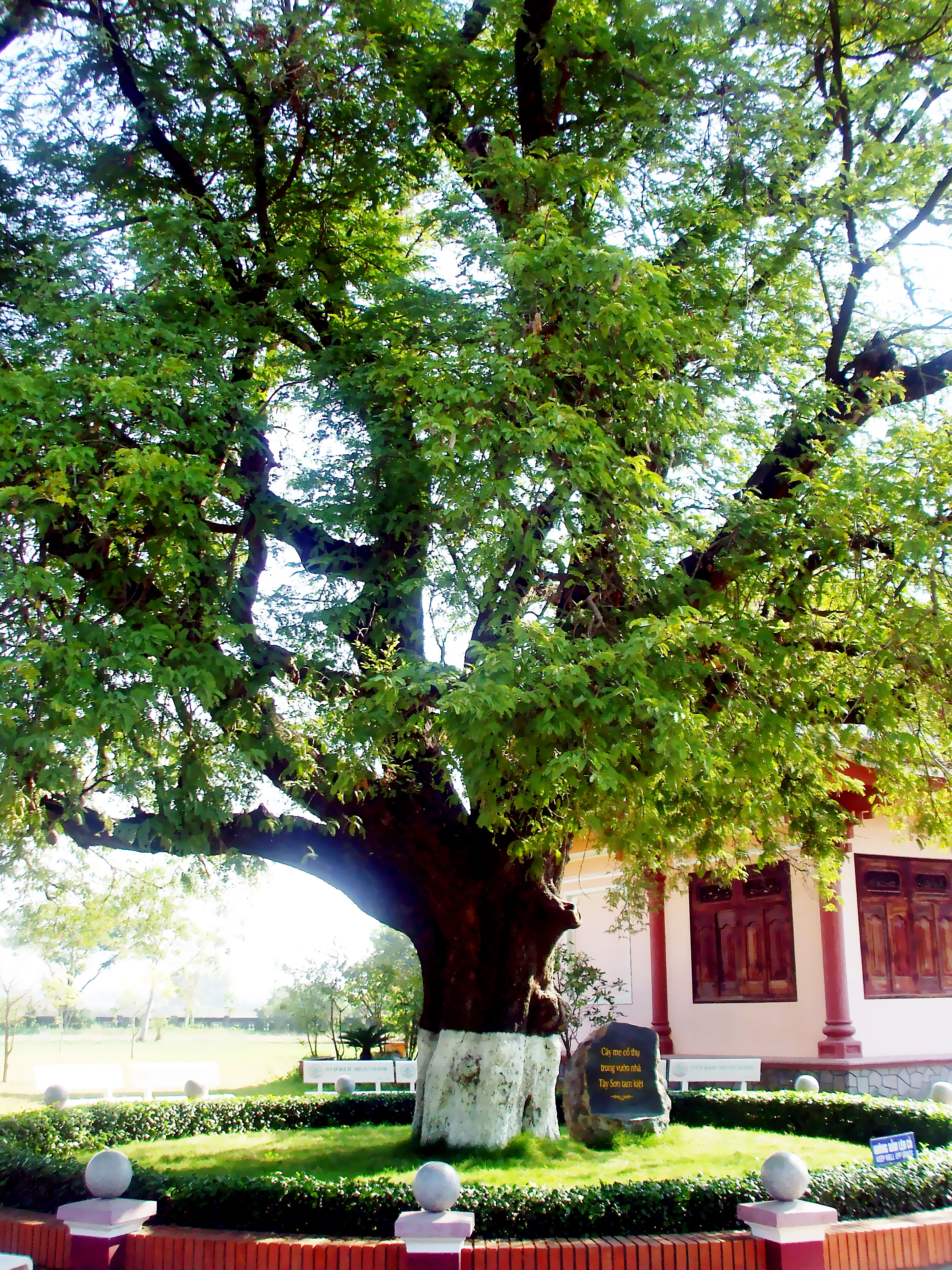
Cây me cổ thụ trong vườn nhà Tây Sơn Tam Kiệt (Bảo tàng Quang Trung, Bình Định).

Sau khi định đô ở Quy Nhơn, vua Thái Đức không có đóng góp gì đáng nói về văn trị. Văn trị nhà Tây Sơn vẫn chủ yếu là thành tựu của vua Quang Trung nhờ ông biết trọng dụng nhân tài. Việc khuyến khích phát triển kinh tế và dùng chữ Nôm chứng tỏ ông không chỉ là một người lãnh đạo "võ biền" đơn thuần. Đánh Xiêm, Thanh, nhưng cũng ngay lập tức, Quang Trung chú trọng nối lại hòa bình bằng ngoại giao với các nước này. Tuy nhiên, thời gian trị vì của ông quá ngắn ngủi khiến tác dụng của những biện pháp cai trị của ông chưa có hiệu quả rõ nét.
Đáng chú ý là việc trọng dụng chữ Nôm đã biểu lộ tinh thần quốc gia mãnh liệt muốn tách khỏi ảnh hưởng từ chữ Hán. Quang Trung tuy trọng khoa cử, chữ Nho vẫn được dùng nhưng trong chiếu, biểu, sắc, dụ, thi phú, văn Nôm đã được đặt vào một địa vị quan trọng.
Vốn là con người có óc thực tế, vua Quang Trung sau khi lên ngôi liền nghĩ ngay việc đúc tiền bằng đồng để tiêu dùng trong nước và có sự thuận tiện trong việc thương mại. Năm Quang Trung thứ tư (1791) do cần chuẩn bị việc đánh Mãn Thanh, nhà vua đã cho đi thu gom các đồ bằng đồng tốt trong nước để đem làm binh khí và đúc tiền cho rộng tài nguyên.

### Về võ công
Tương truyền Nguyễn Huệ, Nguyễn Nhạc và Nguyễn Lữ đều là những người rất giỏi võ nghệ và là những người khai sáng ra một số võ phái Bình Định. Nguyễn Huệ khai sáng Yến phi quyền, Nguyễn Lữ sáng tạo Hùng kê quyền, và cả ba anh em Tây Sơn sáng tạo Độc lư thương. Tây Sơn tam kiệt có vai trò rất lớn cho sự hình thành, phát triển Võ thuật Bình Định, là những đầu lĩnh sáng tạo, cải cách các bài quyền, bài binh khí để truyền dạy cho ba quân trong giai đoạn đầu khởi nghĩa.
Chỉ trong một thời gian ngắn kể từ khi khởi sự, nhà Tây Sơn đã lập được rất nhiều chiến tích quân sự: từ Nam ra Bắc, Tây Sơn đánh đổ cả hai tập đoàn phong kiến đã có trên 200 năm là chúa Trịnh và chúa Nguyễn, sau đó còn đánh bại cả quân ngoại viện do tàn dư của các thế lực cũ đưa vào là quân Xiêm và quân Thanh. Điều đáng nói hơn là trong số những chiến tích võ công đó có nhiều chiến thắng hiển hách, vang dội, nổi tiếng trong lịch sử dân tộc. Sử quan nhà Nguyễn là Trần Trọng Kim viết năm 1920, trong tác phẩm Việt Nam sử lược đã đánh giá chiến thắng 20 vạn quân Thanh của Tây Sơn là "Tưởng từ xưa đến nay nước ta chưa có võ công nào lẫm liệt như vậy".
Trong 3 anh em, nổi bật nhất là vua Quang Trung. Ông là hoàng đế bách chiến bách thắng, lập nhiều chiến tích quân sự nhất trong lịch sử Việt Nam. Cả cuộc đời binh nghiệp của ông, dù dưới danh hiệu Long Nhương tướng quân,[e] Bắc Bình vương hay Hoàng đế Quang Trung, ông đều lập công trạng hiển hách, chưa từng thất bại một trận nào. Do những chiến tích vang dội, Nguyễn Huệ được các giáo sĩ Tây phương so sánh với Alexandros Đại đế và Attila.
Gras de Préville, thuyền trưởng tàu Pandour của Pháp ở Gia Định năm 1788 đã viết về Nguyễn Huệ và quân đội của Tây Sơn như sau: "Tây Sơn rất mạnh; quân đội của Nguyễn Huệ nếu không thiện chiến cũng rất đông; Nguyễn Huệ có voi để kéo pháo, và hơn nữa, Nguyễn Huệ có rất nhiều thuyền chiến, chiến hạm và tàu thuyền để chở quân đội. Nguyễn Huệ có nghị lực, có tài năng..." 

### Những hậu duệ cuối cùng và nghi vấn còn tồn tại
Năm Minh Mạng thứ 12 (1831) quan quân nhà Nguyễn vẫn tiếp tục truy tìm hậu duệ của Tây Sơn, bắt được Nguyễn Văn Đức, Nguyễn Văn Lương và Nguyễn Văn Đâu. Đâu là con của Đức, cả hai đều bị chém ngang lưng. Từ đây Tây Sơn bị tận diệt. Tuy nhiên Đỗ Bang còn đưa ra nghi vấn về việc Nguyễn Văn Đức là con của Nguyễn Nhạc. Nguyễn Nhạc đặt niên hiệu cho mình là Thái Đức thì không có lý do gì lại đặt tên con mình là Đức. Nhiều khả năng đây chính là con của Quang Trung và Lê Ngọc Hân. Và nếu có như vậy thì lúc bị bắt ông đã gần 40 tuổi, không thể chỉ có một người con là Nguyễn Văn Đâu, càng củng cố cho giả thuyết trên. Ngoài ra một số tư liệu mà Đỗ Bang cung cấp thì bà Nguyễn Thị Bích đã cùng con bà chạy thoát khỏi sự tru diệt của Nguyễn Ánh.

### Nguyên nhân thất bại

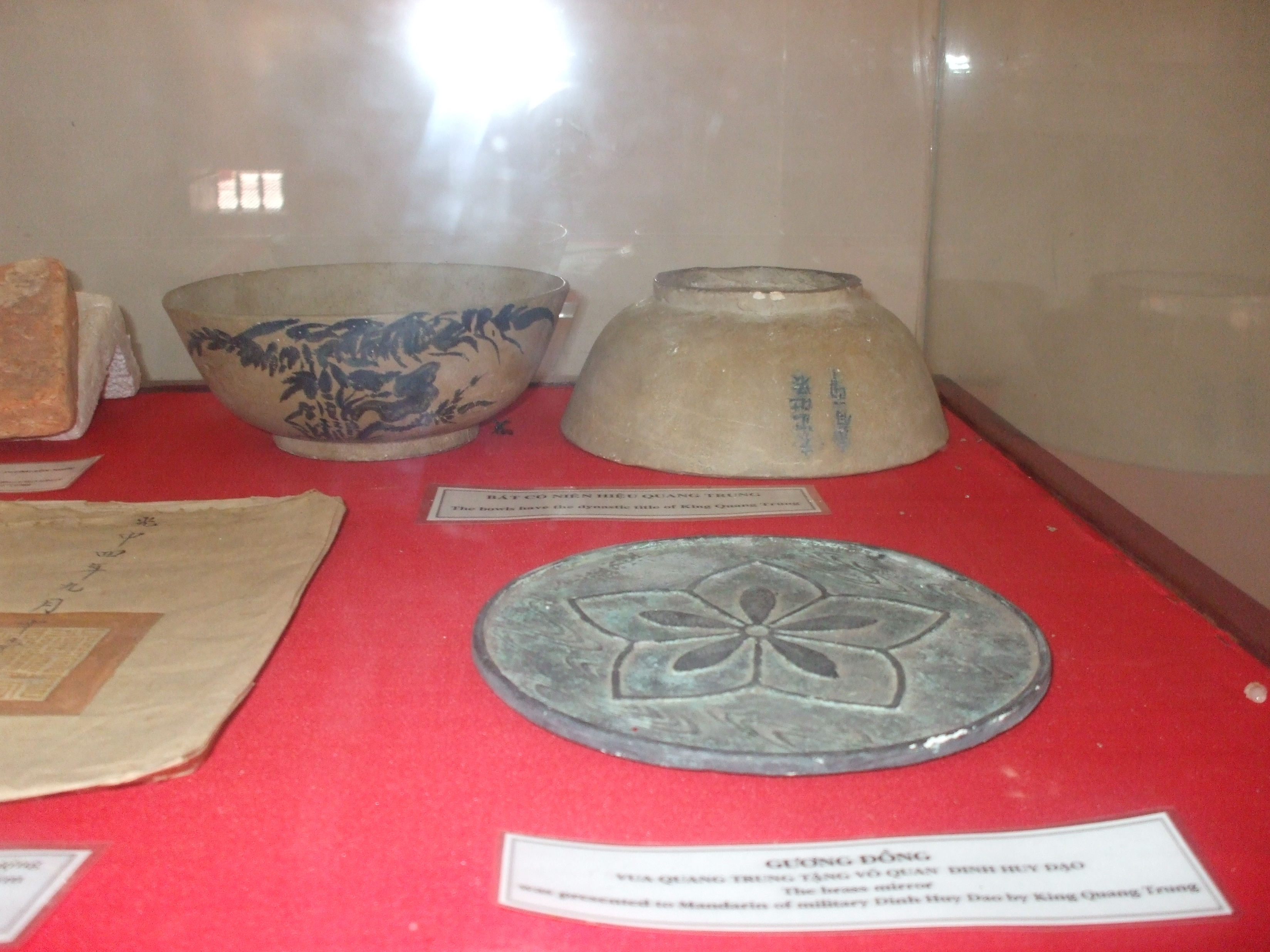
Gương đồng và bát cổ thời Tây Sơn, hiện trưng bày tại Bảo tàng Quang Trung (Bình Định).

Với sự xuất sắc của nhà lãnh đạo, tài năng của các tướng lĩnh và sự ủng hộ rộng rãi của dân chúng, Tây Sơn đã tiêu diệt rất nhiều kẻ thù. Đặc biệt dưới quyền chỉ huy của Nguyễn Huệ, đó là đội quân bách chiến bách thắng. Vậy thì vì sao đội quân đó không thể triệt tiêu hoàn toàn lực lượng tàn dư của Nguyễn Ánh để gây thành hậu họa sau này?
Theo Giáo sư Nguyễn Phan Quang thì:
1. Thứ nhất, dòng họ chúa Nguyễn lúc ấy không được lòng dân chúng nhưng lại có được sự ủng hộ của một bộ phận lớn các địa chủ tại Nam Bộ. Do đó, khi lực lượng bố phòng của Tây Sơn ở lại không đủ mạnh, Nguyễn Ánh nhanh chóng lấy lại vùng này.[72]
2. Thứ hai, các nhà lãnh đạo Tây Sơn đã từng có thời điểm đánh giá chưa đúng thực lực của Nguyễn Ánh. Sau khi nghe tin Ánh giết tướng Đỗ Thanh Nhơn (Nhân) vì uy tín của Nhơn có phần lấn át Ánh, Nguyễn Nhạc cho rằng tướng soái của Nguyễn Ánh không có ai đáng ngại nữa. Sau này, khi đánh bật được Ánh ra khỏi lãnh thổ, nhất là sau khi chớp nhoáng đập tan quân Xiêm, sự đánh giá ấy càng trở nên chủ quan hơn.[72]
3. Thứ ba là sự chia rẽ trong nội bộ anh em Tây Sơn giữa Nguyễn Nhạc và Nguyễn Huệ. Chính cuộc xung đột năm 1787 đã tạo điều kiện cho Nguyễn Ánh trở về lấy lại Gia Định. Lực lượng Tây Sơn ở đây đơn độc lại không được sự tiếp viện cần thiết từ phía bắc nên đã không thể giữ được đất Nam Bộ này. Năm sau, cuộc xung đột của hai anh em chấm dứt, Nguyễn Nhạc tự nguyện trao lại binh quyền, nhưng Nguyễn Huệ lại phải lo đối phó với quân Thanh đã tiến vào miền Bắc, Nguyễn Nhạc thì đã trở nên già cả và suy yếu lực lượng, không còn khả năng một mình tiến hành Nam chinh nữa. Cái chết của Nguyễn Lữ dù không ảnh hưởng nhiều đến nhà Tây Sơn (vì ảnh hưởng của ông cũng là ít nhất trong ba người) nhưng có lẽ càng khiến tinh thần Nam chinh của Nguyễn Nhạc thêm mòn đi. Điều đó lý giải vì sao Nguyễn Ánh có thể chắc chân tại Nam Bộ tạo cơ sở cho ông Bắc tiến sau này.[72]

Cùng với các nguyên nhân trên, nguyên nhân quan trọng nhất dẫn đến sự sụp đổ của nhà Tây Sơn khiến lực lượng của Nguyễn Ánh chiến thắng lập nên nhà Nguyễn chính là cái chết quá sớm và đột ngột của vua Quang Trung:
- Năm 1792, sau khi giải quyết xong nguy cơ từ quân Thanh, Quang Trung đã lên kế hoạch huy động tới 20 vạn quân để đánh vào Gia Định, nhằm tiêu diệt triệt để thế lực Nguyễn Ánh. Các cố vấn thân cận của Nguyễn Ánh cũng cho rằng quân Nguyễn sẽ không thể chống đỡ nổi vì đối phương quá mạnh, nhưng đúng lúc đó thì Quang Trung qua đời, thế là Nguyễn Ánh có thể yên ổn đứng chân tại Nam Bộ để phát triển lực lượng.
- Vua Quang Trung là người làm nên gần như tất cả các thành tựu của nhà Tây Sơn kể từ năm 1777. Ông qua đời đột ngột khi mới 39 tuổi nên không kịp đào tạo người thay thế xứng đáng. Con trai là Quang Toản còn quá nhỏ (mới 11 tuổi), không có đủ kinh nghiệm và sự cứng cỏi nên không thể giành được sự ủng hộ của người dân ở Bắc Hà, mảnh đất vừa chính thức về tay nhà Tây Sơn không lâu. Việc sau này, lúc bị quân Nguyễn Ánh bắt, anh của Quang Toản là Quang Thùy đã tự vẫn nhưng Toản không dám chết cùng chứng tỏ Toản chưa bằng Đoan Nam vương Trịnh Tông.
- Sự xung đột nghiêm trọng của hàng ngũ tướng lĩnh Tây Sơn. Triều đại này vốn phát tích từ cuộc nổi dậy tại đất Bình Định, phải trải qua nhiều năm chiến tranh để lập quốc nên các võ tướng có vai trò rất quan trọng. Tây Sơn có nhiều tướng tài, khi có một nhà lãnh đạo giỏi về võ công lẫn sáng suốt về cai trị như vua Quang Trung thì nhóm nho sĩ và nhóm võ tướng tìm được tiếng nói chung và hết lòng phục vụ lợi ích dân tộc, nhưng khi Quang Trung qua đời thì họ dường như không ai chịu nghe ai. Các tướng giỏi là Ngô Văn Sở, Lê Trung bị giết, còn có Ngô Thì Nhậm phải lánh đi ở ẩn và nguy hại hơn là Lê Chất chạy sang đầu hàng Nguyễn Ánh. Thực ra, việc ấu chúa lên ngôi mà triều đình vẫn yên ổn không phải là điều bất khả thi, như trường hợp của vua Thuận Trị (Phúc Lâm) nhà Thanh. Thuận Trị lên ngôi khi còn nhỏ (và sau chết yểu) nhưng nhà Thanh vẫn tiến vào trung nguyên, hoàn thành việc chiếm Trung Quốc, diệt nhà Minh và Lý Tự Thành, công việc là nhờ vào tay nhiếp chính Đa Nhĩ Cổn. Các tướng Tây Sơn vẫn có những người tận trung như Trần Quang Diệu, Bùi Thị Xuân, Vũ Văn Dũng nhưng họ không có đủ khả năng đứng ra làm nhiếp chính như Đa Nhĩ Cổn, lại bị người Pháp từ bên ngoài can thiệp giúp sức cho Nguyễn Ánh nên nhà Tây Sơn càng nhanh chóng sụp đổ.

Theo Cao Tự Thanh, với việc tàn phá Cù lao Phố, sát hại người Hoa ở đây nên trong suốt hơn 10 năm Tây Sơn vẫn không được đông đảo nhân dân miền Nam ủng hộ. Tuy nhiên, đây là ý kiến trên cơ sở các tài liệu của sử sách nhà Nguyễn, triều đại đối địch với nhà Tây Sơn. Theo ý kiến của một nhà nghiên cứu phương Tây hiện đại là Georges Dutton, sự khốn khổ của người dân trong thời nội chiến là tình trạng chung ở mọi vùng miền, dưới các chính thể khác nhau – bất kể là Tây Sơn hay chúa Nguyễn – trong những thời điểm nhất định:
"...Những người dân đang sống dưới quyền kiểm soát chính trị của chính thế lực nhà Nguyễn ở sâu trong miền nam... mong đợi được giải thoát khỏi họ. Đến cả Pigneau de Behaine (Bá Đa Lộc), ủng hộ viên người Âu nhiệt tình nhất của Nguyễn Ánh, vào năm 1791, cũng đề cập đến điều này, khi ông viết về tình cảnh ngày càng không chịu đựng nổi của những người dân Việt sống trong vùng nhà Nguyễn kiểm soát."
"... sau đó (khi họ Nguyễn lại kiểm soát Nam Bộ), hoàn cảnh sống của người dân dưới chính thể nhà Nguyễn vẫn chẳng hề được cải thiện; điều này được mô tả trong thư của một nhà truyền giáo người Pháp khác, rằng "hai năm vừa qua, mọi người đều phải đi làm việc công ích, và [người ta] không bận tâm với bất kì điều gì khác ngoài việc tìm cách để sống sót, đau khổ đã trở nên đến cực điểm"."
Cũng theo Georges Dutton thì "việc hào quang hóa phong trào Tây Sơn trong trí tưởng tượng của dân chúng vào thế kỷ 19... Khả năng cách nhìn ưu ái dành cho phong trào và chính thể Tây Sơn có thể là sản phẩm của mối ác cảm mà dân chúng dành cho nhà Nguyễn, cũng nhiều bằng khả năng đó chính là ký ức tập thể thật sự về nhà Tây Sơn".
Dù sao đi nữa, tên tuổi của nhà Tây Sơn với những chiến công đánh giặc giữ nước (đặc biệt là của vua Quang Trung) vẫn còn ghi mãi trong lịch sử và ký ức của người dân, các bộ sử của nhà Nguyễn cũng không sao chối bỏ được, dù đây là một trong những triều đại ngắn nhất trong lịch sử Việt Nam.

## Dư âm

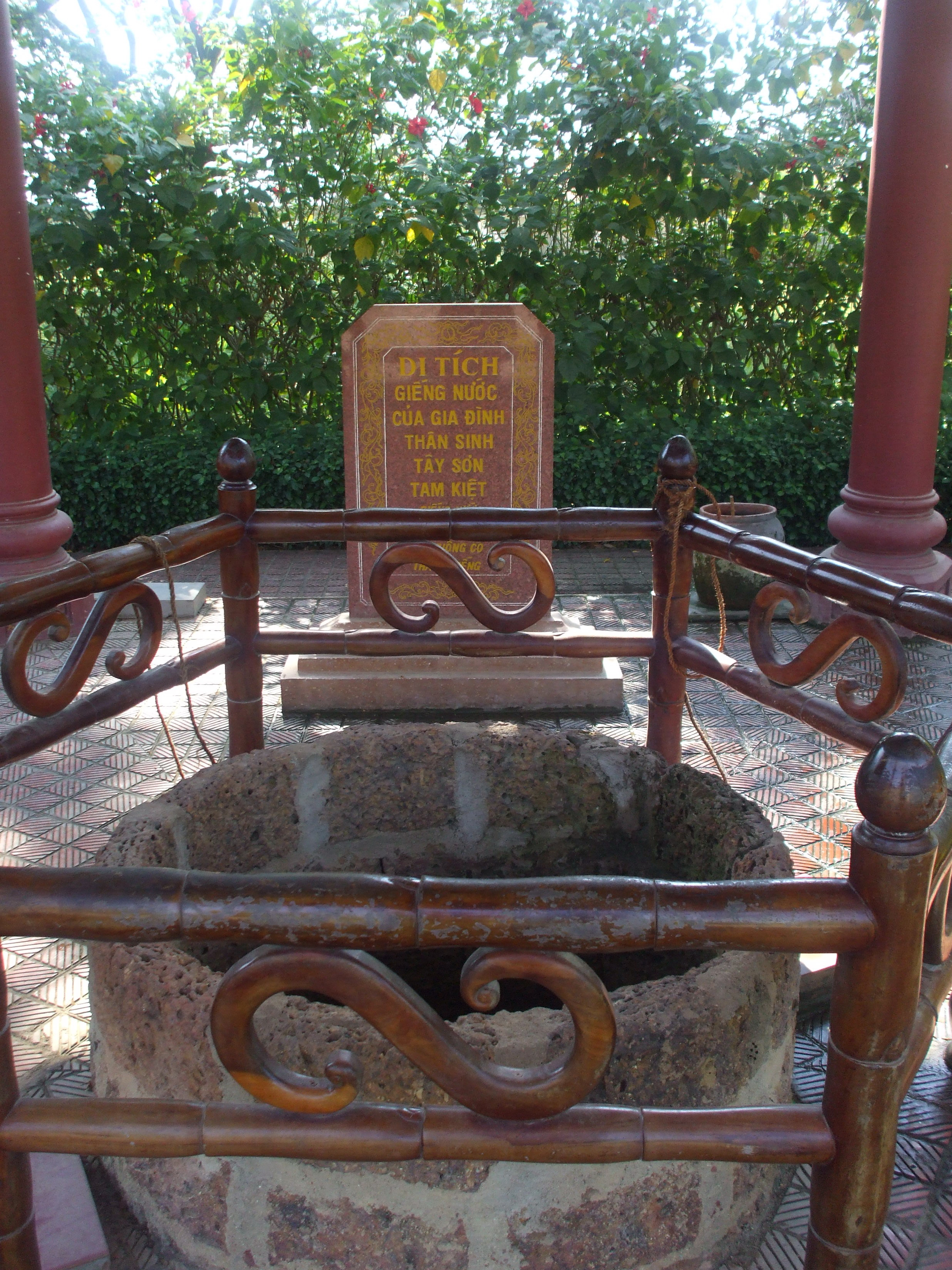
Giếng nước của gia đình Tây Sơn Tam Kiệt (Bảo tàng Quang Trung, Bình Định).

Tại Hà Nội, bức tượng Quang Trung được tạc trong chùa Bộc dưới hình thức Đức Ông. Hàng năm, vào ngày mồng 5 Tết âm lịch, tại quận Đống Đa, Hà Nội thường tổ chức hội Gò Đống Đa để kỷ niệm chiến thắng Ngọc Hồi – Đống Đa đánh tan quân Thanh của vua Quang Trung.
Dù Tây Sơn mất nhưng còn nhiều ảnh hưởng về sau, không những trong nhân dân mà ngay cả với nhà Nguyễn. Theo sách "Truyện cũ cố đô" của Nguyễn Đắc Xuân, vào đời cháu nội của Nguyễn Phúc Ánh là Nguyễn Phúc Miên Tông làm vua, tức là vua Thiệu Trị (1841-1847), có sứ giả nhà Thanh đến. Vốn là người hay chữ, Thiệu Trị ra vế đối cho hai hoàng tử là Nguyễn Phúc Hồng Bảo và Nguyễn Phúc Hồng Nhậm (sau là vua Tự Đức) rằng:
Bắc sứ lai triều
Không cần suy nghĩ, Hồng Bảo đọc ngay:
Tây Sơn phục quốc
Vế đối về chữ nghĩa thì thật chỉnh không thể bắt bẻ nhưng về nội dung thì thật "phản nghịch". Thiệu Trị nghe như sét đánh ngang tai, cố bình tĩnh gượng cười rồi trách Hồng Bảo:
"Tây Sơn mà phục quốc thì cả bà con mi không còn đất mà chôn! Lần sau có đối thì cũng phải giữ gìn ý tứ nghe con!"
Sau đó một phần vì việc này mà Thiệu Trị truất ngôi con trưởng của Hồng Bảo, lập Hồng Nhậm làm thái tử, sau Nhậm trở thành vua Tự Đức.